# Historia de Campo de Criptana

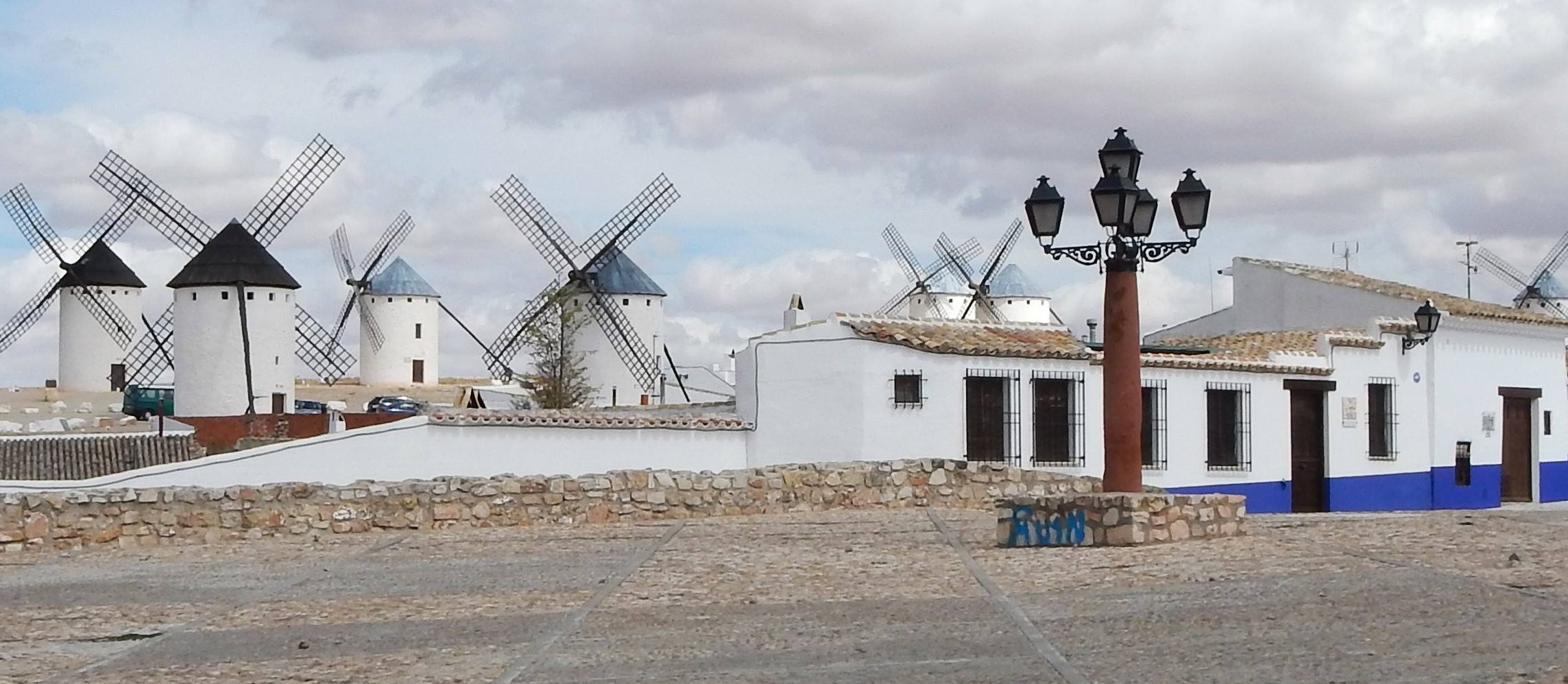
Vista desde el «Cerro de la Paz» de los molinos de viento de Campo de Criptana.

Campo de Criptana es un municipio manchego situado en el noreste de la provincia de Ciudad Real, cerca donde su límite confronta con los de las vecinas provincias de Toledo, Cuenca y Albacete. Su historia se inicia con la de los poblamientos que existieron dentro de su término municipal, algunos de los cuales se unieron en el siglo XIV para formar Campo de Criptana, que, a la postre, fue el único que ha continuado habitado hasta la actualidad.
Por los restos arqueológicos encontrados se puede afirmar que el término municipal de Campo de Criptana ha sido un área habitada desde el neolítico. Una vez iniciada la época de los metales, los asentamientos quedaron dentro del área de la cultura del vaso campaniforme y posteriormente en la denominada cultura de Cogotas I. Ya en la Edad del Hierro, formaron parte del extremo sureste del territorio de los carpetanos.
Iniciada la época histórica, se puede considerar que la primera reseña de sus poblaciones fueron las menciones que el historiador romano Tito Livio hizo de Alce y Cértima durante su relato de la conquista romana de Hispania. Ya en época romana, el ascenso a la categoría de municipium de la vecina Consabura (Consuegra) y su desarrollo consiguiente hizo que las localidades del término experimentasen un marcado declive. Durante el bajo imperio, parece que la comarca se articuló en torno a una importante villa surgida en la actual Alcázar de San Juan.
Tras la caída del Imperio romano, el término municipal inicialmente formó parte del efímero reino alano para pasar después al dominio visigodo. Durante esta época, la población parece centrarse en el poblado de «Villajos» y en torno al puesto fortificado existente en el «cerro de la Virgen», lugares donde se mantuvo en época musulmana, en la cual quedaron bajo la esfera de la ciudad de Toledo, tanto en la etapa del Califato de Córdoba como en la posterior Taifa de Toledo a la cual pertenecieron.
Durante el proceso de reconquista —iniciado en la región por Alfonso VI con la toma de la antigua capital visigoda— las poblaciones pasaron de manos musulmanas a cristianas y viceversa en varias ocasiones, no quedando consolidada la pertenencia al territorio castellano hasta la victoria cristiana en Las Navas de Tolosa. El término municipal quedó integrado en el Reino de Toledo y al poco pasaría a formar parte de los territorios pertenecientes a la Orden de Santiago que, durante las siguientes décadas, fue otorgando cartas pueblas, fueros y privilegios para fomentar la repoblación de los varios núcleos habitados dentro del término, entre los cuales se incluía uno denominado «El Campo» —surgido alrededor del 1300— que sería el que más prosperaría, para acabar absorbiendo a los habitantes de los restantes y cambiar su denominación a Campo de Criptana.
El pueblo experimentó un notable crecimiento en el siglo XVI, durante el que se construyeron buena parte de los monumentos hoy existentes en la población además de iniciarse la producción de harina en sus molinos de viento. En contraste, el siglo XVII significó para la localidad una época de decadencia, en la que perdió buena parte de sus habitantes, cuyo número no comenzaría a recuperarse hasta el siguiente siglo XVIII.
El área de Campo de Criptana fue escenario de la actuación de las guerrillas durante la guerra de la Independencia y se dieron varios combates en la villa entre fuerzas españolas y napoleónicas. Tras la muerte de Fernando VII, también la primera guerra carlista tuvo que sufrirse en la comarca y el municipio fue objeto de ataques por parte de los combatientes anti–isabelinos.
Pasado el reinado de Isabel II, la localidad experimentó un considerable desarrollo ayudada por la pronta llegada del ferrocarril que la conectó con Madrid y con el puerto de Alicante. Durante la segunda mitad del siglo XIX, sufrió la crisis cerealista europea de la que salió reconvirtiendo gran parte de sus cultivos en viñedos. Este hecho la marcó de manera importante ya que, la mayor necesidad de jornales necesarios para su cultivo ayudó a fijar e incrementar el número de habitantes, a la vez que, también, se desarrolló un importante tejido industrial —bodegas y fábricas de alcohol— en torno al procesamiento de la uva y en el que participaron inversores llegados de otras regiones de España.
Campo de Criptana continuó con su crecimiento en el primer tercio del siglo XX, periodo durante el cual duplicó su población. El desarrollo del sector vitivinícola permitió una buena situación económica y el surgimiento de una importante actividad cultural, con mejora de la escolaridad, actividades en el teatro municipal, publicaciones de prensa local o la fundación de su equipo de fútbol en 1925. La evolución de este periodo se truncó en los años 30, cuando el sector del vino sufrió una importante crisis y la localidad no fue ajena a los conflictos sociales que desembocaron en la Guerra Civil, contienda durante la cual la villa permaneció todo el tiempo dentro del territorio republicano.
Tras los difíciles años de posguerra, el municipio sufrió durante la década de los 50 una importante crisis demográfica debido a la mecanización agrícola que dejó sin ocupación a buena parte de sus habitantes. Esta crisis se agravó en décadas siguientes debido al esquema desarrollista de la dictadura, que fijó unos polos de industrialización que significaron la emigración de una parte importante de sus vecinos. No sería hasta bien entrado el periodo democrático —en los años 80— cuando la población pudo recuperarse y aumentar su número de habitantes, a lo que finalmente contribuyó de manera importante el bum constructor del siglo XXI y la llegada de inmigrantes desde otros países.

## Prehistoria

### Edad de Piedra

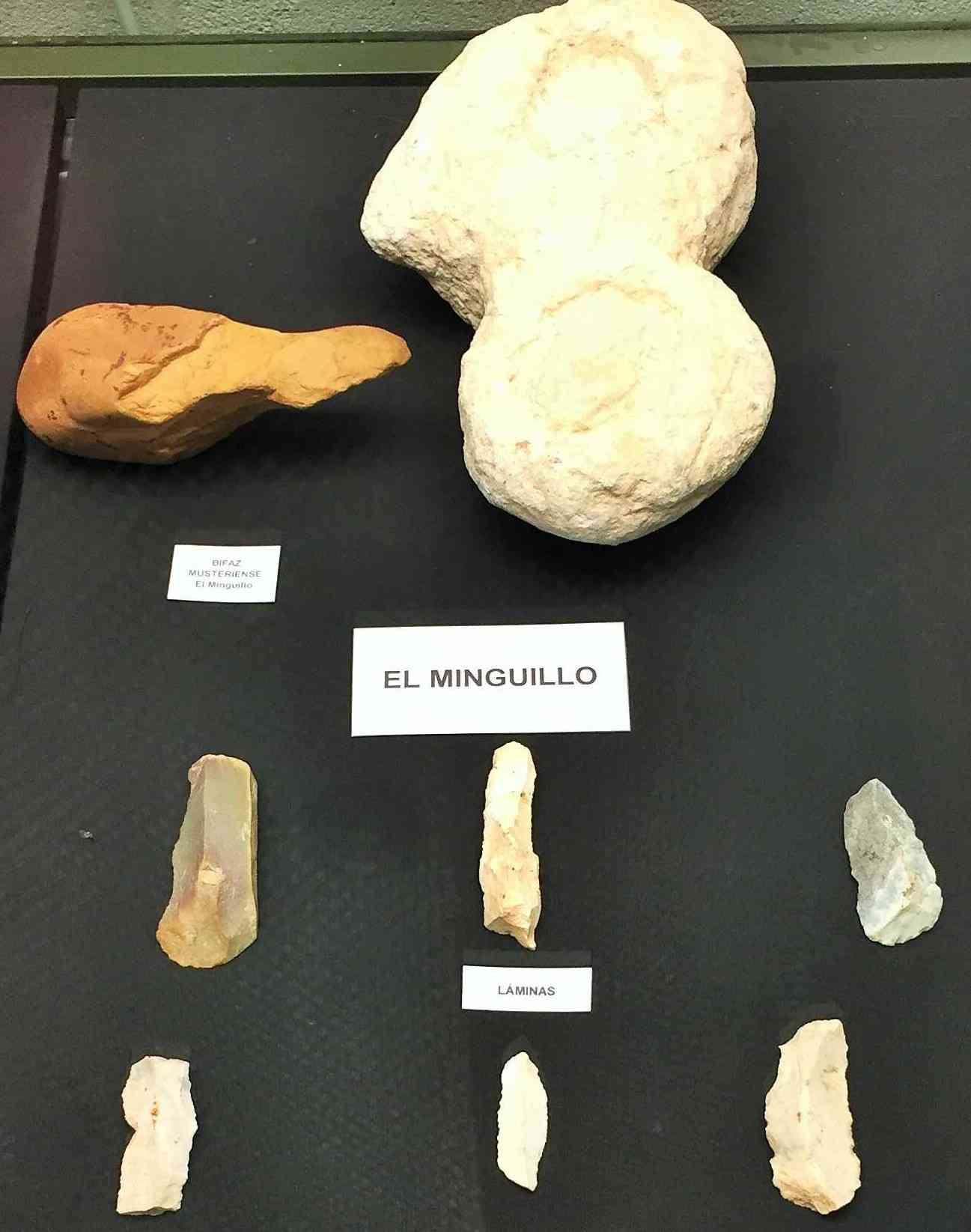
Útiles líticos encontrados en el paraje de «El Minguillo» en Campo de Criptana.

Los restos más antiguos de presencia humana dentro del término municipal de Campo de Criptana son objetos del Paleolítico inferior (1 000 000 –  100 000 a. C.) localizados en varios puntos, principalmente en el paraje de «El Minguillo». En esta zona se han hallado elementos como triedros, que han sido asociados,  más bien a movimientos humanos que perseguirían a la fauna en sus migraciones estacionales siguiendo las corrientes de agua. El origen de estos humanos se encontraría más al sur, en el área donde el río Guadiana cobra una mayor entidad tras confluir en él sus afluentes superiores.
Procedentes del Paleolítico medio (120 000 – 35 000 a. C.) se han localizado también diversos útiles de sílex y cuarcita, como láminas, cuchillos, puntas, perforadores y lascas; elementos hallados cerca del río Záncara que discurre por la parte central del término.
Del Paleolítico superior (40 000 – 8000 a. C.) y el Mesolítico (10 000 – 5000 a. C.) no se han encontrado restos en la comarca, algo que se ha asociado a un despoblamiento generalizado debido al clima del último periodo glacial o a una actividad volcánica cuyos gases de azufre habrían hecho poco habitables estos territorios. No fue hasta alrededor del 3000 a. C. —ya superado el Neolítico— cuando la presencia humana se volvió a hacer visible en la zona, en un contexto de mejora en las condiciones de alimentación que propició un crecimiento sustancial de la población en la Meseta Sur.

### Calcolítico (3300–1700 a.C.)
Un grupo debió de establecerse durante el Calcolítico en la zona.. Esta pequeña comunidad —asociada a una cultura megalítica y de cerámica campaniforme— habitó un poblado en alto situado en un paraje conocido como «El Pico», cerca de un pequeño manantial. Por los restos encontrados se ha determinado una ocupación que llegó hasta al Bronce final. En este lugar se han localizado restos de un posible dolmen y son abundantes tanto los cuchillos como las puntas de flechas con una gran variedad de formas. También se han encontrado molinos de mano y dientes de hoz bastante erosionados, que denotan una utilización habitual. Por otro lado, la presencia de yunques y percutores permite suponer la existencia de una significativa actividad de manufactura.

### Edad del Bronce (2200–700 a.C.)

#### Cultura del vaso campaniforme de Ciempozuelos (2200–1700 a.C.)

Petroglifo hallado en la «senda de los cantareros». Fue realizado por los pobladores de la zona durante la Edad del Bronce.

La cultura del vaso campaniforme se inició en el centro peninsular en el periodo Calcolítico y se prolongó —en su estilo «Ciempozuelos»— hasta bien entrada la Edad del Bronce. Este grupo cultural tuvo su área nuclear en los valles medios del Tajo y del Duero.
Los individuos que habitaron la zona de Campo de Criptana durante el Bronce Inicial formaron parte de su área sureña, ya que los restos hallados son del tipo de los encontrados en Ciempozuelos, cuyo horizonte temporal se estima entre el 2200 y el 1700 a. C. En varios parajes del término —«el Pico», «Valrepiso», «la Atalaya», «Montón de Trigo» y «el Real»— se han encontrado fragmentos cerámicos correspondientes a recipientes de tipo campaniforme. Relacionados también con esta cultura son los petroglifos localizados en la denominada «senda de los cantareros», de los que el mejor conservado muestra varios signos dentro de un cerramiento circular de metro y medio de diámetro.
Los abundantes asentamientos descubiertos en la comarca alrededor de Campo de Criptana permiten suponer una importante densidad de población durante el periodo del Bronce Pleno. Son varios los yacimientos localizados que se pueden datar en esta época. Estos se corresponden mayoritariamente a pequeños poblados que aprovecharon puntos elevados para su ubicación y que tuvieron que ser habitados por grupos de entre 30 y 50 personas, de manera similar a lo que se detecta habitualmente en la península ibérica hasta la Edad del Hierro.

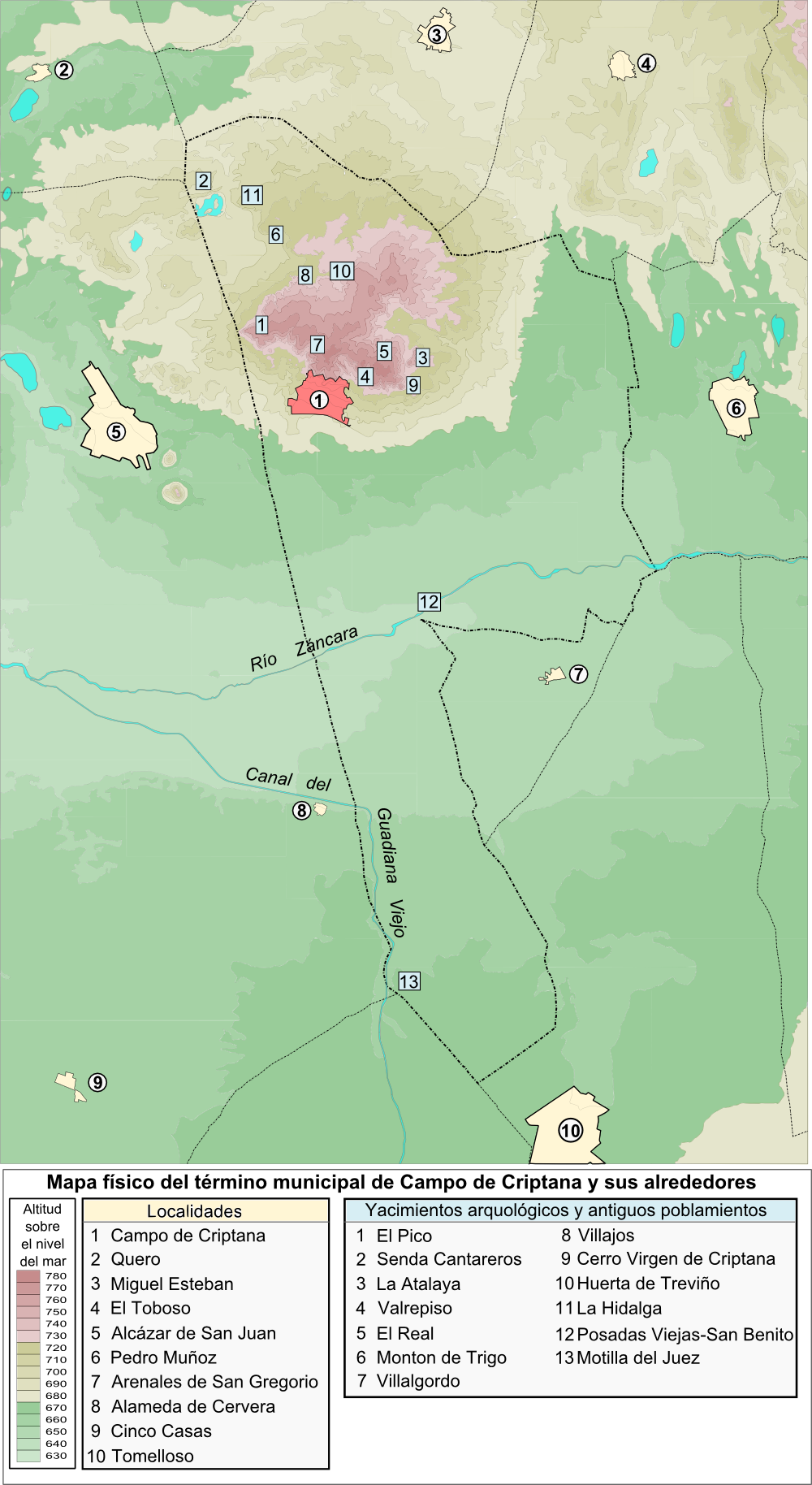
Antiguos poblamientos de Campo de Criptana. Se situaron casi todos en la zona norte y alta del término municipal mostrando una mayor vinculación con las culturas del valle medio del Tajo.

Durante este periodo, La Mancha debió de sufrir entre 2200 y 1500 a. C. una grave crisis ambiental que redujo dramáticamente los recursos hídricos, con desecación de los cauces fluviales y un descenso generalizado de los niveles freáticos. En este contexto climático aparecieron las denominadas «motillas», un tipo de poblamiento fortificado en llano situado sobre un acuífero y cuyo objetivo parece que fue la defensa de puntos de agua, alrededor de los cuales se establecieron los asentamientos humanos. Estas construcciones se han localizado dentro de esta comarca, mayoritariamente al sur del río Záncara: entre Alcázar de San Juan y Manzanares (Motilla de Los Romeros), o al sureste de Daimiel (Motilla del Azuer). En Campo de Criptana solo se ha descubierto la denominada «motilla del Juez» de muy pequeña entidad —con unos 20 m de diámetro— y situada bastante al sur del citado río, allí donde el término municipal confronta al de Argamasilla de Alba. Esto parece ser indicativo de que el grupo local de poblamientos del Bronce se situó inmediatamente al norte de la zona dominada por este tipo de singulares fortificaciones.
Los asentamientos localizados con signos de haber sido habitados durante la Edad del Bronce son:
- «La Atalaya»: situado sobre una elevación donde aparecen restos de construcción, abundante tierra de ceniza y cerámica manual negruzca.[22]
- «El Pico»: ya citado anteriormente como poblamiento de Calcolítico; se localiza en el extremo oeste de un pequeño cerro. El material del Bronce hallado en él es, igualmente, cerámica manual negruzca así como cerámica fina pintada de rojo y pequeñas vasijas pulimentadas. También se han descubierto objetos de adorno, como pequeños discos de hueso y cuentas de collar.[23]
- «Valrepiso»: probablemente fue una pequeña comunidad agrícola de la que se han encontrado cerámica negra así como teñida en rojo o amarillo. Algunas piezas están perforadas, denotando su uso para la fabricación de requesón. Igualmente, se localizaron flechas de metal y punzones de punta prismática.[24]
- «El Real»: situado a corta distancia del anterior y sobre una pequeña loma. Fue otro pequeño asentamiento donde se han hallado cerámica similar a los anteriores, así como ejemplares con un tipo de decoración semejante a la cerámica campaniforme de Ciempozuelos.[25]
- «Montón de Trigo»: se trató de un pequeño castro del que han permanecido grupos de piedras en las laderas del montículo. En él se ha hallado cerámica característica del Bronce Manchego. Igualmente se descubrieron punzones de metal y restos de muñequeras destinadas a proteger el antebrazo durante el uso del arco.[26]
- «Pozos del Villalgordo»: se localizó en un llano junto a lo que posteriormente sería la vía romana que comunicaba Laminio con Titulcia. A pesar de que la tradición popular indica la existencia de un poblado, no han quedado restos de construcción que lo indiquen. Los elementos localizados en él marcan una amplia secuencia de ocupación desde el Bronce inicial hasta la época ibérica.[27]
- «Hondonadas del Cristo de Villajos»: situado también en llano, cerca lo que luego sería el pueblo de Villajos, muestra materiales como cerámica negruzca del Bronce.[28]
- «Cerro de la Virgen»: se estableció en un cerro con una muy amplia visibilidad de las comarcas circundantes, característica que le facilitó ser una fortificación importante en épocas posteriores.[29] En este lugar también se han hallado restos de cerámica del Bronce.[29]

#### Cultura Cogotas I (1700–700 a.C.)
Entre el 1700 y el 1600 a. C. se produjo la transición desde la cultura del vaso campaniforme —del tipo Ciempozuelos— a la cultura denominada «Cogotas I» que, a partir del 1500 a. C., se desarrolló en la Meseta Central —donde se mantuvo hasta el 700 a. C.— para posteriormente cubrir regiones periféricas. Hacia el sur se expandió a través de los pasos del Sistema Central hasta llegar a los Montes de Toledo y el alto Guadiana. Sus características coinciden con elementos culturales y lingüísticos considerados como «protoceltas», que serían una versión arcaica de aspectos de la posterior cultura céltica.
Los asentamientos en este periodo se produjeron tanto en zonas bajas como en altos amesetados que controlaban amplios territorios. Sus estructuras de habitación eran de poca solidez —tipo cabañas— y construidas con material vegetal mateado de barro para su impermeabilización, características que dan a entender que se trataba de ubicaciones improvisadas según las necesidades del momento. En el aspecto funerario, se seguía el rito de inhumación. Estas comunidades practicaban tanto una ganadería de ovicápridos con trasterminancia de radio corto como una agricultura con cultivo de cereal —trigo y cebada— y leguminosas cerca de los ríos. Las pesas de telar y las queseras que ha localizado la arqueología muestran la aparición actividades textiles y de procesamiento lácteo. De su industria lítica destacan los dientes de hoz, hachas pulimentadas y molinos para procesar cereales y bellotas. De su metalurgia se ha localizado mayoritariamente punzones de bronce.
Entre los asentamientos existentes en la Edad de Bronce parece que varios mantuvieron su ocupación más allá de ese horizonte temporal y fueron habitados durante los siglos en que la cultura «Cogotas I» se extendió por la comarca del río Záncara y resto del área del alto Guadiana. Estos fueron los de «montón de Trigo» (donde se localizó un pequeño castro); «pozos del Villalgordo»; «hondonadas del Cristo de Villajos» (donde se ha encontrado una necrópolis datada en la época de transición del Bronce al Hierro). y «cerro de la Virgen» (que se convirtió en un lugar fortificado).

### Edad del Hierro (700–180 a.C.)

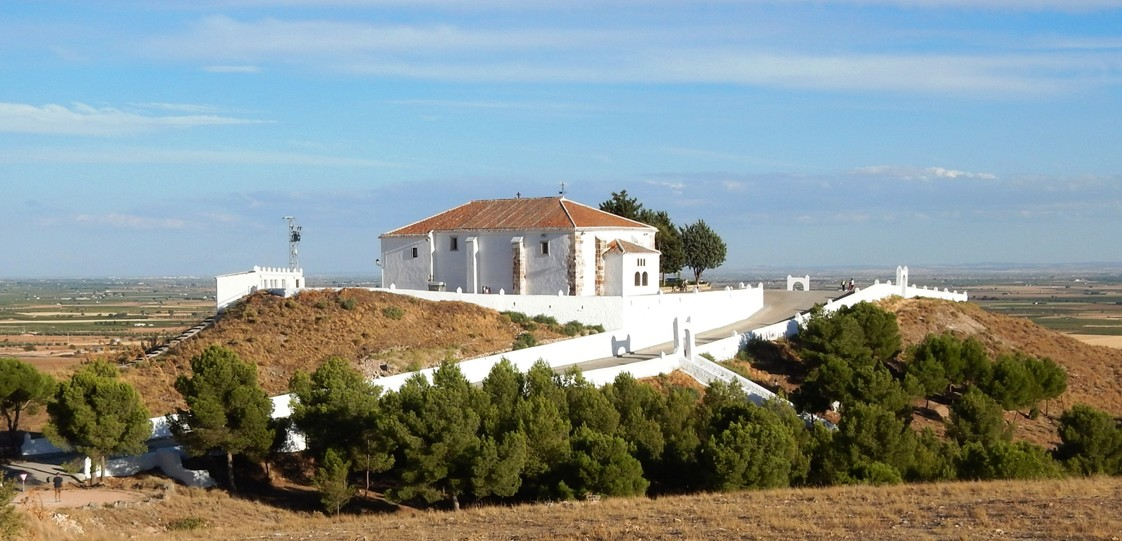
Cerro de la Virgen de Criptana. Desde este lugar elevado se domina visualmente una gran parte de la llanura manchega en dirección sur. Fue habitado desde la Edad del Bronce y su ocupación se mantuvo durante los periodos siguientes hasta la Edad Media.

La transición en la Meseta Sur de la Edad del Bronce a la del Hierro se caracterizó por una mayor sedentarización, en la que las nuevas técnicas de cultivo, la ganadería y la metalurgia del bronce formaron la base económica. Las poblaciones comenzaron a recibir influencias de otros territorios y se produjo un proceso de etnogénesis, que dio lugar a los diferentes pueblos prerromanos que habitaron esta región.
Procedente del valle del Ebro apareció entre los siglos XI – IX a. C. y asociado a los «campos de urnas»,  el ritual funerario de la incineración en el este de la actual Guadalajara. Este ritual se fue extendiendo hacia el sur hasta llegar a la cuenca del Guadiana y el noroeste de la actual Albacete. En el asentamiento de «Villajos» la arqueología ha estudiado una necrópolis de incineración de unos 500 m2 con una estimación de 90 enterramientos y cuyo uso se ha datado entre el siglo VII y primera mitad del siglo V a. C.. En ella se ha encontrado cerámica a mano y a torno, cuchillos de hierro, fragmentos de lanza y fíbulas de doble resorte similares a las localizadas en otras necrópolis del valle del Tajo. En las inmediaciones, también se han hallado manifestaciones de este ritual en Arenas de San Juan, Villafranca de los Caballeros y en Munera, datada ésta en la segunda mitad del siglo VII a. C. y considerada la necrópolis con características de «Campos de Urnas» más meridional de la Meseta Sur. La aparición de este cambio cultural se ha asociado tanto a la llegada de nuevas poblaciones como a influencias culturales recibidas por diferentes vías.
Dentro del grupo de pueblos indoeuropeos o «protocélticos» de la península ibérica, comenzó a producirse en este periodo la etnogénesis de los carpetanos. Este grupo humano, situado en el valle medio del Tajo, asimiló a partir del siglo VI a. C., parte de la cultura celtibérica generada en las altas tierras del Sistema Ibérico y de la Meseta Oriental que mostraba características tales como la adopción del hierro para el armamento y la estructura social gentilicia. Posteriormente —a partir del siglo IV a. C.— los carpetanos participaron, junto al resto de la Meseta Sur, en la extensión de la cultura ibérica, la cual —estando consolidada ya en el siglo V a. C. al sur del Guadiana— difundió durante el siglo IV a. C. algunos de sus elementos a los territorios al norte de este río, cuyas poblaciones adoptaron novedades como el uso de la rueda en el torno de alfarero y en la molienda de cereales, la utilización del horno de tiro variable y la metalurgia.
Los carpetanos ocuparon parte de las actuales provincias de Madrid, Guadalajara, Toledo, Cuenca y —en mucha menor medida— Ciudad Real. En esta  provincia limitaron al sur con los oretanos que habitaron la parte central del valle del Guadiana, ocupando los carpetanos los Montes de Toledo, la comarca de Consuegra y el área al norte del Záncara que incluye el término de Campo de Criptana.

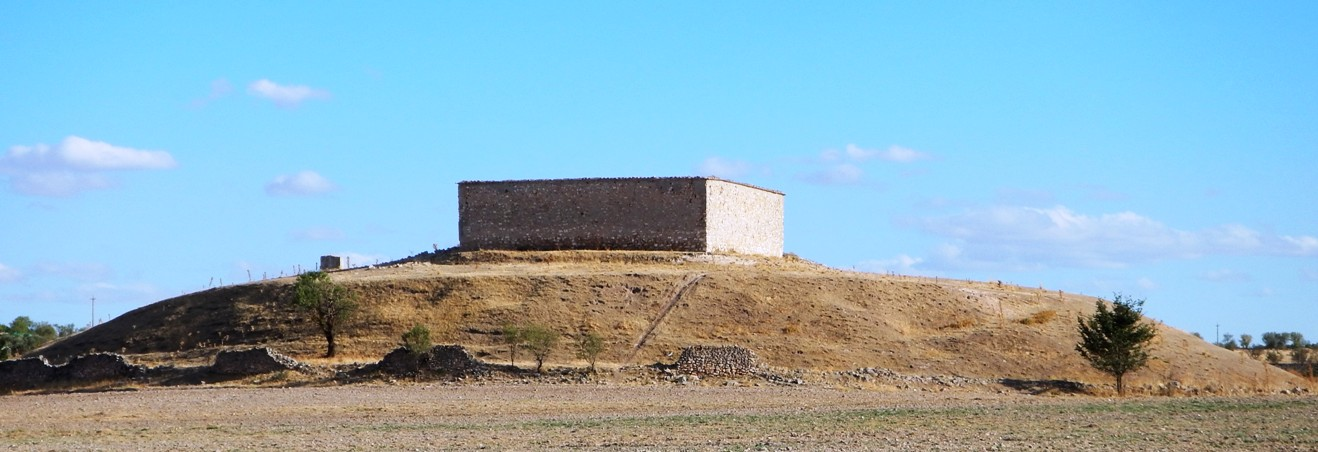
Paraje del «palomar de Treviño» en el término municipal de Campo de Criptana. En este lugar de pequeña elevación surgió un asentamiento durante la Edad del Hierro.

Durante la época anterior a las conquistas cartaginesa y romana  surgieron nuevos poblados que se unieron a los cuatro citados anteriormente, ya habitados desde épocas anteriores:
- «Palomar de Treviño»: situado cerca de lo que fue el poblado de Villajos, se trató de un asentamiento sobre un montículo de unos nueve metros de altura y rodeado de un muro situado a unos tres metros de distancia, el cual, en algunos sectores todavía se mantiene en pie. En este lugar se ha descubierto abundante cerámica —alguna de ella, fabricada a torno— con fondos claros y rayados en rojo en la que se da una decoración a base de bandas, líneas onduladas o semicírculos concéntricos. También han aparecido fusayolas y dientes de hoz.[48]
- «La Hidalga»: localizado al este de una laguna salina, en un cerro de escasa elevación cuya parte superior ha mostrado elementos que parecieron ser los cimientos de calles de un pueblo destruido.[49] La densidad de los restos encontrados aquí siempre ha llamado la atención,[50] y se ha localizado cerámica prerromana y romana de todos los tipos, restos de tejas, pesas de telar, restos de vidrio romano, molinos de rotación, moneda de bronce y broches del mismo metal.[50] Las monedas descubiertas corresponden mayoritariamente al periodo republicano y en mucha menor medida al prerromano.[49] También se halló aquí un pequeño ídolo tipo «ibérico», pero datado en época romana, así como un pozo de mampostería con su fondo cubierto con grandes losas romanas.[49]

## Historia Antigua (220 a.C. – 476 d.C.)

Territorios tribales prerromanos sobre la demarcación actual de Castilla-La Mancha y Madrid. Se considera que las poblaciones carpetanas de Alce y Cértima (destacadas en color azul) se ubicaban dentro del actual término municipal de Campo de Criptana.

### Periodo prerromano (220–180 a.C.)
La primera mención escrita de los carpetanos se encuentra en los relatos que nos han llegado de las campañas cartaginesas en la Meseta Sur, concretamente cuando en el 220 a. C.un gran ejército de esta tribu, con refuerzos de sus vecinos vacceos y olcades, hizo frente a Aníbal en la  Batalla del Tajo. El gran tamaño del ejército —100 000 hombres según las fuentes clásicas; 40 000 según estimaciones modernas— hace plausible pensar que lo integrarían habitantes de todas las comarcas carpetanas. Esta batalla finalizó con victoria cartaginesa, tras la que se inició una etapa de dominio púnico sobre Carpetania, si bien sus habitantes no debieron de cejar en su resistencia, pues todas las citas de las fuentes clásicas durante este periodo relatan episodios de rebelión de los carpetanos.

### Conquista y romanización (180 a.C. – 284 d.C.)

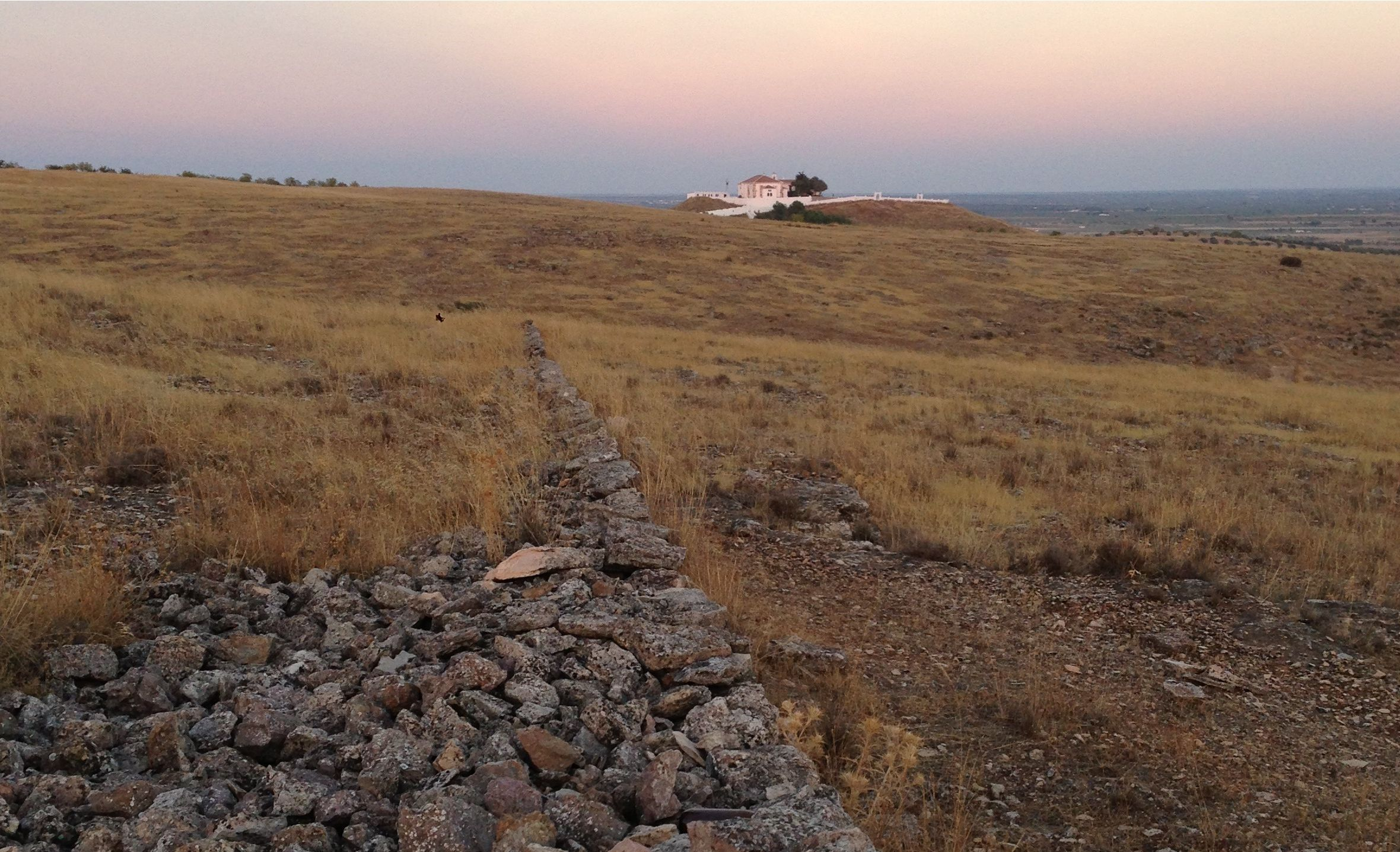
Muro sur del campamento romano de «el Real». Al fondo el «cerro de la Virgen de Criptana».

Tras la fase de dominio cartaginés, en el 193 a. C. se inició el proceso de conquista romana del territorio carpetano con el ataque a Toletum. Los últimos episodios sucedieron en el sureste y tuvieron como protagonistas a las poblaciones de Cértima y Alce,  tomadas por Tiberio Sempronio Graco y que actualmente se considera que estaban situadas dentro del T.M. de Campo de Criptana:
Se estima que Cértima sería la población que ocupaba el actual «cerro de la Virgen», cerca del cual se conservan los restos de un campamento romano datado en época republicana y que habría sido el utilizado por Graco en el año 180 como base de su campaña. Para hacer frente al ataque, sus habitantes solicitaron la ayuda de un contingente celtíbero acampado junto a la vecina Alce y tras la negativa de estos a ayudarles, negociaron su rendición a cambio de tributo y colaboración militar.

Imagen publicada en 1904 por Pierre Paris de una figura de bronce de época romana localizada y catalogada por el arqueólogo José Ramón Mélida en «la Hidalga». Esta especie de ídolo se utilizó como pesa en una balanza romana.

Alce, por su parte, es situada en el paraje «la Hidalga», cerca de una laguna salina y junto a la ruta que comunicaba Titulcia —localizada en el río Tajo— con el importante cruce de caminos situado en Laminio. Después de eliminar a las tropas celtíberas destinadas a protegerla, Graco asaltó esta población, en la que capturó a los hijos de un líder carpetano llamado Thurro quien, tras conseguir su liberación, acordó unirse al ejército romano.
Ya en época romana, fue adquiriendo importancia la cercana localidad de Consabura (Consuegra) —situada en la ruta que unía Laminio con Toletum—, protagonista de un suceso bélico durante las guerras sertorianas en el que resistió, sin rendirse, un bloqueo or parte de las tropas rebeldes, que acabaron perdiendo la guerra varios años después frente al partido gubernamental optimate. La población obtuvo tras este periodo el estatus de municipium y consiguió llegar a ser la cabeza de la comarca sureste de Carpetania. Durante este tiempo, las poblaciones de Alce y Cértima tuvieron que experimentar un claro declive, ya que los restos arqueológicos que se han encontrado son de pobre factura.

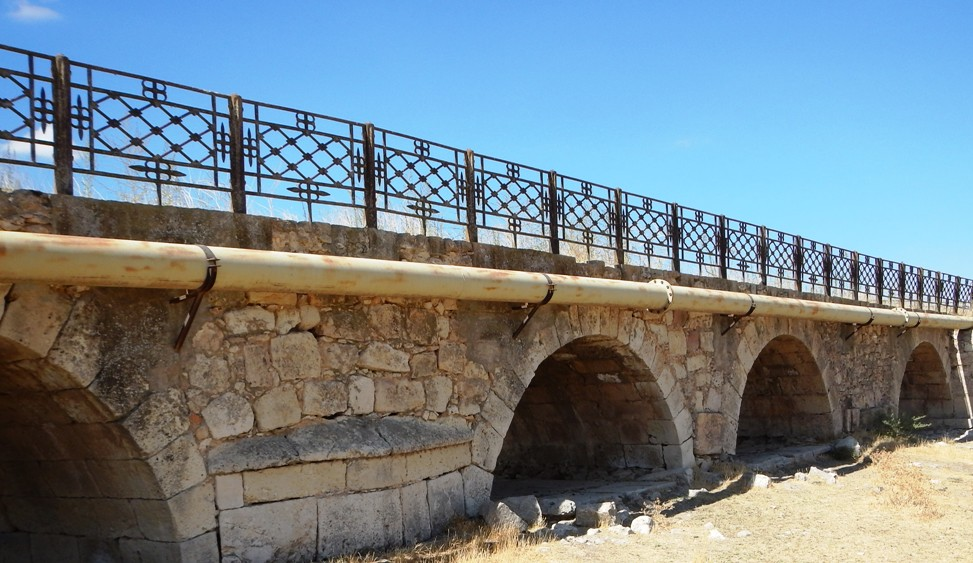
Puente de San Benito. En sus alrededores se situó un pequeño poblamiento durante época romana sobre el que posteriormente surgiría «Posadas Viejas».

También en época romana, tuvo que surgir un nuevo pequeño asentamiento —sobre el que posteriormente se asentaría «Posadas Viejas»— situado junto a la calzada romana que venía desde Laminio y cerca del puente que permitía el cruce del río Záncara. En esta zona se han localizado varios restos arqueológicos, entre los que destaca un ánfora romana de grandes dimensiones.
A lo largo de este periodo, las poblaciones de la zona fueron adscritas a las siguientes unidades administrativas dentro de la Hispania romana:
- Desde su conquista en el 180 a. C. hasta el 27 a. C.: provincia Citerior.
- Desde el 27 a. C. hasta el 298: provincia Tarraconensis.
- Desde el 298 hasta el final del periodo romano: provincia Carthaginensis.

La articulación territorial a partir del siglo I se fue estructurando sobre la base de un liderazgo asumido por las poblaciones con rango de municipium. En un nivel inferior se situaron los vici que encabezaban unos territorios que, en el caso de ser productivos y estar bien comunicados, estarían formados por grandes fundos explotados desde unas villae que se monumentalizarían a partir del siglo III de manera acorde con el poder social de sus propietarios. La comarca de Campo de Criptana se encontraba bien situada y en su área se formó una villa localizada en la vecina Alcázar de San Juan; el municipium más cercano fue Consabura (Consuegra) —situada a 45 km— que tuvo que ejercer el liderazgo territorial en esta zona. Este modelo territorial se basó en una economía globalizada ligada al mantenimiento de las estructuras políticas del Imperio romano, por lo que la caída de éste conllevó su ruptura.

### Bajo Imperio (284–476)

Áreas de la península ibérica ocupadas durante los pueblos bárbaros entre el 409 y 429 d. C. Señalado en rojo el actual término municipal de Campo de Criptana que quedó en territorio alano.

A finales del año 406 un conglomerado de tribus germánicas: suevos, vándalos y alanos —ésta, una tribu irania emparentada con los sármatas— atravesó el Rin a la altura de Maguncia tras vencer a los francos destinados a proteger ese tramo del río. Tras recorrer la provincia de la Galia estas tribus entraron en el 409 en la península ibérica aprovechando la situación causada por la usurpación de Máximo. Una vez en Hispania, se establecieron repartiéndose las provincias: Los suevos y vándalos asdingos ocuparon la Gallaecia, los vándalos silingos, la Bética y los alanos las provincias de Lusitania y Carthaginense. Este reparto hizo que la comarca de Campo de Criptana quedase dentro del territorio de los alanos. Debido a su reducido número, este pueblo se estableció en los grandes latifundios, lo que haría plausible su ocupación de la villa romana situada en la vecina Alcázar de San Juan.
Durante el siglo V Consabura fue perdiendo su importancia jurídica, económica y de población, a la par que Toletum la incrementó, en un contexto histórico de concentración del poder en lugares concretos que pudiesen ofrecer cierta estabilidad durante las convulsas décadas finales del Imperio romano.

## Edad Media (476–1492)

### Alta Edad Media (siglosValX)

#### Periodo visigodo (416–711)

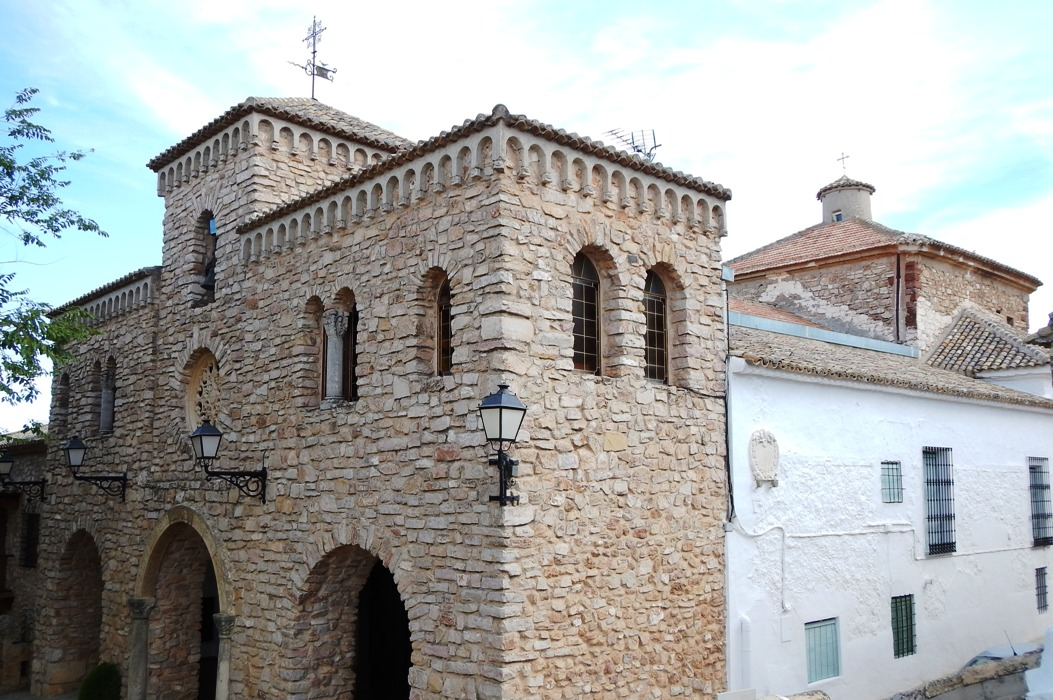
Ermita de Villajos. La antigua población de Villajos fue habitada durante el periodo visigodo. Sobre ella se levantó posteriormente un asentamiento musulmán.

Con el asentamiento visigodo en Hispania y el establecimiento de su capital en Toledo, se desarrolló un nuevo modelo territorial en el que las áreas rurales productivas, antes dominadas por las villae, pasaron a ser explotadas mediante aldeas y granjas. Estas surgieron dentro de una sociedad que se tuvo que adaptar a las condiciones existentes tras la caída del Imperio romano y la llegada de las poblaciones invasoras. Las nuevas entidades —con escasos restos arqueológicos debido a su pequeña importancia y el uso de materiales perecederos— se fueron implantando a finales del siglo V y se consolidaron a lo largo del VI.
A finales del siglo VI comenzó a producirse un cambio en la organización del estado visigodo con el establecimiento de un poder central fuerte y el surgimiento de unas nuevas élites, que durante el siglo VII, volvieron a hacerse presentes en los ámbitos rurales ,ayudadas por las actuaciones dirigidas a implantar el cristianismo en todo el territorio. Estas nuevas élites tuvieron una mayor capacidad de presión fiscal, a la vez que pudieron organizar la explotación a gran escala de recursos como la ganadería.
En este contexto de articulación del territorio visigodo y en un ambiente de debilidad demográfica y pobreza se pueden enmarcar los escasos restos existentes en el término municipal. De todos los poblamientos ocupados anteriormente, solo parecen pervivir los situados en «Villajos» y en el «cerro de la Virgen»; en el primero —donde recientes trabajos arqueológicos han documentado una aldea de época islámica asentada sobre una anterior población visigoda— se ha localizado una pila bautismal visigoda y parece corresponder al modelo de aldeas y granjas; en el segundo se erigió una fortaleza que perteneció a un noble visigodo de la cercana población de Urda, lo que podría adscribirlo al desarrollo de las nuevas élites que dominaron los ámbitos rurales. Por otro lado, en la vecinas Quero (a 8 km de «la Hidalga») y Alcázar de San Juan (7 km de «Villajos») se han localizado, respectivamente, una lápida funeraria del siglo VII y la base de un templo visigodo.

#### Periodo musulmán (711–1085)
Entre el 711 y el 715 se produjo la conquista musulmana de la península ibérica y el establecimiento de su poder central en Córdoba. La comarca de Campo de Criptana formó parte del territorio adscrito a la ciudad de Toledo, cuya población —con un importante componente mozárabe— se consideraba hostil y poco dócil al gobierno cordobés. Con el objetivo de controlar las frecuentes revueltas de los toledanos, se organizó una frontera interior al sur de esta comarca con las fortalezas de Oreto y Calatrava —que llegó a ser destruida durante una rebelión en 835— como lugares destacados.

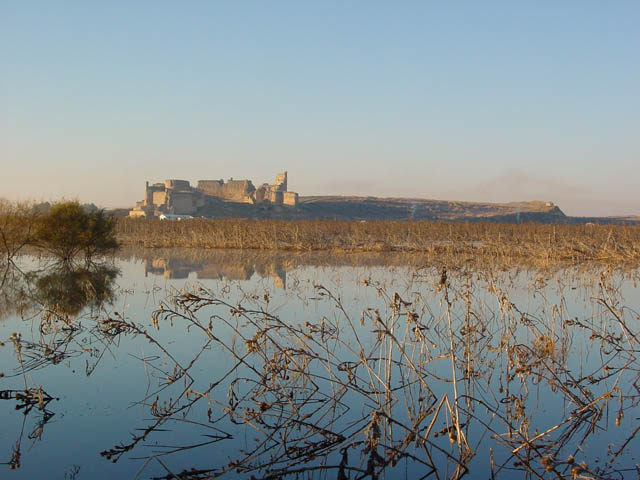
Fortaleza de Calatrava sobre la orilla norte del Guadiana. Formó parte de la frontera militar interior musulmana destinada a controlar las revueltas de los toledanos.

Dentro del término municipal, «Villajos» mantuvo su poblamiento en esta época y quedó integrada en una unidad administrativa —cuya capital era la vecina Qasr'Atiyya (la actual Alcázar de San Juan)— situándose en la periferia de la misma y formando parte del área fronteriza entre el territorio de Toledo (al que pertenecía) y las kuras de Santaver y Calatrava.
Este poblado de época islámica en «Villajos» se situó sobre las anteriores ocupaciones romana y de Edad del Bronce y parece que se originó manteniendo el uso de un poblamiento visigodo anterior. La actividad principal de sus habitantes fue una agricultura de tipo mixto secano–regadío, incluyendo cultivos de huerta, para los que se ha documentado arqueológicamente un pozo de noria. La ganadería, por su parte, fue una ocupación complementaria, con la oveja como el animal predominante, con un aprovechamiento tanto como fuente de leche y lana, como de carne. El modelo de pastoreo se basó en desplazamientos cortos en los que se utilizaron los pastos existentes en tierras baldías. Otros restos encontrados por los arqueólogos son los de vacas —que debieron de estar estabuladas— y caballos —que debieron de ser criados para su venta—. También son abundantes los restos de cerdos, cuyo consumo denota la presencia de mozárabes o la inclusión en su dieta por parte de población musulmana a pesar de su carácter «impuro». Finalmente, también se han localizado restos de ciervo y corzo, especies cuyo hábitat hace pensar que existió una relativa abundancia de masa boscosa mediterránea en los alrededores.
Los materiales cerámicos localizados denotan la presencia musulmana a partir del siglo IX, con una mayor población durante el siglo XI, periodo en el que la comarca se vio beneficiada por un aumento demográfico y económico, al igual que el centro peninsular.
Además de este poblado de «Villajos» y en un contexto de militarización de la comarca, también tuvieron que estar ocupados los parajes de «Montón de Trigo», donde se ha localizado cerámica de tipo musulmán y restos de una atalaya defensiva, así como el de «cerro de la Virgen», en el que debió de existir una importante fortaleza.

### Plena Edad Media (siglosXIalXIII)

#### Reconquista y repoblación

Situación en la península ibérica tras la desintegración del Califato y la creación de los reinos de Taifas. Tras la toma de Toledo en 1085 por Alfonso VI, pasó a manos castellanas un amplio territorio que incluía los castillos de Consuegra y Criptana (indicados en el mapa).

Tras la guerra civil musulmana en 1031, el Califato se desintegró y surgieron los denominados reinos de Taifas. La comarca de Campo de Criptana formó parte del territorio de la Taifa de Toledo, creada en 1035 por Ismail al-Zafir, hijo del señor de Santaver. Su devenir quedó ligado a los acontecimientos que marcaron la existencia de este reino hasta su desaparición varias décadas después.
Al-Cádir —nieto de Al-Zafir y tercer rey— fue un líder débil y durante su dominio, la Taifa experimentó una descomposición que condujo a su conquista por los reyes cristianos. Tras perder las poblaciones de Valencia y Córdoba, Al-Cádir tuvo que huir de Toledo en 1080 ante una rebelión de sus habitantes. Acordó entonces con el rey castellano Alfonso VI ser entronizado en Valencia a cambio de que Toledo pasase a manos castellanas, cuyo ejército inició el asedio de la ciudad en 1081.

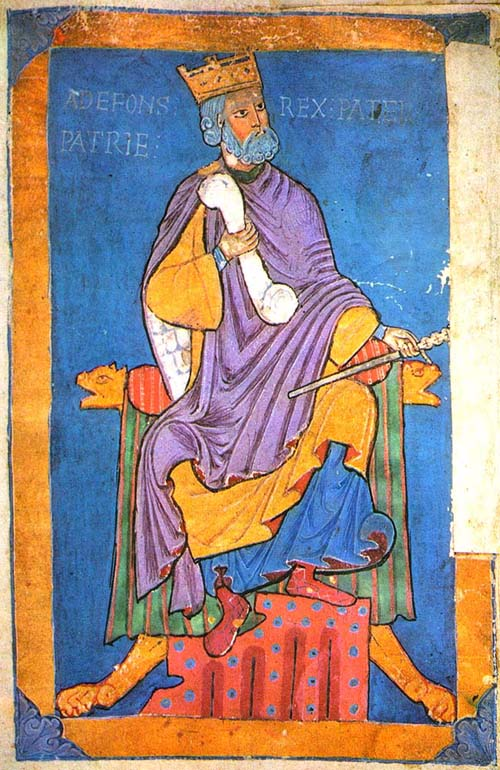
Alfonso VI de Castilla. Conquistó en 1085 Toledo y un amplio territorio que incluía los castillos de Consuegra y Criptana.

La reconquista de La Mancha se desarrolló en un periodo de casi 130 años de luchas intermitentes, con avances y retrocesos, iniciadas con la toma de Toledo en 1085 y finalizadas con la batalla de Las Navas de Tolosa en 1212. En este proceso se pueden distinguir tres fases. Una inicial que abarca los 63 años entre la toma de Toledo en 1085 y la conquista del castillo de Calatrava en 1147, marcada por las luchas de los castellanos contra los almorávides; una segunda fase fue la repoblación de la frontera toledana y el inseguro avance castellano, con la creación y asentamiento de las órdenes militares; finalmente, una tercera fase entre el retroceso que supuso la derrota frente a los almohades en Alarcos en 1195 y la consolidación de la conquista con la victoria de Las Navas de Tolosa en 1212.
En 1085 las poblaciones de la zona quedaron en territorio cristiano, pues tras la toma de Toledo, Alfonso VI obtuvo un amplio territorio cuyo límite sur lo formaban los Montes de Toledo, con Consuegra como fortaleza principal. El territorio adscrito a este castillo incluía la comarca de Campo de Criptana, donde se situaba la fortaleza del «cerro de la Virgen» que se conocería como castillo de Criptana y que quedó situado en el área fronteriza con el territorio musulmán. Este primer periodo en zona castellana duró poco —14 años—, ya que, tras las derrotas en Consuegra (1099) y Uclés (1108), la frontera cristiana sufrió un claro retroceso y la zona de Criptana volvió a pasar a territorio musulmán.

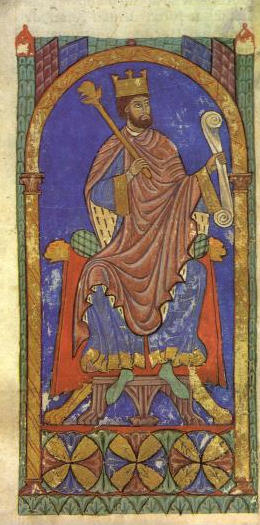
Alfonso VII de Castilla. Entregó las poblaciones de Villajos y Criptana a la Orden de San Juan en 1162. El documento de donación es la mención escrita más antigua que se tiene de estos topónimos.

La crisis del Imperio almorávide permitió nuevamente el avance cristiano, con la toma del castillo de Mora en 1144 y el de Calatrava en 1147. La  fortaleza de Criptana debió de ser recuperada por los cristianos, junto a Consuegra, poco antes del 1147. El límite fronterizo quedó más al sur, en la comarca del castillo de Calatrava. La nueva frontera permaneció estable durante el periodo de segundas Taifas que sucedieron a la caída almorávide y hasta el ataque de los almohades.
En 1151 Alfonso VII entregó Consuegra y su territorio al caballero Rodrigo Rodríguez para que se ocupara de su repoblación. Esta no debió de ser muy efectiva, ya que unos años más tarde, en enero de 1162, el rey volvió a entregar Criptana y Villajos junto con otras poblaciones a la Orden de San Juan en lo que sería la primera concesión de territorios a esta orden militar. El documento de donación contiene la primera mención escrita que se conoce de los topónimos «Villajos» y «Criptana» indicados como «Villa Allios» y «Chitrana» respectivamente.

...haec quatuor villas chitrana, villa allios, kero e attirez cum omnibus pertinentibus suis...

En 1162 la Orden donó a un líder mozárabe de Toledo llamado Miguel Arragan la mitad de estas poblaciones de Villajos y Criptana.
La expansión almohade presionó los territorios castellanos, dando lugar a la batalla de Alarcos en 1195, que se saldó con una estrepitosa derrota cristiana. Tras este enfrentamiento, la frontera retrocedió desde las estribaciones de Sierra Morena hasta la línea de los Montes de Toledo. La zona de Campo de Criptana se pudo mantener en territorio cristiano y pasó a formar parte de su «vanguardia avanzada». En 1212 se llevó a cabo la campaña cristiana que consiguió recuperar  el Campo de Calatrava y culminó con la decisiva victoria de Las Navas de Tolosa que permitió la recuperación, al año siguiente, del Campo de Montiel y Alcaraz. Tras estos éxitos militares, la frontera castellana se situó al sur de Sierra Morena y quedó consolidada la conquista de las comarcas manchegas.

#### Configuración administrativa y municipal tras la reconquista

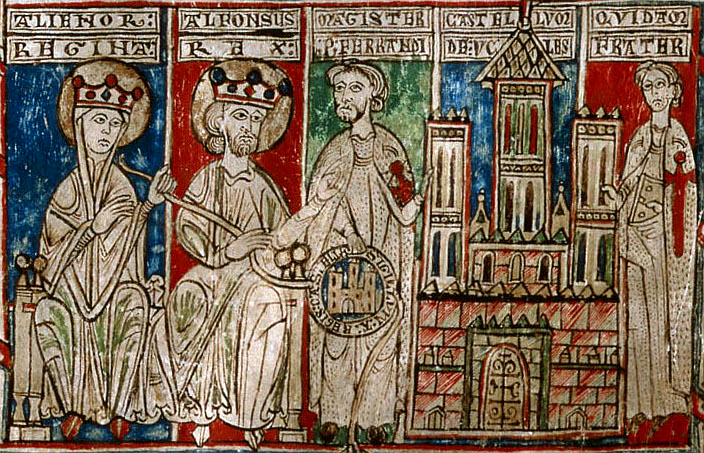
Alfonso VIII de Castilla y Leonor Plantagenet concediendo el Monasterio de Uclés al maestre de la Orden de Santiago Pedro Fernández de Castro

En 1223 la Orden de Santiago se estableció en la comarca al recibir por herencia de un tal Pedro Guillen junto a la Orden del Hospital, un amplio territorio que tuvo que ser deslindado en 1237, dividiendo los territorios de Alcázar de San Juan —que permaneció para los hospitalarios— y Campo de Criptana, cuyas poblaciones pasaron a formar parte de los territorios santiaguistas.

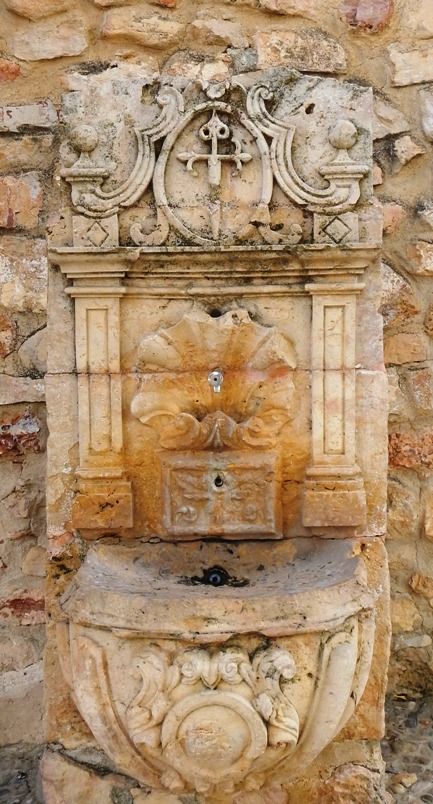
Fuente de agua en Villajos (Campo de Criptana) con el emblema de la Orden de Santiago.

A partir de 1234 Fernando III estableció un sistema jurídico en los territorios de la Orden de Santiago que le permitió gozar de una gran independencia, ya que la orden pudo administrar justicia en su territorio, recaudar los tributos en beneficio propio, salvaguardar el orden público, otorgar fueros y cartas pueblas, así como exigir la prestación del servicio militar. El rey, por su parte, se reservó la percepción de varios tributos (las tercias reales), la acuñación de moneda, la concesión de ferias y mercados, así como la mayoría de justicia. El estatus jurídico de las poblaciones de la Orden se estableció a través del otorgamiento de fueros o cartas pueblas por parte de los maestres o del mismo rey.
La Orden de Santiago se configuró como una microsociedad feudal, en la que el Maestre se arrogó el papel del señor feudal, siendo sus vasallos los comendadores, quienes actuaron como señores locales en virtud de la cesión por el maestre de parte de su jurisdicción. Estos omendadores fueron los gestores de las «encomiendas» formadas por diversas propiedades generadoras de rentas y que acabaron por ser la célula básica en la administración, superponiéndose a ellas otras unidades mayores como «prioratos» y «mesas maestrales».
En 1237 se creó la «encomienda de Criptana», formada por las tres poblaciones existentes entonces: Criptana, Villajos y Posadas Viejas, más otras villas adyacentes como Pedro Muñoz, Palomares y San Martín. Mientras Criptana y Villajos eran los núcleos habitados anteriormente —en periodo musulmán— y citados en la donación de 1162, Posadas Viejas debió de ser de nueva creación, ya que no fue nombrado en aquel documento. La población de estos lugares era principalmente cristiana, aunque mantenía cierta presencia de esclavos de origen musulmán, y su economía se basaba en una agricultura de cereal, más bien extensiva, además de la ganadería.

### Baja Edad Media (siglosXIVyXV)

#### Crisis delsigloXIVen Castilla

Difusión de la plaga de peste negra en Europa a mediados del.

Desde los inicios del siglo XIV se comenzaron a dar en la Corona de Castilla y en el resto de Europa, varios factores que, en conjunto, se engloban en la denominada «crisis bajomedieval»: propagación de epidemias, conflictos bélicos internos, hambrunas, crisis demográfica, retroceso de las áreas cultivadas, reducción de las rentas señoriales así como alteraciones de precios y salarios.
Ya en 1301 se hacía referencia en la crónica de Fernando IV a las hambrunas en Castilla y durante la década de los cuarenta, las crónicas reflejaron numerosos episodios de malas cosechas. Las epidemias, por su parte, se iniciaron a gran escala con la peste negra de 1348 y afectaron también gravemente en 1363, 1364 y 1374. Alrededor del 1400 la población de Pedro Muñoz —vecina de Campo de Criptana— acabó quedando completamente despoblada por causa de la peste. Por otro lado, tras el final de las luchas contra los musulmanes (quedando el reino de Granada como único territorio subsistente), los conflictos bélicos pasaron a darse entre bandos nobiliarios y pretendientes al trono, siendo la población rural la más afectada. En 1310 un documento se hacía eco de la mayor pobreza en la que habían caído los vasallos de la Orden de Santiago «...por las guerras e por las huestes». En el ámbito demográfico, la población de Castilla sufrió un claro descenso y se dieron abundantes casos de abandono de poblaciones.
Las poblaciones de la zona no fueron ajenas a esta crisis y puede entenderse en este contexto tanto el abandono que experimentaron las poblaciones de «Villajos», «Criptana» y «Posadas Viejas» como la creación de la nueva villa de «El Campo» y los sucesivos privilegios que los maestres de la Orden de Santiago dieron a los pobladores remanentes.

#### Nacimiento de «El Campo» (de Criptana) y privilegios para sus habitantes

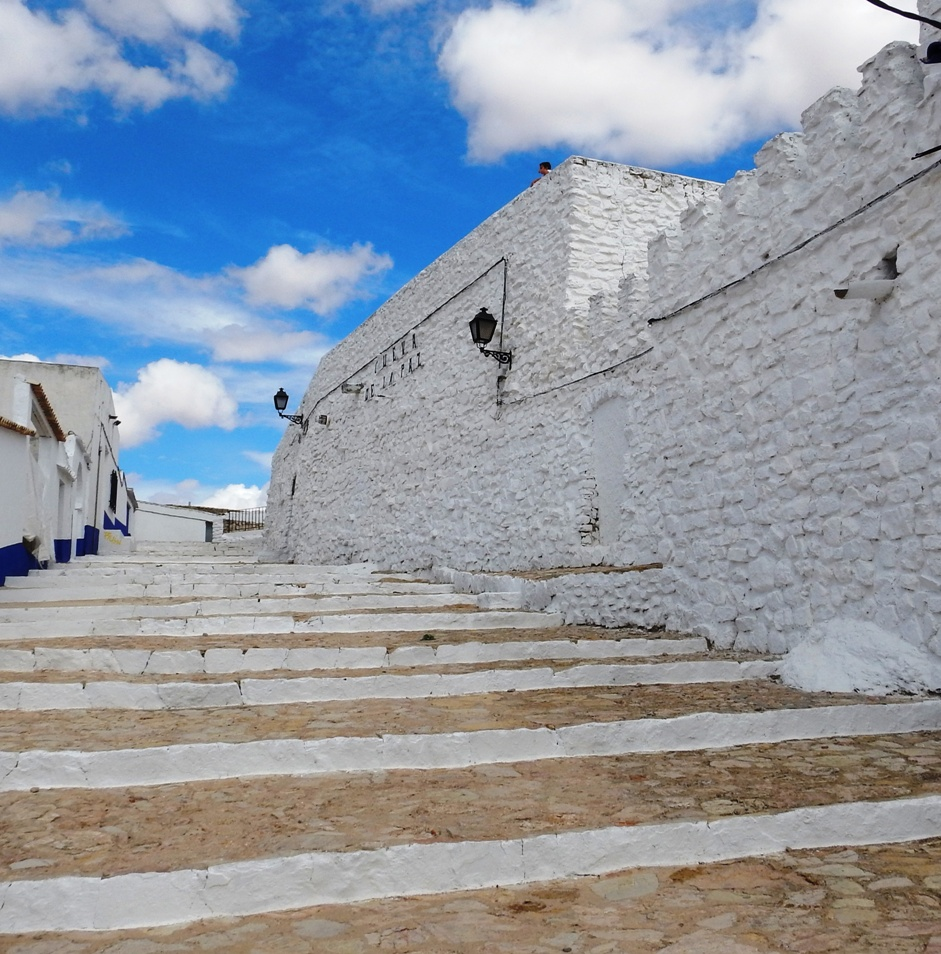
Entrada del «cerro de la Paz». Este lugar fortificado era una avanzadilla del castillo de Criptana. A su alrededor se formó la nueva población de «El Campo» que dio lugar al actual Campo de Criptana.

Hacia el 1300 se creó una nueva población denominada «El Campo», nacida inicialmente sobre una pequeña fortaleza situada en el «cerro de la Paz» —junto a la actual ubicación de los molinos de viento— que cumplía la función de avanzadilla del castillo de Criptana en dirección al castillo de Consuegra. El motivo de la Orden para fundar esta localidad fue principalmente beneficiarse de la exención de diezmos eclesiásticos que la diócesis de Toledo había establecido para las nuevas poblaciones. Este nuevo lugar recibió la Carta Puebla por parte de Diego Múñiz, maestre de la Orden, en un momento  entre 1311 y 1328, periodo de su gobierno. Sus mejores condiciones de salubridad ayudaron también a que pronto absorbiese los habitantes de su villa originaria «Criptana», que quedó despoblada.
En contraposición con las zonas más habitadas de Ocaña–Uclés al norte y el Campo de Montiel al sur, el área situada entre los ríos Tajo y Záncara permaneció con una clara escasez de habitantes. Para paliar esta situación y animar su repoblación, se otorgó, durante la primera mitad del XIV, el Fuero de Uclés a varias localidades entre las que se incluían «El Campo», «Criptana» y «Villajos», que lo recibieron en 1328. De estos tres pueblos, solo perduró «El Campo» que acabó absorbiendo toda la población de la zona.
Aparte de dicho fuero, para estimular su poblamiento y «...por muchos agravamientos que les mostraban que les fazían los comendadores», estos lugares recibieron durante las siguientes décadas diversos privilegios entre 1311 y 1328, como:
- Autorización para cortar hierba verde o seca para sus casas sin estorbo por los comendadores o subcomendadores.
- Libertad para pastar sus ganados en el territorio de la Orden sin pagar otro impuesto que el diezmo del lugar donde vivían.
- Prohibición al comendador de tomarles animales sin pago de su precio y siempre a través del alcalde. Igualmente, el comendador tenía prohibido requisarles pan para la tropa o su propia casa.
- Libertad de caza.
- Autorización para que cuando descubriesen a los musulmanes de Criptana haciendo algún mal, los prendiesen y les diesen cincuenta azotes.
- Prohibición del comendador de intervenir en caso de injurias entre vecinos ni de tomarles prenda o fianza por esa causa, siendo válidas las fianzas que constituyesen ante el maestre o comendador mayor.
- Fijación del «Yantar» (contraprestación por la entrega de terrenos por juro de heredad) anual de sus vecinos en un tanto alzado: 200 maravedís al Maestre y 100 al comendador mayor.
- Orden al comendador de respetar las dehesas del Concejo.
- Exención de pago del «portazgo» por todo el territorio de la Orden y reducción a la mitad de los 1200 maravedís que tenían que pagar por exención de los derechos de horno señorial.

En 1338 se estableció que ni el maestre de la Orden ni el comendador mayor, ni el comendador de la villa cobrasen ningún derecho al pasar por la localidad y pagasen ellos mismos lo que consumiesen. Igualmente se prohibió que nadie se excusase de pechar a excepción del hidalgo que mantuviese caballo y armas.
Entre 1342 y 1358, el maestre de la Orden otorgó varios privilegios adicionales:
- Libertad de pastos por Ruidera y Alhambra, así como libertad de cortar madera para su casa en estos lugares.
- Libertad de utilización de hornos de pan pagando anualmente 25 cahices de trigo y 1200 maravedís como máximo.
- Abolición de la obligación de tener «terceros» (cuidar bienes de la Orden sin contraprestación por el trabajo) de pan y vino debiendo asumirlo el maestre de la Orden a su costa.

#### Creación del «Común de la Mancha»

Términos municipales que formaban el «Común de La Mancha». Destacado el T.M. de Campo de Criptana.

En los inicios del reinado de Pedro I se consolidó una tendencia a homogeneizar las situación jurídica de las diferentes villas de la Orden por iniciativa de las propias poblaciones. Se crearon así los «Comunes», agrupaciones de los vecinos pecheros de varias localidades con el fin repartir los impuestos que tenían que pagar a la Orden. Con el paso del tiempo, sus procuradores —los Comuneros— asumieron también la defensa de cualquier tema que afectase a sus representados. En el marco de este proceso se oficializó el 4 de marzo de 1353 por el maestre de la Orden —el Infante Don Fadrique— la creación del «Común de La Mancha».

Sepan quantos esta Carta vieren, como Nos D. Fadrique por la gracia de Dios, Maestre de la Orden de la Caballería de Santiago, por la razon que los Concejos de los Omes buenos de los nuestros lugares del Campo, et de Villajos, y de Pero Muñoz, y del Toboso, y de Miguel Esteban, y de la Puebla de Almuradiel, y Quintanar, y de Villanueva, y de Villamayor, y de Guzques, y del Hinojoso, y del Cuervo, y de la Puebla, y del Algive, nos enviaron mostrar que lo pasaban mal (…)

Dada en Fuente de Cantos a quatro dias de Marzo, Era de mil é trescientos y noventa y un años. Yo Fernan Yañez la fice escribir por mandado del Señor Maestre

En el documento de creación del «Común» ya no se indican ni «Criptana» ni «Posadas Viejas» que, para entonces, se encontrarían deshabitadas. «Villajos» —que todavía aparece en él— quedaría despoblada poco después. En cambio se cita la nueva villa de «El Campo» que había recibido la población de las anteriores y que acabó siendo denominada como el «Campo de Criptana».

#### La guerras civiles castellanas

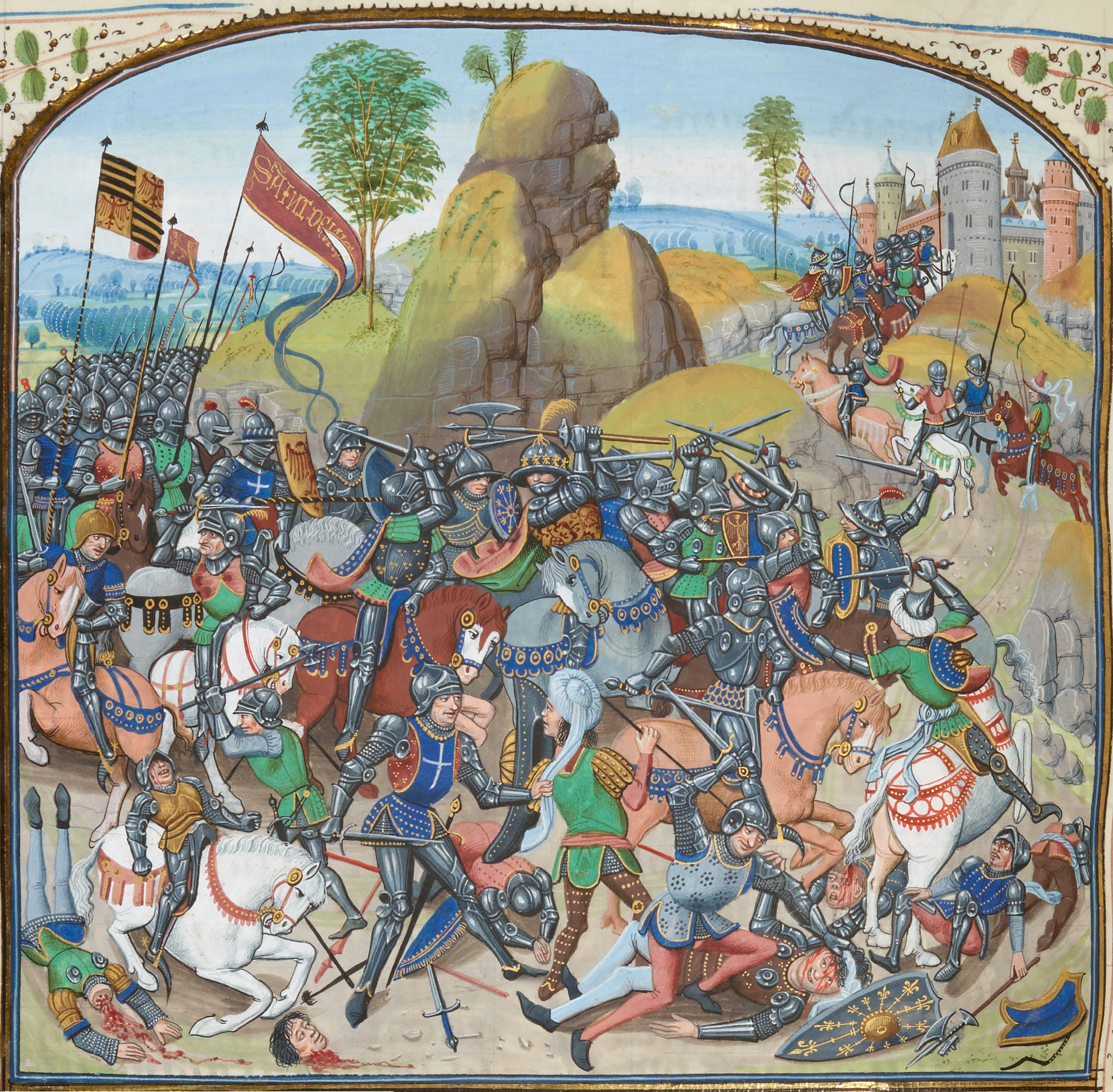
Batalla de Montiel en 1369. La población rural castellana sufrió la inseguridad existente durante los convulsos años de las guerras civiles castellanas.

La clase señorial reaccionó a la crisis mediante una continuada ofensiva con el objetivo de asegurar su posición hegemónica en la sociedad y que tuvo su mejor ocasión en la guerra civil que, a partir de 1351, enfrentó al rey Pedro I contra su hermanastro Enrique de Trastámara. Durante este conflicto, la adscripción de Campo de Criptana a uno u otro bando quedó determinada por el posicionamiento de la Orden de Santiago. El maestre de la Orden al inicio de las hostilidades era el infante Fadrique de Trastámara, quien la dirigió a favor de su hermano Enrique. Tras el asesinato en 1358 de Fadrique en Sevilla, Pedro I intervino en la elección de los maestres con el objetivo de asegurarse el dominio de la Orden y consiguió imponer a García Álvarez de Toledo quien acabó traicionándolo y se pasó en 1366 al bando Trastámara durante la defensa de Toledo frente al ataque de Enrique.

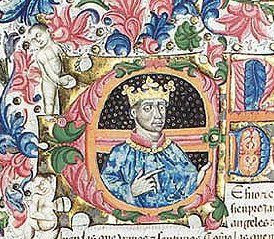
Enrique IV. En los conflictos durante su reinado, la población de Campo de Criptana sufrió saqueos de los bandos contendientes.

Durante posteriores luchas, ya dentro del reinado de Enrique IV, la población tuvo que refugiarse varias veces en la fortaleza existente en el actual cerro de la Paz para defenderse de los salteadores provenientes de los castillos de Criptana (territorio santiaguista) y de Belmonte (marquesado de Villena).

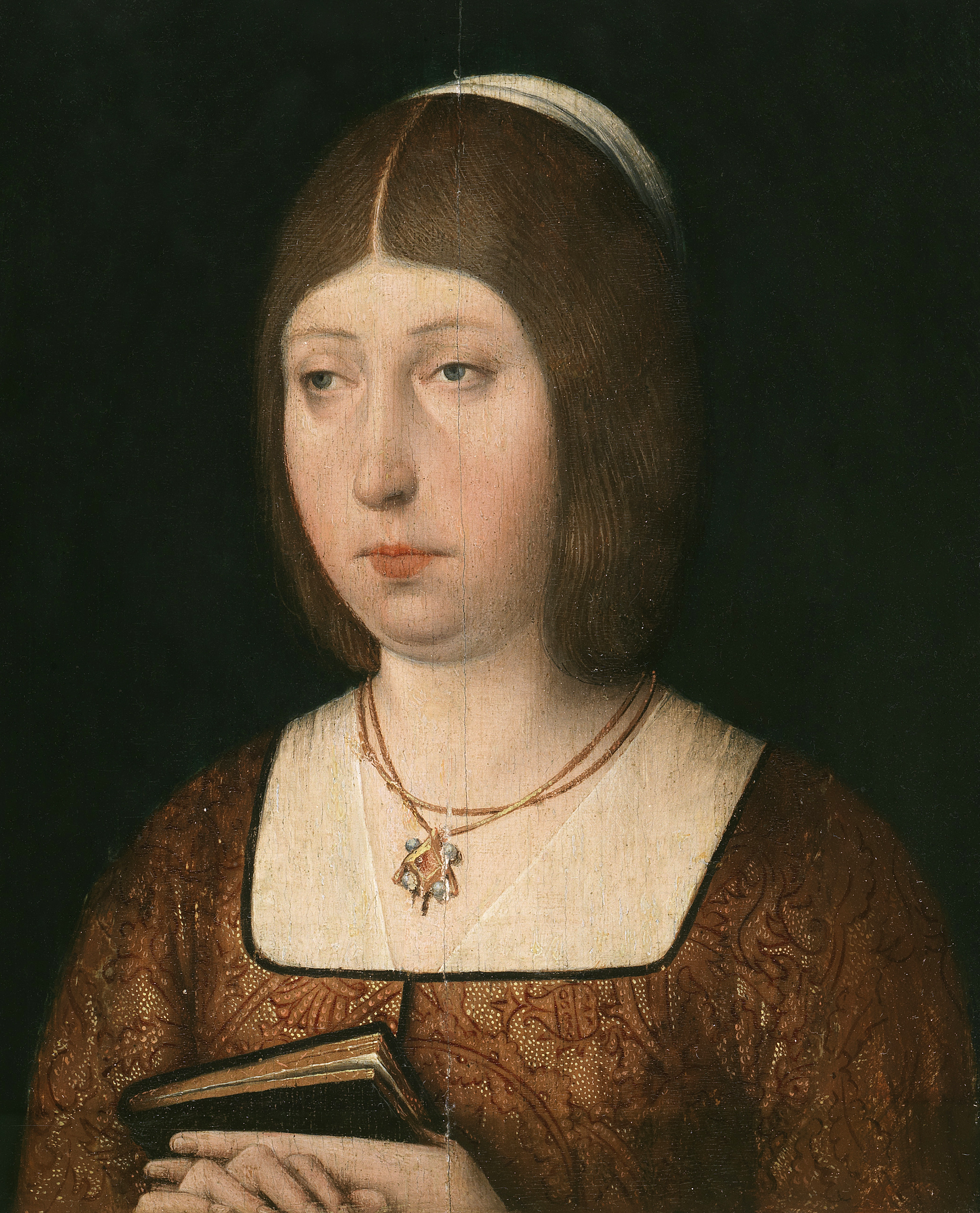
Isabel I. Ordenó la demolición del castillo de Criptana.

La lucha del estamento nobiliario por defender su posición también estuvo presente en la guerra de sucesión castellana que, a partir de 1475, enfrentó a los partidarios de Juana la Beltraneja contra los de Isabel. Debido a la importancia que tenía el control de la Orden de Santiago, en 1476 Isabel consiguió su administración directa por parte de su marido Fernando para, posteriormente, colocar como maestre a un hombre de su confianza: Alonso de Cárdenas. De esta manera, se aseguró la lealtad para su causa del territorio santiaguista.
Tras el fin de la guerra civil castellana, Isabel I intentó poner orden en el caos social que se había generado en Castilla durante los reinados anteriores, desde las luchas entre Pedro I y Enrique II. Los libros de visitas de la Orden de Santiago, alrededor de 1480, describían un estado desolador de las poblaciones que formaban el «Común de La Mancha» y en la comarca de Campo de Criptana debió de darse una notable inseguridad, ya que la monarca ordenó la destrucción del antiguo castillo de Criptana debido a que era usado como refugio por bandoleros y maleantes.

#### La estructura social de la comarca al final de la Edad Media
En el territorio manchego dominado por las órdenes militares no se desarrolló un estamento nobiliario similar al del resto del reino debido al señorío ejercido por estas. En el área cercana a Campo de Criptana el único territorio nobiliario fue el marquesado de Villena, cuyos dominios comenzaban en Belmonte, situado al este . La nobleza local se limitaba a algunos hidalgos y no sería hasta bien entrado el siglo XVII cuando, en el reinado de Carlos II, se creó el Condado de las Cabezuelas, con sede en Campo de Criptana.
El grupo social mayoritario era el campesinado, dentro del que se diferenciaban los labradores, con tierra propia y medianamente acomodados, los jornaleros, que trabajaban la tierra por cuenta ajena y los pastores. A pesar de que durante el final de la Edad Media las condiciones de vida de los campesinos empeoraron, en el área santiaguista la necesidad de la Orden de atraer habitantes que generasen rentas permitió que disfrutasen de una mejor situación jurídica que sus homólogos de Aragón, Cataluña o el mediodía francés. En este sentido, el historiador francés Noël Salomon indicaba que el campesino manchego «atravesó el umbral de los tiempos modernos con la cabeza alta, como un hombre libre y orgulloso de que sus antepasados no hubieran sido víctimas de la verdadera servidumbre absoluta».
Otro grupo de población fueron los judíos, dedicados mayoritariamente al comercio y al servicio de los administradores de las órdenes militares. Hay constancia de sus asentamientos en Ciudad Real, Almagro, Montiel, Manzanares, Alcázar de San Juan, Daimiel y Almadén. También existió una minoría mudéjar, tanto libre como esclava, asentada en Almagro, Villarrubia, Aldea del Rey, Daimiel, Ocaña y Uclés.

## Edad Moderna (1492–1808)

### ElsigloXVI. Época de los Austrias mayores
Tras superar la crisis del siglo XV, la Corona de Castilla comenzó a experimentar un ciclo de prosperidad gracias a la reorganización administrativa acometida por Isabel I y en gran medida, a su incorporación a los circuitos comerciales europeos. En este contexto expansivo se produjo la entrada del reino dentro del ámbito imperial con Carlos I y el inicio de la colonización de América, hechos que condicionarían su existencia en las décadas siguientes.
La evolución demográfica se caracterizó por un estancamiento en el primer tercio del siglo, al que siguió un crecimiento sostenido que duró hasta la década de los ochenta. En el arzobispado de Toledo la producción de cereales mostró un constante aumento hasta 1580 por la extensión del cultivo a nuevas tierras, algo que benefició tanto a los clásicos terratenientes (nobles e Iglesia) como a los medianos propietarios rurales. Esta buena coyuntura agrícola favoreció también la producción de manufacturas, especialmente la industria textil. Los precios subieron debido a una mayor presión de la demanda, la llegada de metales preciosos de América y el aumento de los costes de producción. En el plano social, este ambiente expansivo propició la aparición de una burguesía que conseguiría un ascenso continuado hasta finales del siglo cuando la aristocracia recuperó su protagonismo.

#### Evolución demográfica y administrativa
En el anterior ambiente se enmarca la evolución de Campo de Criptana, cuyo número de habitantes se puede reconstruir gracias a los libros de visitas de la Orden de Santiago, que proporcionan censos desde una fecha tan temprana como 1494. A partir de esta información y aplicando un factor de conversión de 4,5 habitantes por cada vecino, se obtiene la siguiente gráfica de evolución:
| Población durante el siglo XVI                                                                                             |
| |
| Evolución de la población de Campo de Criptana. Cifras en número de habitantes multiplicando el número de vecinos por 4,5. |

Para las poblaciones del Común de La Mancha, a la expansión demográfica imperante en Castilla se unió la continuación del proceso repoblador, lo que permitió que el número de habitantes aumentase incluso en los años de epidemias de 1527, 1560 y 1565, cuando se redujo en el total del reino. En el ámbito urbano, siguió el proceso de concentración en poblaciones escogidas y abandono de asentamientos poco poblados. Campo de Criptana acabó de absorber el pequeño poblamiento cercano de San Benito, que llegó a contar con ermita, recordando a los pueblos reunidos con pilas instaladas en la iglesia parroquial.
Otra causa adicional para el aumento de habitantes fue la sublevación de las Alpujarras, ya que, tras sofocarla, las autoridades ordenaron una deportación de los moriscos supervivientes. Procedentes de Cuevas de Almanzora y Vélez, un total de 1768 moriscos fueron asentados entre diciembre de 1570 y julio de 1571 en las poblaciones del partido de Quintanar. Entre ellas, se incluía Campo de Criptana, donde se censaron 87 unidades familiares en 1580.
En el ámbito administrativo, la villa perdió en 1566 la administración de justicia en primera instancia, que pasó a Quintanar de la Orden, lo que hizo que sus habitantes se quejaran porque «...de villa la habían convertido en menos que aldea». Respecto a la Inquisición, dependió del tribunal de Cuenca y en cuanto a la justicia eclesiástica, del tribunal de Uclés. Por otro lado, en 1584 el Concejo local acordó contratar un profesor de gramática con cargo a los fondos municipales.

#### Evolución económica

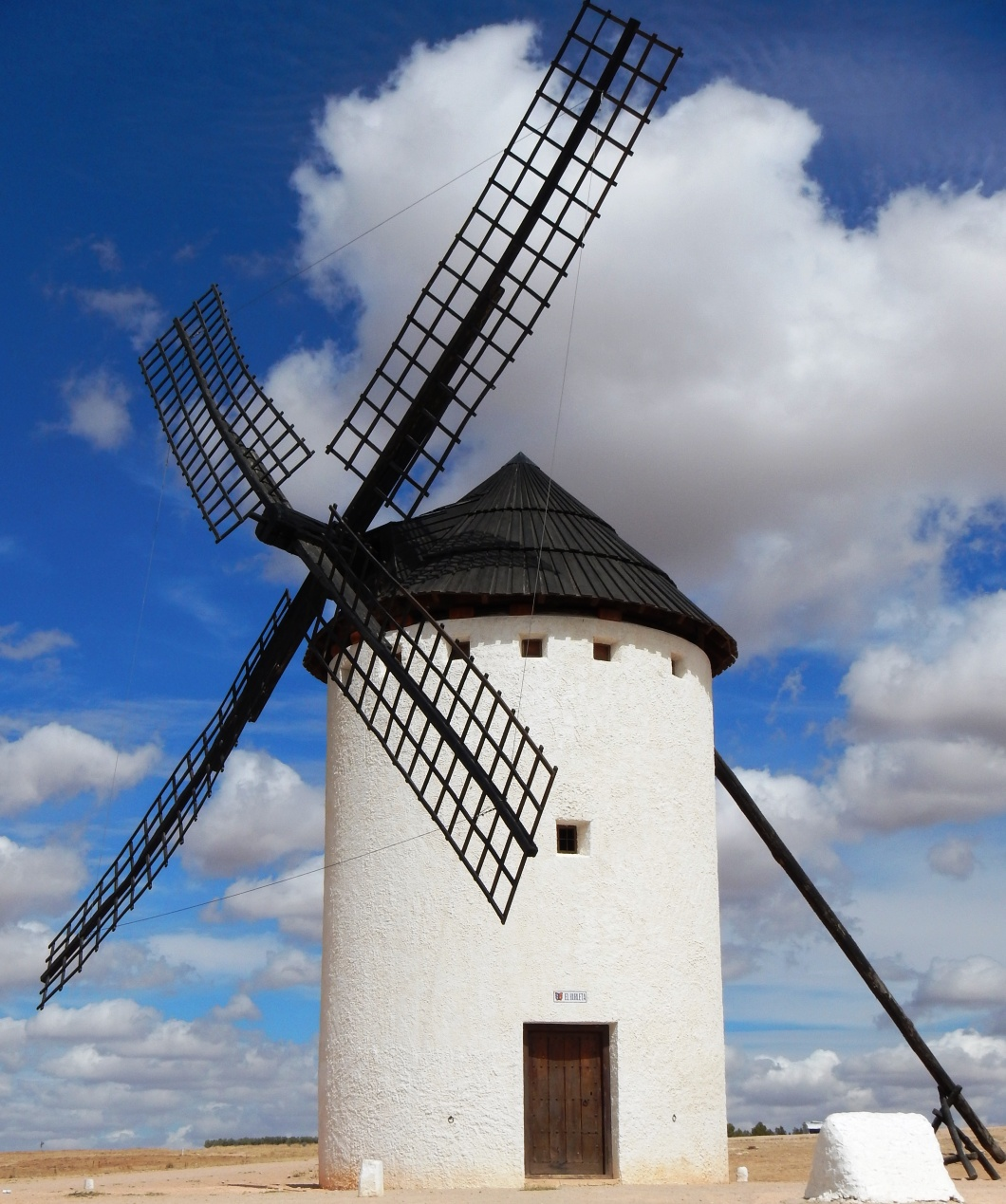
Molino «el Burleta». Construido en el, es uno de los más antiguos que se conservan en España.

La producción agrícola dentro del Común de La Mancha mantuvo un constante aumento a partir de la segunda década del siglo gracias al crecimiento de la población, la extensión del cultivo a nuevas tierras y a un incremento de la productividad. Fue durante este siglo XVI cuando se difundieron ampliamente los molinos de viento, introducidos en la región a mediados del siglo anterior y que, a pesar de su influencia mediterránea, presentaban una tipología asociada a otros modelos europeos, especialmente franceses. En 1575 ya llevaban en funcionamiento —desde la primera mitad del siglo— «...muchos molinos de viento» en Campo de Criptana. La mejora de la producción agrícola también estimuló la producción de manufacturas, por lo que una pequeña industria textil pudo desarrollarse en la población. Los salarios, por su parte, también crecieron dentro del Común de La Mancha  de una manera superior al aumento del precio del trigo o la subida de impuestos, lo que tuvo que causar una conciencia generalizada de mejora del nivel de vida.

#### Construcciones destacadas

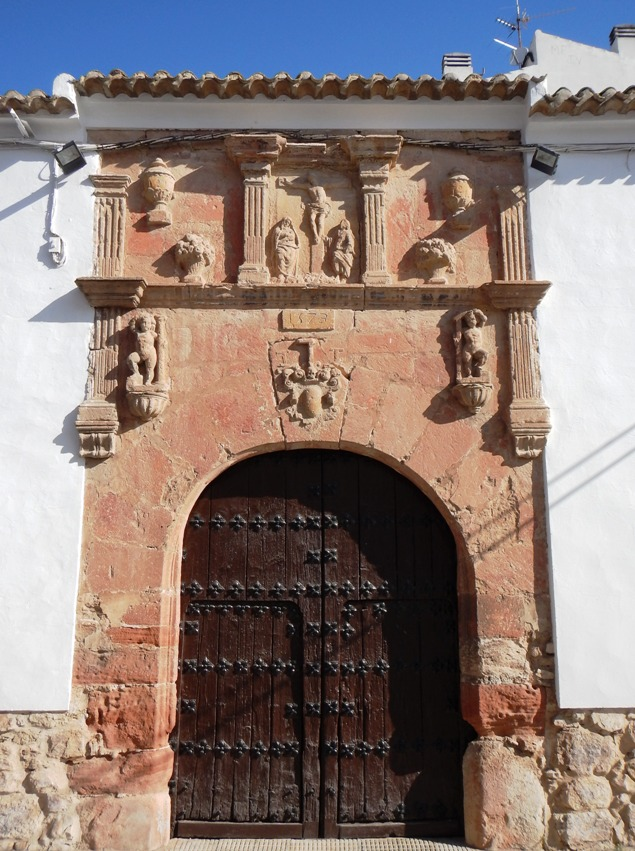
Ermita de la Veracruz construida en el.

El ambiente de prosperidad y el aumento de habitantes favoreció la construcción de diversos edificios. Buena parte de los monumentos  que se conservan hoy en día fueron construidos en ese siglo, además de la anterior iglesia parroquial, destruida durante la Guerra Civil:
- La originaria iglesia parroquial fue ampliada a otra de mayores dimensiones.[144] El retablo de la nueva iglesia fue realizado entre 1565 y 1568 por el escultor salmantino Pedro Martínez de Castañeda[145], discípulo de Berruguete[146], quien posteriormente efectuó trabajos en la «puerta de la Presentación» de la catedral de Toledo así como en la iglesia de Sonseca.[147] La pintura del retablo fue obra en 1569 de los pintores toledanos Blas de Prado y Mateo de Paredes, con colaboración de sus colegas conquenses Martín Gómez el Joven y Pedro Muñoz de Aguilar,[148] mientras que la custodia fue obra del platero conquense Francisco Becerril.[149]
- El santuario de la Virgen de Criptana, situado en el cerro homónimo, al este de la población, fue proyectado en 1513 y en 1547 el Concejo instituyó a esta Virgen como patrona de la localidad.[150]

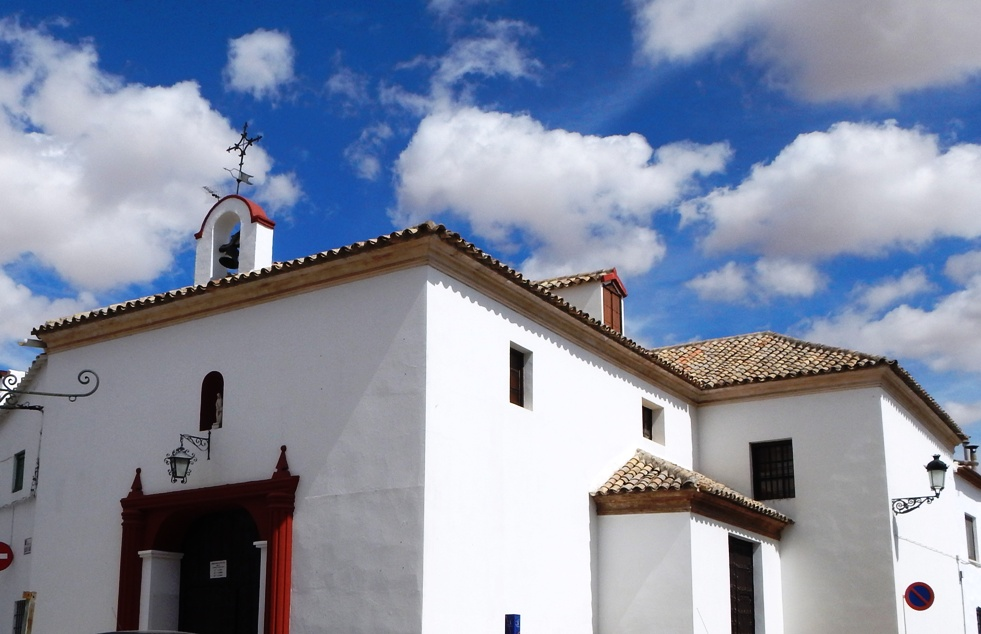
Ermita de Santa Ana construida en el en lo que eran las afueras de la localidad.

- La ermita de Santa Ana fue construida en 1575 en unos terrenos que en aquel momento se situaban fuera del núcleo urbano.[151]
- La ermita de la Concepción fue erigida, también, en las afueras del pueblo estando acabada en 1575.
- La ermita situada en el «cerro de la Paz» núcleo originario de la antigua población de «El Campo» fue edificada, igualmente, en el siglo XVI; inicialmente dedicada a San Cristóbal, hoy en día lo está a la Virgen de la Paz.[152]

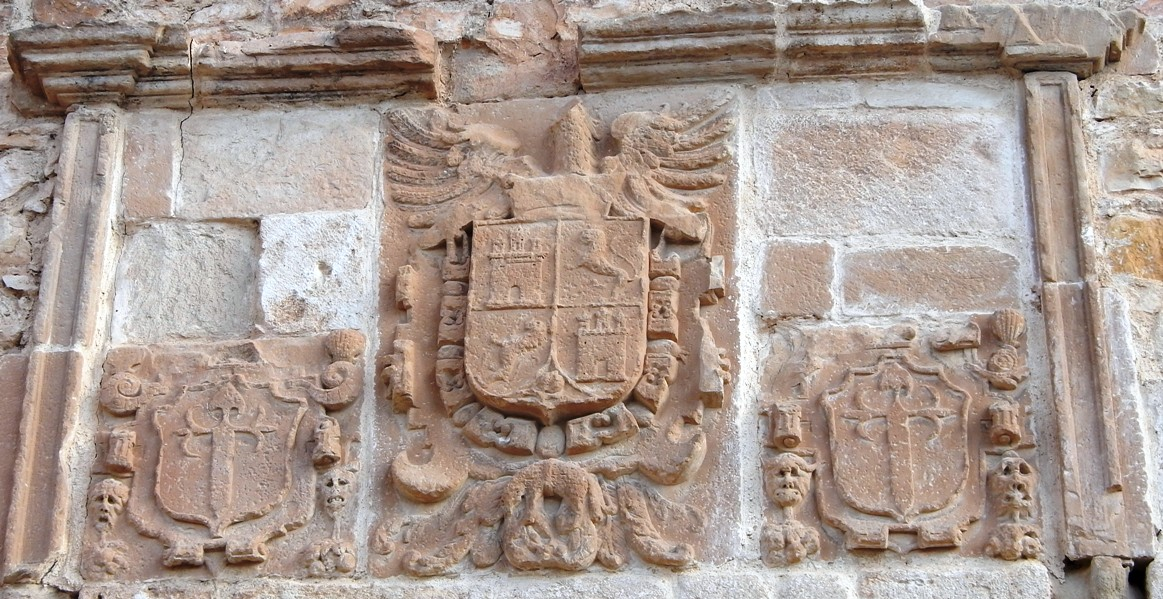
Emblemas sobre la puerta del Pósito. El escudo de Castilla con el Ágila imperial y el Toisón de Oro, flanqueado por los de la Orden de Santiago.

- La ermita de la Veracruz, situada cerca de la plaza Mayor, fue erigida en ese siglo, acabándose la obra en 1573. Su retablo fue realizado en 1598 por Martín Gómez, que había trabajado en la iglesia parroquial.[148]
- El Pósito, una especie de banco agrícola que acumulaba grano en años de buenas cosechas y lo prestaba a los agricultores durante épocas de escasez[153]

Además, con el fin de atender a los más necesitados, se establecieron a lo largo del siglo varios hospitales dentro de la población. En 1511 se fundó el primero por la cofradía de San Bartolomé al que siguió en 1523 el hospital de Nuestra Señora, creado por el Concejo local. A los anteriores se sumaron otros dos en 1543, esta vez erigidos gracias a donaciones de particulares: San Juan y Corpus Christi. Todos estos hospitales contaron con bienes y rentas para permitirles sufragar sus gastos de mantenimiento.

#### Situación sociopolítica
Socialmente, las oligarquías locales se fueron consolidando a lo largo del siglo, acaparando cargos y honores. En bastantes casos, estos se obtenían mediante su compra a la corona, lo que llevaba a que, en ocasiones, sus titulares intentaran recuperar su inversión o mejorar su patrimonio a costa de la población. Para paliar los abusos que pudiesen producirse se estableció una figura denominada síndico o procurador general, cuya función era «ver, contradecir y apelar de lo que mal ordenaren los regidores». Así, en Campo de Criptana poco antes de 1554, los vecinos reunidos en Concejo abierto instaron al síndico a que los defendiese ante el Gobernador de los abusos que realizaban alcaldes y regidores, quienes daban los mejores cargos a familiares y amigos y los peores a sus enemigos, amén de manipular los repartimientos de impuestos a favor de sus acólitos o hacer que sus ganados pastasen en terrenos vedados. A veces, el síndico no defendía los intereses de los vecinos, sino que luchaba por quienes estaban unidos a él por algún tipo de vínculo. El regidor de Campo de Criptana denunció en 1549 al síndico por pleitear contra el Concejo únicamente para defender los intereses de un grupo de vecinos que habían conseguido su elección mediante la compra de votos.
Por otro lado, dentro de la oligarquía local de Campo de Criptana también surgieron luchas entre familias rivales por acaparar mayores cuotas de poder en el municipio. Dos clanes enfrentados: los «Migueles» —quienes habían comprado nueve cargos públicos en 1567— encabezados por Juan Miguel «el viejo» y los «Tardíos» liderados por Alonso Romero-Tardío, protagonizaron frecuentes enfrentamientos, ayudándose para ello de su condición de familiares de la Inquisición, de tal manera que la mitad de los delitos juzgados por el Santo Oficio en la villa fueron protagonizados por miembros de estas familias.
Igualmente, buena parte de este grupo social intentó acceder al estatus de hidalgo con el fin de obtener reconocimiento social y las ventajas fiscales que tal condición ofrecía. En Campo de Criptana el  número de hidalgos fue relativamente pequeño respecto a otras localidades manchegas, entre un 1% y 2% de los vecinos. Este menor número parece explicarse por un doble motivo: por un lado, el enfrentamiento entre los clanes rivales de «Migueles» y «Tardíos», que se obstaculizaban mutuamente en los intentos de ascensión social, de tal manera que en 1567 se afirmó que:

Hay dos partes de vecinos, la una que llaman de los Tardíos y la otra de los Migueles,
las cuales dichas partes son de contrarios pareceres y opiniones

Por otro lado, el Concejo local se resistía en admitir la condición de hidalgo, lo que hacía que los ningunease, pusiese trabas a su admisión o directamente la rechazase, a pesar de una sentencia favorable a su reconocimiento. Debido a esta oposición local, parte de los afectados intentaron hacer valer antiguos privilegios y en 1575 se relató cómo organizaban hermandades con desfiles para hacerse notar e intentar pagar los mismos impuestos que los hidalgos por el motivo de tener «armas y caballo». A causa de estas dificultades, todavía en 1585 los más ricos de la localidad seguían teniendo la condición de pechero.

#### Participación en conflictos bélicos

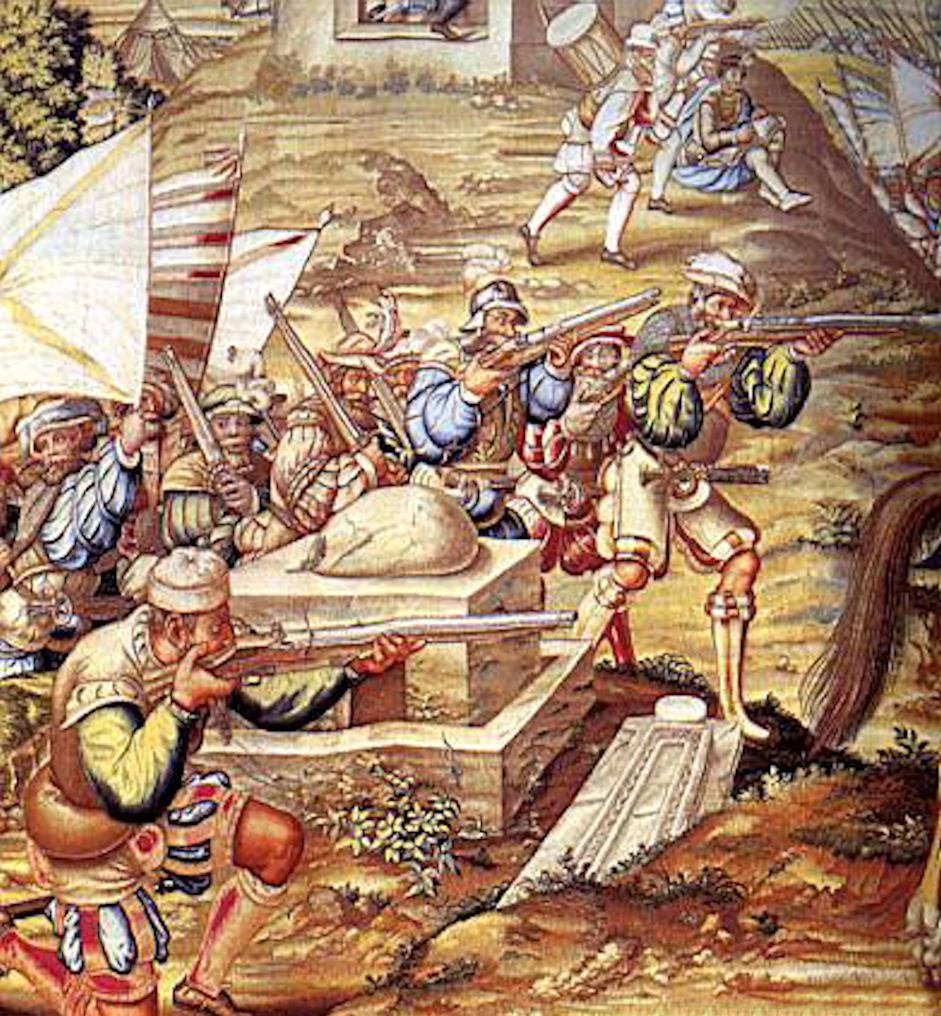
Ataque de tropas imperiales en la «Jornada de Túnez». En esta campaña participó un contingente de soldados criptanenses de los que más de treinta hombres cayeron en combate.

En varios de los conflictos bélicos en los que se vio envuelta la Corona de Castilla durante este siglo participaron también habitantes de la localidad:
Durante la Guerra de las Comunidades de Castilla en La Mancha (1519-1531), los territorios de las órdenes de Calatrava y San Juan se mantuvieron fieles a Carlos I, mientras que en el territorio de la Orden de Santiago varias poblaciones se alzaron en armas al contagiarse de las rebeliones en Murcia. A pesar de las revueltas dentro del área santiaguista, Campo de Criptana se decantó por el bando realista y contribuyó a sus tropas con una partida de 100 infantes que lucharon en las batallas de El Romeral, Ocaña, Dos Barrios y Toledo.
En 1535 un contingente de soldados de la villa participó en la expedición militar denominada la «Jornada de Túnez», que consiguió arrebatar esta plaza norteafricana a Barbarroja. De este grupo, más de treinta de ellos murieron en la lucha. Posteriormente, durante la Rebelión de las Alpujarras entre 1568 y 1571, la población aportó al ejército real sesenta soldados y contribuyó con 15 000 ducados. Igualmente, habitantes de la localidad participaron en las guerras de Flandes, Italia y la colonización de América.

### ElsigloXVII. Época de los Austrias menores
Con la Corona de Castilla inmersa en diferentes conflictos europeos, su hacienda tuvo que soportar un gran coste. Aunque se subieron continuamente los impuestos, no pudo evitar caer en un déficit crónico. Esto llevó a que se tuviese que emitir deuda para cubrirlo, con el resultado de absorber gran parte de los ahorros de la población más acomodada, que no empleó estos capitales en inversiones productivas. En este contexto, la economía castellana entró en una fase recesiva a partir de la década de los 80 del siglo XVI, que duraría hasta 1680.

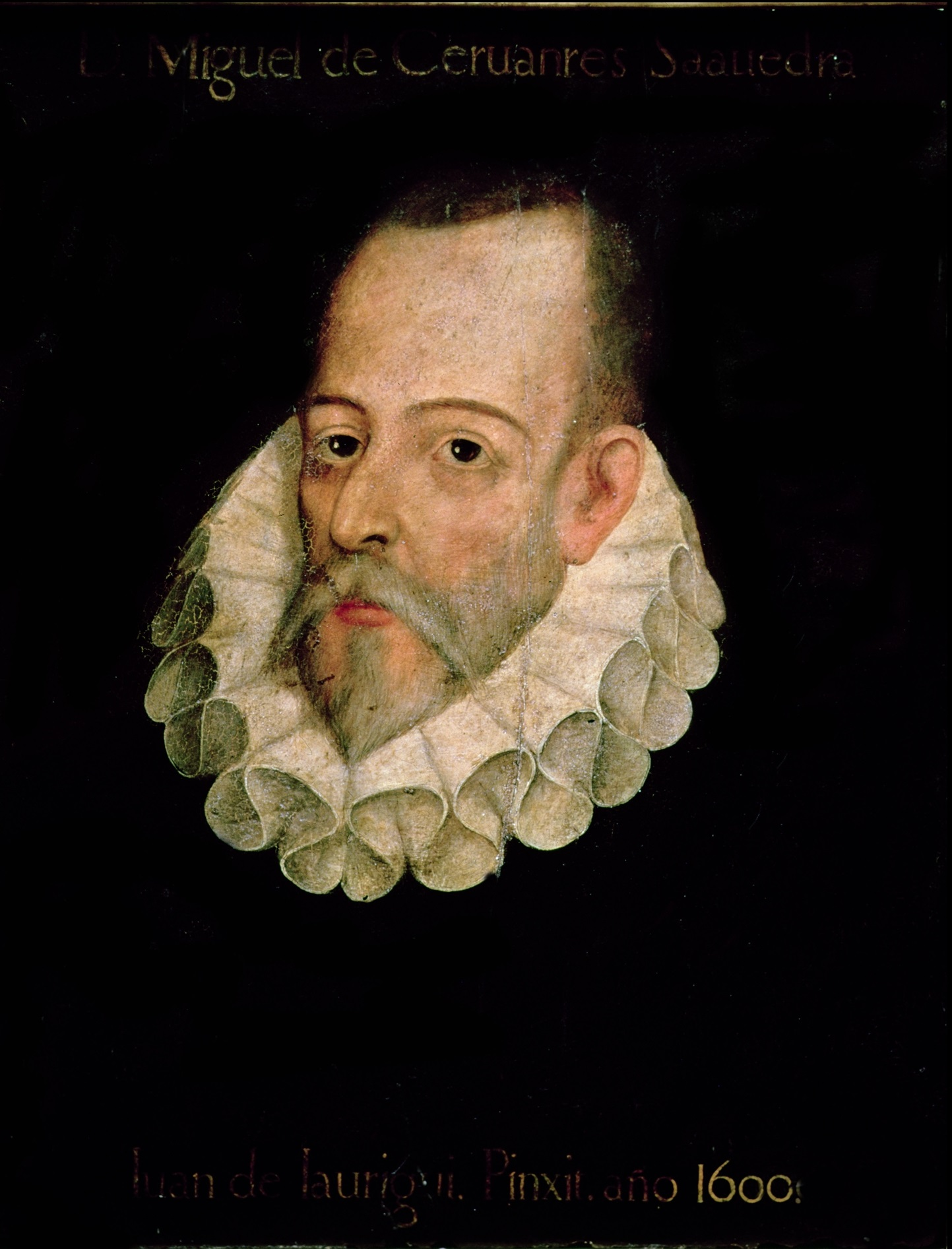
Miguel de Cervantes. Escribió a principios del su obra cumbre "Don Quijote de La Mancha" que hizo ampliamente conocidos los molinos de viento de la localidad.

En el Arzobispado de Toledo la producción de cereales descendió claramente durante estos años y tocó fondo alrededor del 1650; el comercio con América —que había crecido ininterrumpidamente hasta 1610— se hundió en las siguientes décadas, hasta que, pasado 1660, consiguió experimentar una recuperación a la vez que, en la zona de La Mancha, esta actividad comenzó a enfocarse principalmente al abastecimiento de Madrid. La producción de manufacturas, por su parte, se resintió tanto cuantitativa como cualitativamente y varios lugares abandonaron la fabricación de los paños de mayor calidad.
En el ámbito demográfico, Castilla sufrió un estancamiento y recesión hasta mediados del siglo, perdiendo casi la cuarta parte de sus habitantes —solo durante la peste bubónica entre 1598 y 1602 fallecieron 500 000 personas, un 10% de la población—. Socialmente, la incipiente burguesía castellana no consiguió afianzarse y en la administración predominó el estamento aristocrático, que se había ampliado con la incorporación de nuevos miembros procedentes de la burguesía.
Culturalmente, fue a principios de este siglo cuando vio la luz «Don Quijote de La Mancha» que tanto ha marcado la imagen de Campo de Criptana al hacer ampliamente conocidos sus molinos de viento en los que ambientó una de las más famosas aventuras del hidalgo manchego.

#### Demografía, administración y cultura
Como el resto de Castilla, Campo de Criptana padeció una crisis demográfica importante. De los 1513 vecinos (aproximadamente 6800 habitantes) que tenía en 1603 se pasó a 908 vecinos (4086 habitantes) en 1699, lo que significó la pérdida de un tercio de la población. A este descenso demográfico contribuyó la salida de los moriscos castellanos dictada el 28 de diciembre de 1609. Para el total de las poblaciones del partido de Quintanar, este grupo social sumaba una cifra de 1098 individuos y representaba el 3% de su población. Los moriscos residentes en Campo de Criptana llegaron a Cartagena el 6 de mayo de 1610 y embarcaron en el navío La Catalina con destino a la ciudad francesa de Marsella.
En el plano administrativo, tras años de reclamaciones, la localidad consiguió recuperar en 1609 —previo pago al rey Felipe III de 22 000 ducados— el privilegio de la primera instancia para la justicia civil y criminal. Por otro lado, a primeros de este siglo se creó la aldea de «El Altillo» que, aunque estaba situada cerca de la vecina población de Tomelloso, dependía administrativamente de Campo de Criptana.
La villa contó en este siglo con una cátedra de gramática que tuvo que mejorar notablemente su vida cultural, ya que, en 1644, —para celebrar la finalización de una capilla dedicada a San Antonio de Padua— se celebró en la localidad un certamen literario a la manera de las «justas poéticas» que se realizaban en España e Italia y donde los nuevos escritores se daban a conocer.
En este certamen compitieron varios autores locales junto a otros llegados de fuera y destacó la participación de una mujer: la escritora criptanense Isabel Perillán y Quirós.

#### Evolución económica
La situación económica fue claramente peor que en el siglo anterior. Aproximadamente un tercio de los años del siglo XVII sufrieron malas cosechas. A la crisis demográfica se unieron las cargas económicas adicionales que se impusieron a la villa por el rey, el importante pago asumido para volver a tener la primera instancia y el desembolso que el Concejo había hecho para recuperar los cargos que la corona había vendido a familias locales durante el siglo anterior. Estos factores hicieron que la economía municipal se resintiese de manera importante y que la población sufriese un empobrecimiento general.
Con todo, durante este siglo destacó la producción de aguardiente en la localidad y se mantuvo la producción de harina en los molinos de viento, así como la fabricación de paños iniciada en el siglo anterior, favorecida por las exenciones fiscales otorgadas a los fabricantes.

#### Construcciones destacadas

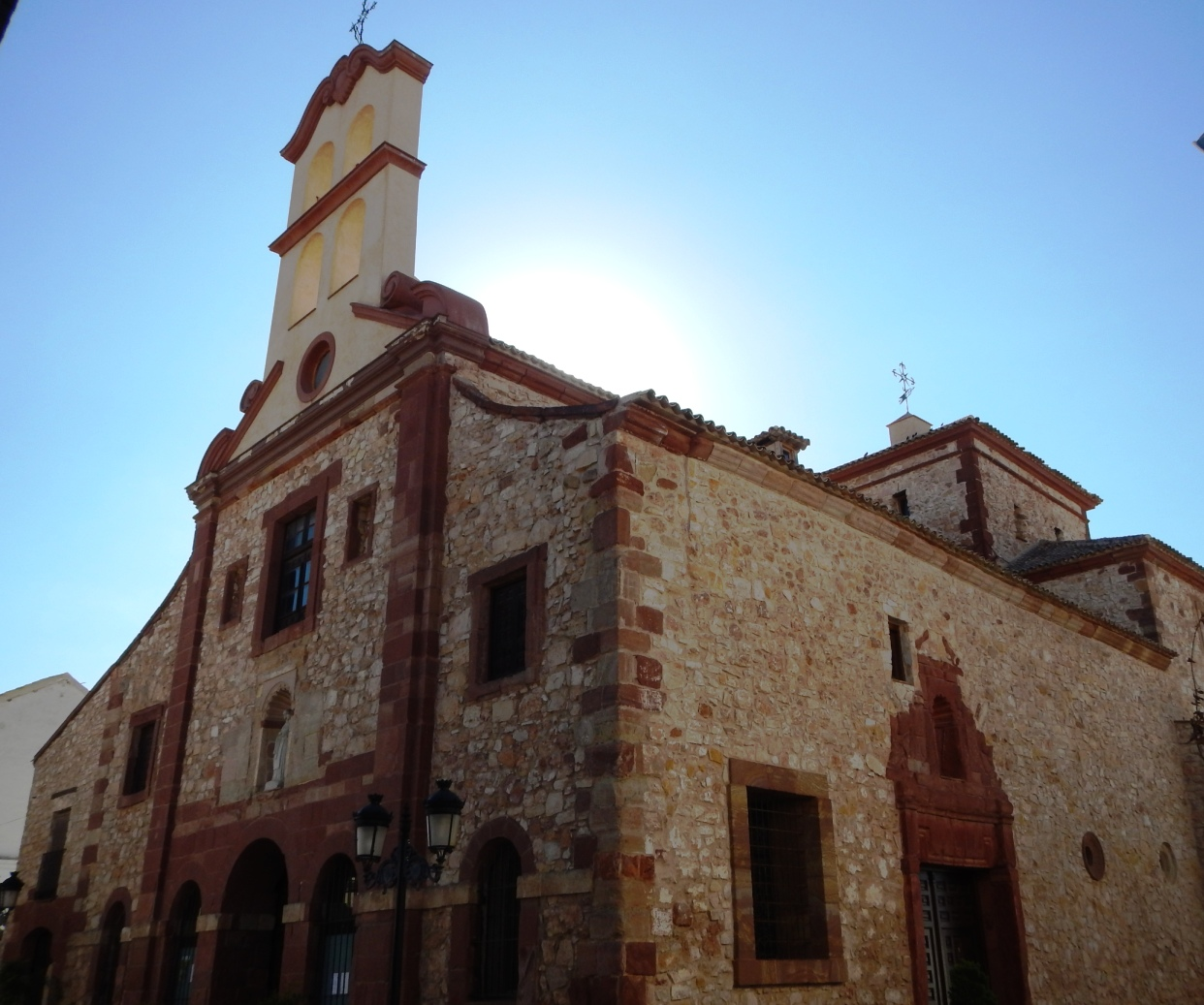
Iglesia del convento de Carmelitas Descalzos cuya construcción se finalizó en el.

A pesar de la peor situación económica y demográfica de este siglo respecto al anterior, se acometieron varias construcciones importantes en la localidad:
- Se construyó el convento de los Carmelitas Descalzos, que se habían asentado en la villa el siglo anterior. Para ello, el Concejo cedió la iglesia de Santiago, adquirió las viviendas vecinas y ayudó económicamente a los frailes.[149] Por parte de la población se recaudaron limosnas y algunos vecinos potentados hicieron importantes donaciones, lo que permitió acabar las obras en 1704.[149]
- En la antigua iglesia del despoblado de Villajos —dedicada a anteriormente a San Marcos[186] y en 1575 a Ntra. Sra. de Villajos—[187] se veneraba, durante este siglo, una imagen de Jesús crucificado que atrajo gran devoción en la localidad y en los pueblos vecinos.[186] Debido a que la afluencia de fieles desbordaba la capacidad de la pequeña iglesia, se acometió su reconstrucción dotándola de una nave de cruz latina y un pórtico de arcos apuntados.[186]
- Una nueva ermita dedicada a Ntra. Sra. de las Angustias se edificó a finales del siglo por Pablo de la Sierra. Con el tiempo, pasaría a ser conocida como la «Madre de Dios» y durante el siglo siguiente se realizaron importantes mejoras.[188]

#### Situación sociopolítica

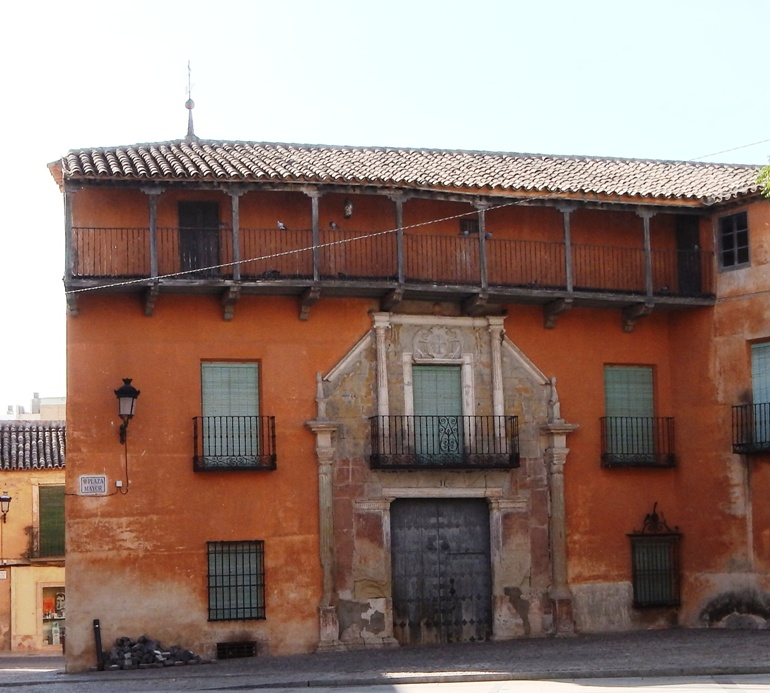
Casa del conde de las Cabezuelas en la plaza Mayor de Campo de Criptana.

Las élites locales parecieron vencer las dificultades que el Concejo opuso durante el siglo anterior para la admisión en el estatus de hidalguía y así, un descendiente por línea materna de los Migueles: Juan Baíllo de la Beldad (hijo de Francisco Díaz Carrasco y Catalina Baíllo) consiguió en 1631 que se le reconociese la condición de hidalgo. Este fue un personaje importante para la localidad, ya que su hijo Gregorio Baíllo de la Beldad y Cárdenas se convirtió en 1690 en el primer conde de las Cabezuelas, título creado por el rey Carlos II y único existente en Campo de Criptana. Los condes de las Cabezuelas acumularon a lo largo de los siglos numerosas posesiones tanto en la población como en las vecinas Alcázar de San Juan, Tomelloso, Socuéllamos, Herencia, Pedro Muñoz, Villafranca de los Caballeros, Quintanar de la Orden y Quero. En el siglo XIX, el poseedor de este título nobiliario fue senador del reino y se le citó como «propietario de un inmenso patrimonio, es el primer contribuyente, agricultor y ganadero de la provincia de Ciudad Real..., y titular de treinta y dos vínculos y mayorazgos fundados por sus antepasados».

### ElsigloXVIII. Los primeros Borbones
Tras la época de los Austrias menores, los gobernantes borbónicos encontraron un gran imperio mal administrado, cuyo centro, la Corona de Castilla, había quedado muy empobrecido. Con todo, estaban apareciendo en la sociedad española tendencias que llevarían hacia el periodo de la Ilustración. Se iba perdiendo el miedo a las novedades y los cambios y se reducía el afán por la hidalguía y la sociedad de estamentos cambiaba hacia una sociedad de clases en la que la burguesía comenzaba a introducir sus valores.
El concepto moderno de España se fue imponiendo por el doble efecto de la pérdida de los territorios europeos de Flandes e Italia y por la desaparición de las aduanas interiores, así como la «extranjería legal» que impedía a los castellanos y aragoneses ejercer cargos en Aragón y Castilla respectivamente. La demografía dejó atrás la crisis del siglo XVII y España pasó de 8 millones de habitantes en 1700 a 11 en 1800, principalmente por la desaparición de las plagas de peste bubónica que tanto daño habían hecho en la anterior centuria. Este aumento demográfico no fue homogéneo, sino que se concentró principalmente en los más dinámicos territorios de la periferia mientras que la Meseta Central no pudo recuperar su población y mantuvo un carácter ruralizado, agravado por el foco de atracción que suponía la Corte de Madrid.
El advenimiento de la dinastía borbónica derivó en la Guerra de Sucesión contra el pretendiente austracista. Durante este conflicto las comarcas manchegas se posicionaron como el resto de Castill a favor de Felipe V. Campo de Criptana contribuyó al esfuerzo bélico alojando y proporcionando suministros en noviembre de 1706 a un batallón de 600 efectivos del ejército comandado por el Duque de Berwick. Por otro lado, el criptanense Melchor de Avellaneda, que había sido nombrado marqués de Valdecañas en 1703 por Felipe V, comandó en 1710 el ala derecha del ejército borbónico en la batalla de Villaviciosa y asumió al año siguiente el mando operativo del ejército en Cataluña. El rey llegó a comentar públicamente que su victoria en Villaviciosa se debió a la habilidad de Avellaneda.
A mediados de este siglo se llevó a cabo en la Corona de Castilla, el denominado Catastro de Ensenada,  en el que se incluyó a Campo de Criptana. Esta información, de la que todavía hoy se conservan los documentos originales y que es accesible en su versión digitalizada —tanto para las respuestas generales como para las respuestas particulares— permite tener una imagen muy detallada de lo que era la villa a mediados del siglo XVIII.

#### Administración

Extensión del Reino de Toledo del que se segregó la provincia de La Mancha.

En 1718 se creó la intendencia o provincia de La Mancha, que se había comenzado a gestar en 1691 al segregar del reino de Toledo buena parte de sus territorios debido a la dificultad de administración que presentaba una jurisdicción tan extensa. Esta provincia se dividía en 1749 en tres partidos: Alcaraz, Calatrava y Santiago, quedando Campo de Criptana incluida dentro del santiaguista y siendo una de las que componían el priorato de Uclés. La villa declaró en 1752 «...pertenecer al Rey nuestro señor como gran maestre y administrador perpetuo de las órdenes militares».

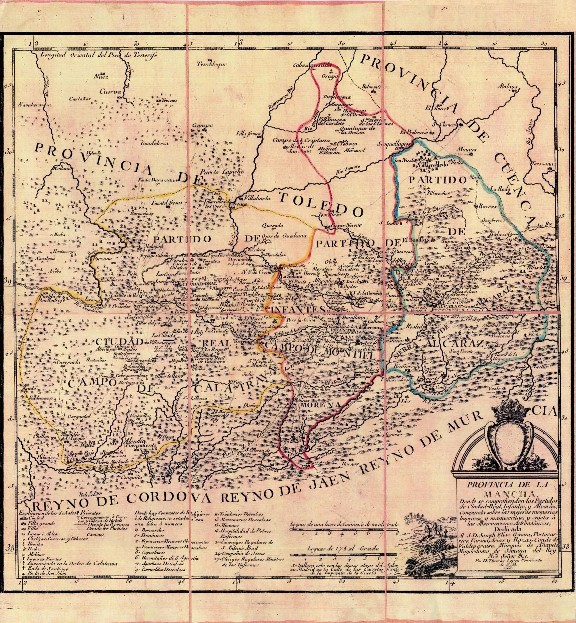
Mapa de la provincia de La Mancha donde quedó incluida Campo de Criptana.

Posteriormente, en 1789 se realizó una reorganización en la provincia de La Mancha por la que se creó el partido de Villanueva de los Infantes, al que se agregaron los pueblos encuadrados anteriormente en el partido santiaguista, que se localizaban en la llamada Mesa de Quintanar. Esto supuso que Campo de Criptana pasara a pertenecer a esta nueva unidad administrativa de la provincia.
Dentro de la villa, el Concejo mantuvo un importante patrimonio propio compuesto por dehesas y otros terrenos de pasto y labor. Aunque parte de estos terrenos se cedían gratuitamente a los vecinos, la mayoría se alquilaban para obtener unos ingresos que complementasen el presupuesto municipal. Este presupuesto cubría diversos gastos, entre los que estaban los salarios de escribanos; el abogado municipal; el procurador síndico y otro personal del ayuntamiento; gastos para fiestas religiosas; reparación de edificios públicos, así como atención a niños expósitos. Aparte de estos desembolsos, la villa seguía pagando, a mediados del siglo, el préstamo que tuvo que pedir el anterior a la catedral de Segovia para cubrir el coste de recuperar la jurisdicción de primera instancia y diversos oficios concejiles.

#### Población y sociedad
A mediados del siglo, el número de habitantes consiguió recuperarse de la crisis del siglo XVII aunque sin alcanzar todavía los niveles de finales del siglo XVI. La villa tenía 1190 vecinos (aplicando un factor de conversión de 4,5 serían unos 5300 habitantes) que vivían en 941 viviendas. El número de hidalgos sumaba 20 personas, incluyendo al conde de las Cabezuelas y como curiosidad, uno de ellos estaba declarado como pobre solemne.
En el ámbito sanitario, la villa contaba con un médico titular, un cirujano y dos boticarios; mientras que en el educativo, ejercían dos maestros, un preceptor de gramática y una maestra para niñas.
Dentro del ambiente reformista que impregnaba ese siglo, se puede enmarcar a uno de los vecinos: José-Antonio Fernández-Calzuelas, quien cursó estudios de Filosofía en la cercana población de Alcázar de San Juan y de Derecho en la Universidad de Alcalá de Henares. Ocupó importantes cargos en el municipio: fue capitán de milicias, regidor, procurador síndico general y juez subdelegado del pósito municipal. Su inquietud por mejorar el estado de la agricultura y la industria le llevó a ser miembro de la Sociedad Económica de Amigos del País de Madrid. Durante su vida fue capaz de reunir un importante patrimonio gracias a su interés por las inversiones productivas: creó una empresa ganadera y fue partícipe de la sociedad comercial de los Cinco Gremios Mayores de Madrid, así como de la Real Fábrica de Salitres de Alcázar de San Juan. Su carácter filantrópico le llevó, al morir en 1799 viudo y sin hijos, a dejar instituidos como herederos a las familias más necesitadas de la villa, a las que legó bienes por valor de millón y medio de reales.

#### Economía y protoindustrialización
La economía de Campo de Criptana continuó basándose fundamentalmente en la agricultura, concretamente en el cereal. De las 29 000 hectáreas que componían el término municipal se declaró, en 1752, el siguiente uso:
| Superficie (fanegas) | Superficie (ha) | Porcentaje | Utilización                |
| -------------------- | --------------- | ---------- | -------------------------- |
| 33 264               | 23,241          | 80 %       | Cereal de secano           |
| 3445                 | 2407            | 8 %        | Dehesas                    |
| 2300                 | 1607            | 6 %        | Pastos                     |
| 1302                 | 910             | 3 %        | Viñedos como cultivo único |
| 860                  | 601             | 2 %        | Olivos como cultivo único  |
| 500                  | 349             | 1 %        | Viñedos con olivos         |
| 12                   | 8               | 0,02 %     | Huerta de regadío          |
| 7                    | 5               | 0,01 %     | Álamos                     |
| 6                    | 4               | 0,01 %     | Membrillos                 |
| 41 696               | 29 132          | 100 %      | Total término municipal    |

El cultivo del azafrán se implantó a finales de siglo y fue común dentro del término hasta finales del siglo XIX.
Junto a la agricultura, la ganadería fue otra importante actividad entre los habitantes de la villa, siendo el ganado mayoritariamente de ovejas, que sumaban algo más de 18 000 cabezas; minoritariamente se criaban también cápridos (464 cabezas), así como algún cerdo (70 ejemplares)
A finales del siglo anterior se había creado en Castilla la Junta de Comercio y Moneda con el objetivo de fomentar el desarrollo industrial y comercial. Entre sus acciones se incluía la captación de artesanos extranjeros que paliaran las insuficiencias técnicas de la industria y de los cuales algunos recalaron en Campo de Criptana, como los caldereros franceses Antoine Chozal y Antoine Rouge.

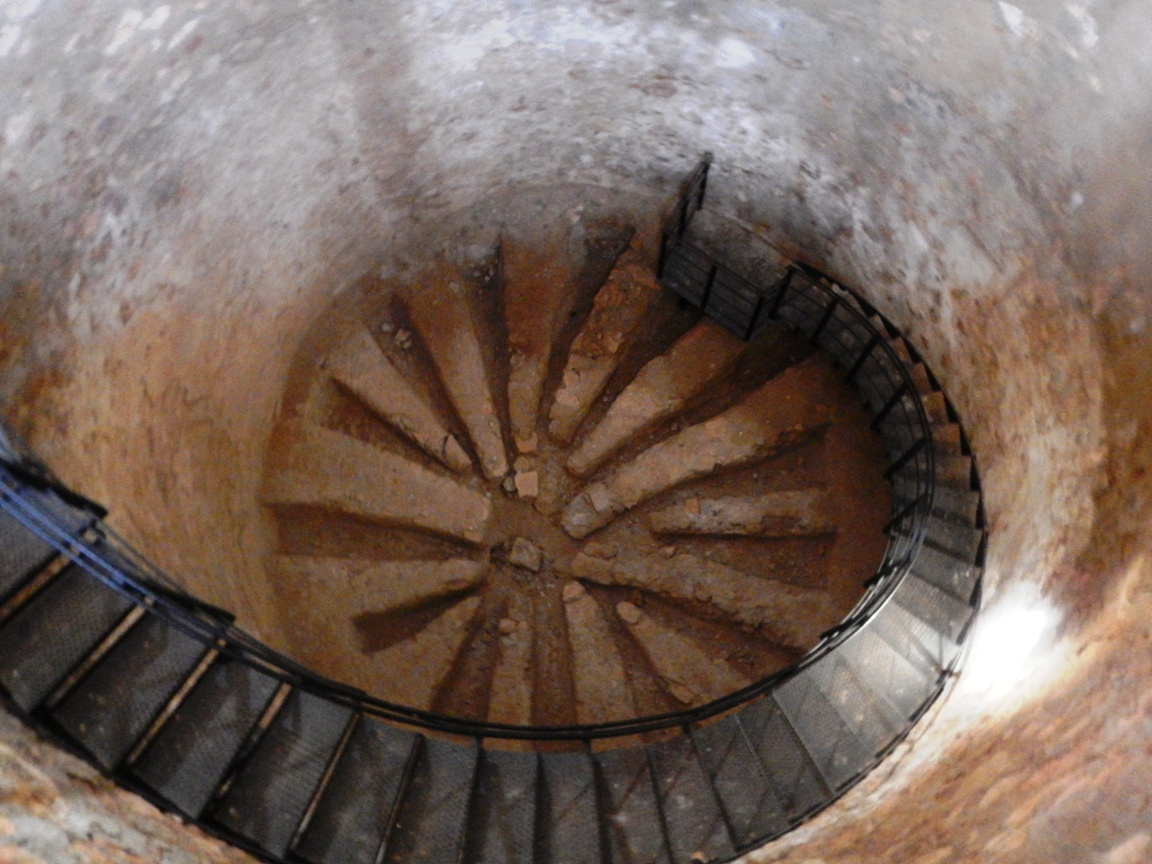
Interior del pozo de nieve de Campo de Criptana. En este lugar se guardaba y apelmazaba nieve durante el invierno para, posteriormente, vender el hielo resultante.

Otra de las acciones de esta Junta fue la creación de fábricas a iniciativa real, lo que ayudó a que, tras superar la crisis de la Guerra de Sucesión, la industria textil se expandiese en las comarcas manchegas, alcanzando un importante desarrollo y volumen. Gran parte de la hilatura de la lana se realizaba por mujeres en su casa, quienes eran propietarias de los tornos y recibían la lana preparada, devolviéndola ya hilada a cambio de un dinero por el trabajo. Esta actividad estuvo bastante extendida entre las mujeres criptaneses
quienes, en buen número, trabajaban para la Real Fábrica de Paños de Guadalajara a través de su centro situado en Las Pedroñeras. El proceso de batanado también se efectuaba en instalaciones existentes en la localidad y la labor comercial la realizaban mercaderes de los que, en 1752, se censaron 17 «tratantes en albornoces y senojiles».
A esta actividad textil se sumaba la ya tradicional fabricación de harina en los 34 molinos de viento y uno de agua que funcionaban en la población, así como la elaboración de aceite en 7 molinos movidos por caballerías. La producción de vino a pequeña escala era algo común entre los habitantes, que principalmente lo utilizaban para autoconsumo. La fabricación de aguardiente, por su parte, continuó practicándose en siete instalaciones al efecto, de las que una pertenecía al convento de los Carmelitas Descalzos.
Un peculiar actividad económica fue la venta de hielo, que se obtenía de dos pozos de nieve donde ésta se recogía en invierno, se apelmazaba y posteriormente se conseguía el hielo.

## Edad Contemporánea (desde 1808)

### SigloXIX

#### Administración
La región de La Mancha experimentó durante el primer tercio del siglo XIX varios cambios en su configuración administrativa. En 1810, el gobierno de José Bonaparte dividió el país en 38 prefecturas, entre ellas la de Ciudad Real, dentro de la que quedó incluida Campo de Criptana. Desaparecido el gobierno bonapartista, se volvió a la anterior división administrativa hasta 1822, en que la antigua provincia de La Mancha se separó en dos: Mancha Alta con capital en Chinchilla y Mancha Baja con capital en Ciudad Real. En esta última fue donde permaneció encuadrada la villa.
| Población en Campo de Criptana durante el siglo XIX                                              |
|                                                                                                  |
| Cifras en número de habitantes. Fuente: Francisco Escribano e Instituto Nacional de Estadística. |

Finalmente, en 1833, se realizó por Javier de Burgos la división administrativa de España en provincias. Desapareció la antigua provincia de La Mancha y se creó la provincia de Ciudad Real, en la que quedó incluida Campo de Criptana, cuya composición, con escasas variaciones, ha permanecido hasta la actualidad.
Demográficamente, la localidad continuó sufriendo pérdida de habitantes durante las primeras décadas del siglo —guerra de la Independencia y posterior reinado de Fernando VII— y no fue hasta pasado el primer tercio de siglo cuando pudo iniciar una tendencia ascendente que le llevó a cerrar la centuria con un importante incremento poblacional, que continuaría durante siglo siguiente.

#### La guerra de la Independencia (1808–1814)
Los años iniciales del siglo XIX fueron difíciles para Campo de Criptana, ya que, debido a una sucesión de malas cosechas, se extendió la pobreza entre sus habitantes. En 1803, el Consejo de Castilla ordenó que se realizaran obras públicas para poder dar trabajo a los más necesitados, mientras que en 1805 para atender a estos, se tuvo hacer suscripciones entre los vecinos, vender el trigo del Pósito y alquilar los bienes del Concejo. Por otra parte, todavía en 1808 no se había repartido la herencia dejada nueve años antes por José Antonio  Fernández Calzuelas, algo que provocaba una gran tensión entre sus destinatarios: las capas más necesitadas de la población.
En esta situación se produjo en 1808 el colapso de la monarquía española y los sucesos de mayo en Madrid que iniciaron la guerra de la Independencia, cuyo desarrollo en La Mancha se puede dividir en tres fases:
Una primera que abarca el periodo entre mayo de 1808 y la batalla de Ocaña en noviembre de 1809. Tras los sucesos del 2 y 3 de mayo, parte del ejército napoleónico inició su traslado desde Madrid hasta Cádiz con el fin de proteger a la escuadra francesa. En su marcha tuvo que atravesar La Mancha y requirió a varias poblaciones la entrega de suministros. Campo de Criptana fue obligada a enviar el 24 de mayo un importante cargamento de comida, bebida y ropa de cama. Aunque en un principio el ambiente era de calma tensa, pronto surgieron los primeros brotes de protesta, como esta villa, donde el 29 de junio una multitud linchó a un militar local y a su madre acusándoles de connivencia con los invasores para posteriormente amenazar de muerte a aquellos vecinos que consideraron partidarios de los franceses. Durante su avance, las tropas francesas tomaron posiciones en varias localidades cercanas —Tembleque, Villanueva de Alcardete y Madridejos— que fueron las bases desde las que intentaron controlar el territorio mediante incursiones en diversas poblaciones, entre ellas, Campo de Criptana, donde entraron en dos ocasiones mientras parte de sus habitantes se escondía en las casas del campo. En esta situación se produjo un colapso gubernamental y el poder fue asumido paulatinamente por juntas locales entre las que, en Ciudad Real, surgió la denominada Junta de Defensa de La Mancha dirigida por Juan Módenes de la Torre.

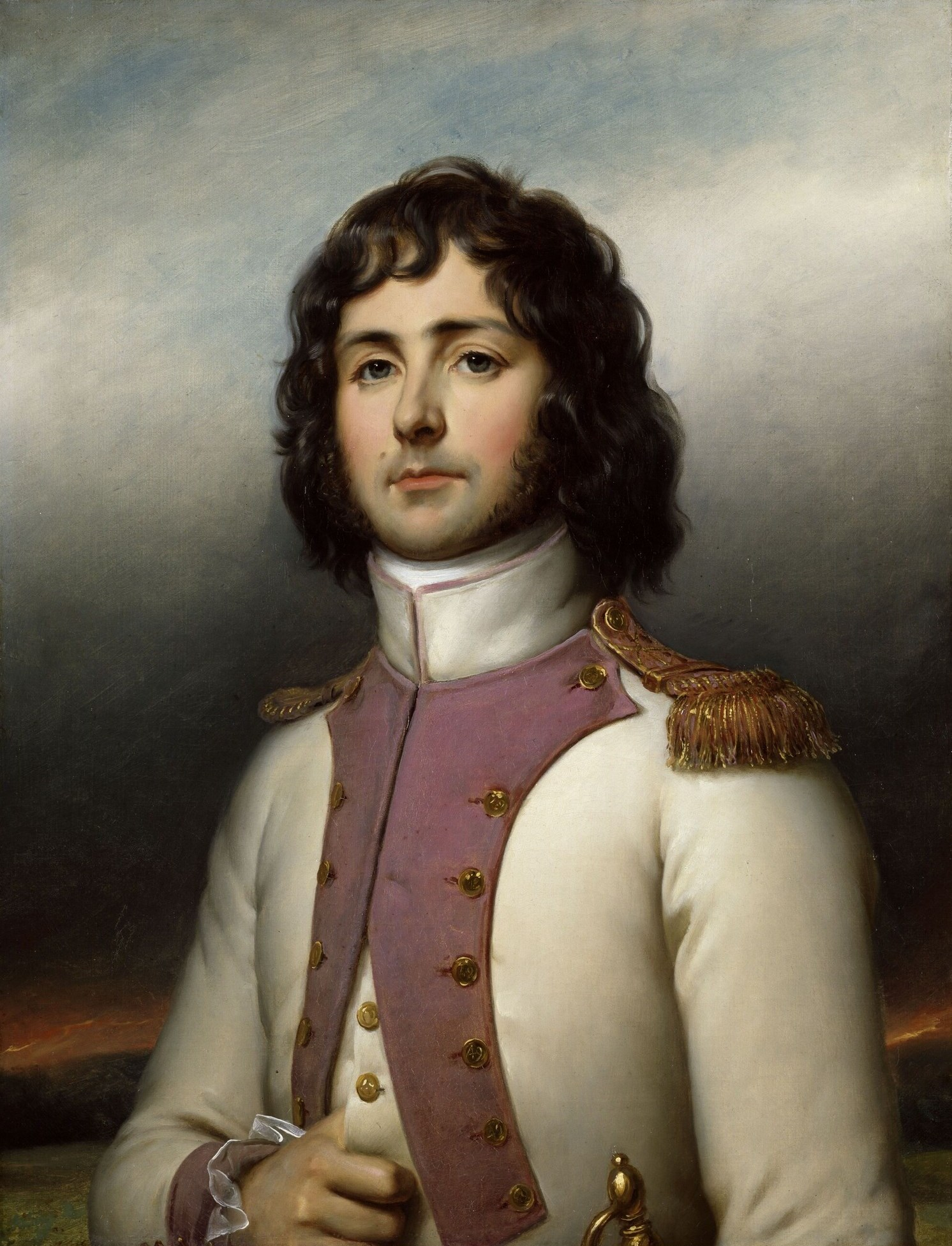
Horace Sébastiani dirigió la ocupación de La Mancha por el ejército napoleónico en 1809.

Tras la victoria española en Bailén en julio, el ejército napoleónico retrocedió hacia el norte hostigado por la guerrilla y se mantuvo un periodo de calma en las comarcas manchegas hasta la entrada en España de Napoleón al mando de la Grande Armée, que tomó Madrid en diciembre. Los generales Castaños y Llamas se replegaron hacia el sur, pasando por Campo de Criptana, y el ejército desplegado en La Mancha se retiró a Andalucía para formar una línea defensiva en Sierra Morena, lo que hizo que las comarcas manchegas quedaran en una «tierra de nadie». En febrero de 1809, el general Sebastiani inició la ocupación del territorio, que acabó haciéndose efectiva tras las victorias francesas en Almonacid durante agosto y Ocaña en noviembre. En noviembre de 1809 se produjeron expolios en algunas ermitas de la villa por parte de soldados napoleónicos, lo que condujo a que se enviaran a La Carolina, bajo custodia de la Junta Suprema, unos 24 kilos de objetos religiosos de plata para evitar su robo.
Tras las derrotas españolas en 1809, se inició una segunda fase marcada por casi tres años de ocupación francesa  hasta el verano de 1812. Fue durante este periodo cuando, el 16 de agosto de 1810, tuvo lugar en Riópar la elección de los representantes correspondientes a la provincia de La Mancha para las Cortes de Cádiz. Participaron en ella delegados de los partidos judiciales de Alcázar de San Juan, Alcaraz e Infantes, sin que pudiesen acudir los representantes del partido de Ciudad Real. Se eligieron cuatro diputados, que en nombre de la provincia firmaron en 1812 la Constitución en Cádiz.

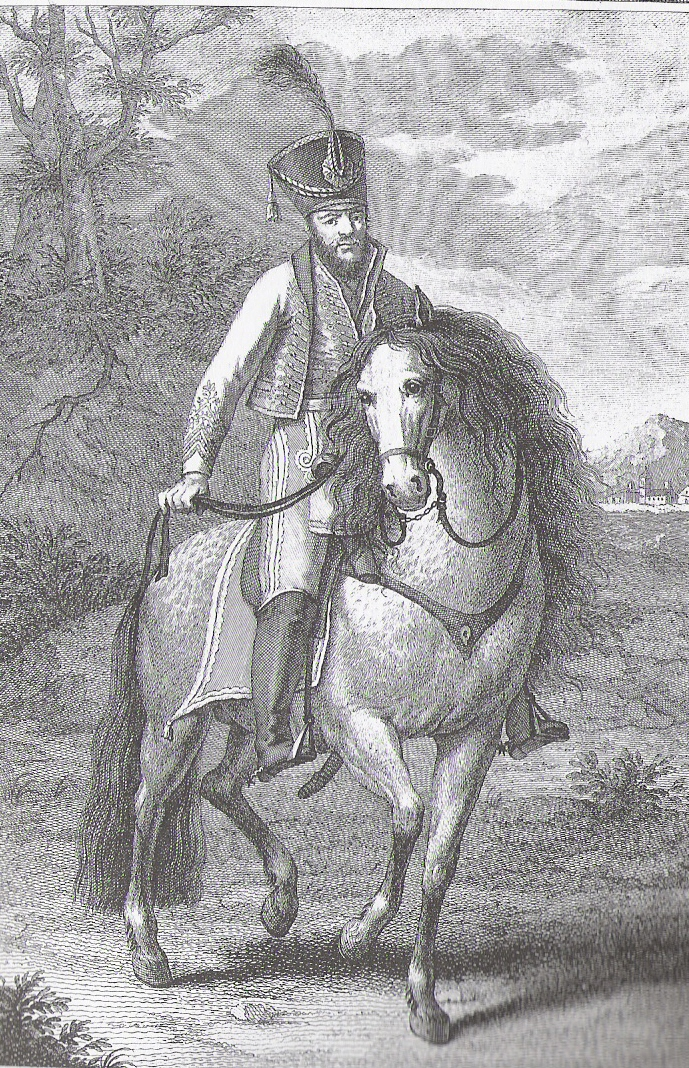
Francisco Abad Moreno «Chaleco». En septiembre de 1811 atacó con su partida guerrillera a las tropas francesas que ocupaban Campo de Criptana.

Durante los años de ocupación francesa de las comarcas manchegas  se produjeron la mayoría de las acciones guerrilleras. En el área de Campo de Criptana actuaron grupos dirigidos por Francisco Abad Moreno «Chaleco» o Claudio Escalera y sus «Húsares francos manchegos». El 29 de enero de 1811 un grupo de guerrilleros al mando de Miguel Díaz y Claudio Escalera atacaron a una unidad de 300 soldados del ejército francés que ocupaba la villa y su sierra de los molinos, desde la que se podía divisar una amplia extensión. La lucha por el control de la población se mantuvo durante todo el día hasta finalizar con victoria de los españoles, ya que, al amparo de la noche, los franceses desalojaron la localidad. Volvieron a ocuparla más tarde y en septiembre de ese año, fueron atacadas de nuevo, esta vez por el grupo al mando de Francisco Abad Moreno «Chaleco» y en el marco de una operación de gran envergadura cuyo objetivo final era el asalto a Almagro.
La lucha durante este periodo implicó también a mujeres criptanenses y quedó constancia de una guerrillera llamada Pepa Ignacia, quien «...arrojada a un Coracero le quitó la vida con un cuchillo, y cortando después la mantilla del caballo, se la puso por los hombros y salió publicando su triunfo».
Al inicio de 1812, la presencia del ejército invasor en La Mancha se había reducido a guarniciones en Manzanares —la capital de la Administración francesa—, Infantes y Almagro. Durante el verano de ese año comenzó la fase final de la guerra cuando los aliados anglo-hispano-portugueses iniciaron su gran ofensiva y consiguieron vencer al ejército napoleónico en  los Arapiles. Este periodo marcó la liberación paulatina de las zonas ocupadas y la adopción de la política liberal hasta el retorno de Fernando VII. El 24 de junio los franceses abandonaron finalmente La Mancha y un mes después, el 24 de julio, Villanueva de los Infantes inició el proceso de jura de la Constitución por las poblaciones manchegas, lo cual tuvo lugar en Campo de Criptana los días 8 y 9 de octubre. El proceso era similar en todas las localidades: primero se procedía a la publicación y lectura en la plaza Mayor del pueblo, la cual cambiaba su nombre a plaza de la Constitución. El siguiente día, en la iglesia parroquial tenía lugar el juramento.

#### Reinado de Fernando VII (1814–1833)

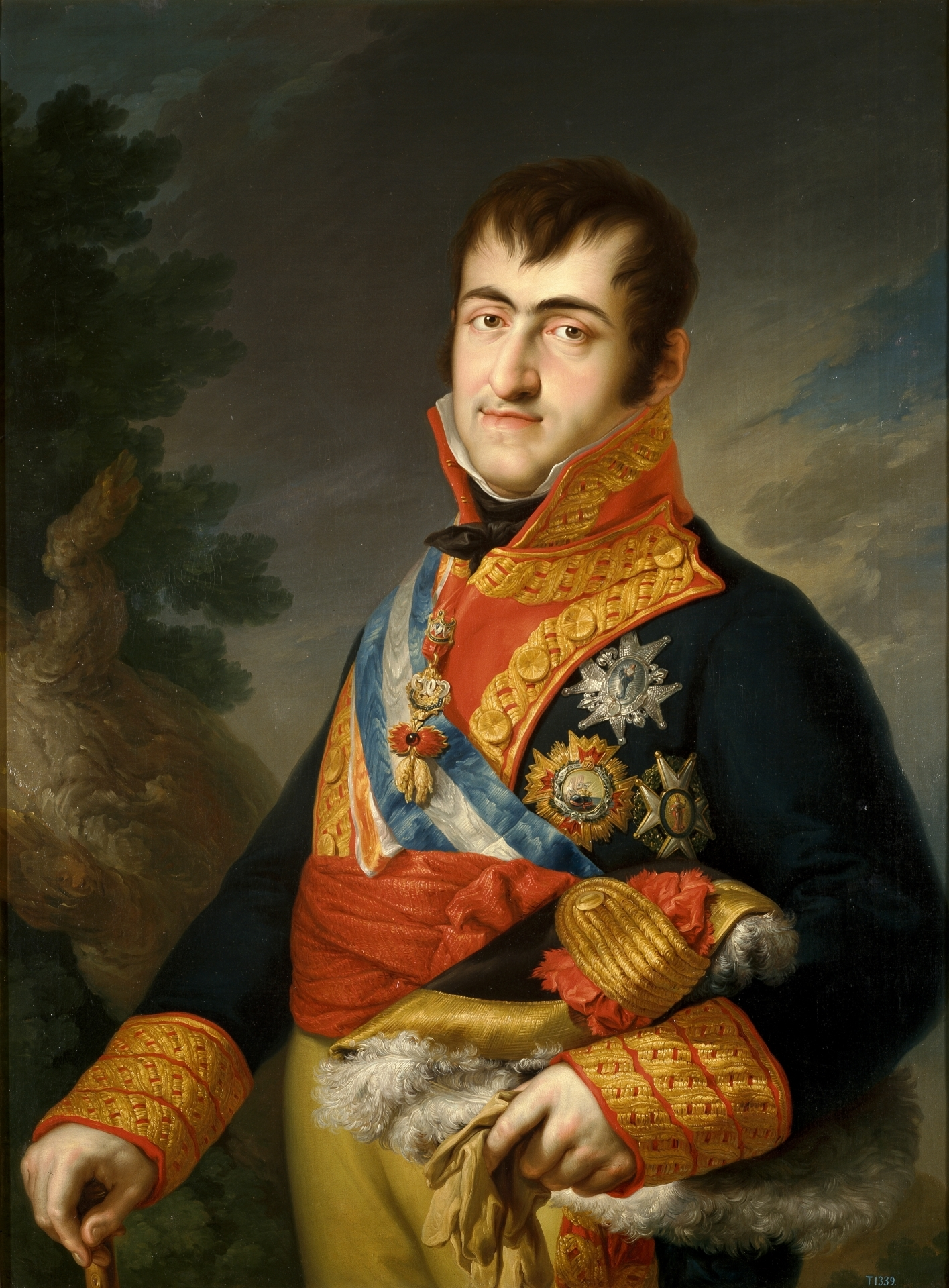
Fernando VII. Nombró al cura de Campo de Criptana como su "capellán de honor".

Fernando VII regresó a España en 1814 tras firmar un tratado de paz con Francia que puso fin a la guerra. Su intención fue intentar volver a la situación política anterior por lo que el 5 de mayo promulgó un decreto declarando nulos y sin efecto tanto la Constitución de 1812 como los decretos emitidos por las Cortes de Cádiz. Al poco de a su llegada a Madrid, el rey recibió al párroco, el alcalde y al juez de Campo de Criptana quienes le manifestaron la adhesión del municipio hacia su persona. Unos meses después, convirtió al cura —Rafael Mª Vélez— en su «capellán de honor» y lo destinó a su corte.
La situación económica del país era desastrosa tras la guerra; en el mundo rural se vivía con inseguridad debido a las partidas de desertores, bandoleros y guerrilleros en activo tras la guerra mientras que parte del ejército era favorable a las ideas liberales. Esta opción política encontró refugio en varias sociedades secretas de las que en Campo de Criptana se formó un núcleo de la denominada «Confederación de Comuneros».

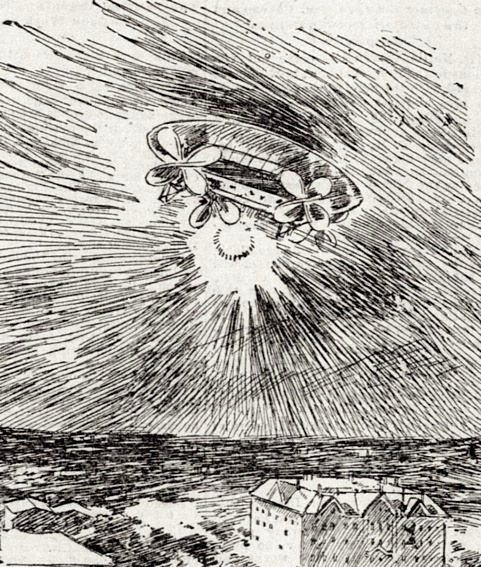
Representación decimonónica de un ovni. La caída de un meteorito en Campo de Criptana en 1826 ha sido considerada por algunos como un avistamiento de estos objetos.

Con el pronunciamiento de Rafael Riego se retornó durante 3 años a la Constitución gaditana. En la localidad, el cura se encargó de explicar desde su púlpito algunos fragmentos de la Constitución. Durante este periodo de retorno liberal, dentro del área manchega actuaron partidas de guerrilleros absolutistas que finalmente fueron desarticulados en 1822 por los liberales en La Bienvenida. Con todo, en 1823, la intervención de los Cien Mil Hijos de San Luis puso fin al trienio liberal, se volvió a derogar la Constitución de 1812 y se repuso el absolutismo hasta la muerte del rey en 1833.
En otro orden de cosas, durante este periodo —a las 7:50 del 14 de febrero de 1826— un meteorito cayó en el término municipal de manera bien visible ya que el suceso fue referido en periódicos nacionales así como libros y revistas de Francia y Alemania.
Se da la singular circunstancia de que este suceso ha llegado a ser considerado por algunos como uno de los primeros avistamientos de ovnis registrado en España.

#### Reinado de Isabel II (1833–1868)

##### Periodo de regencias (1833–1843)

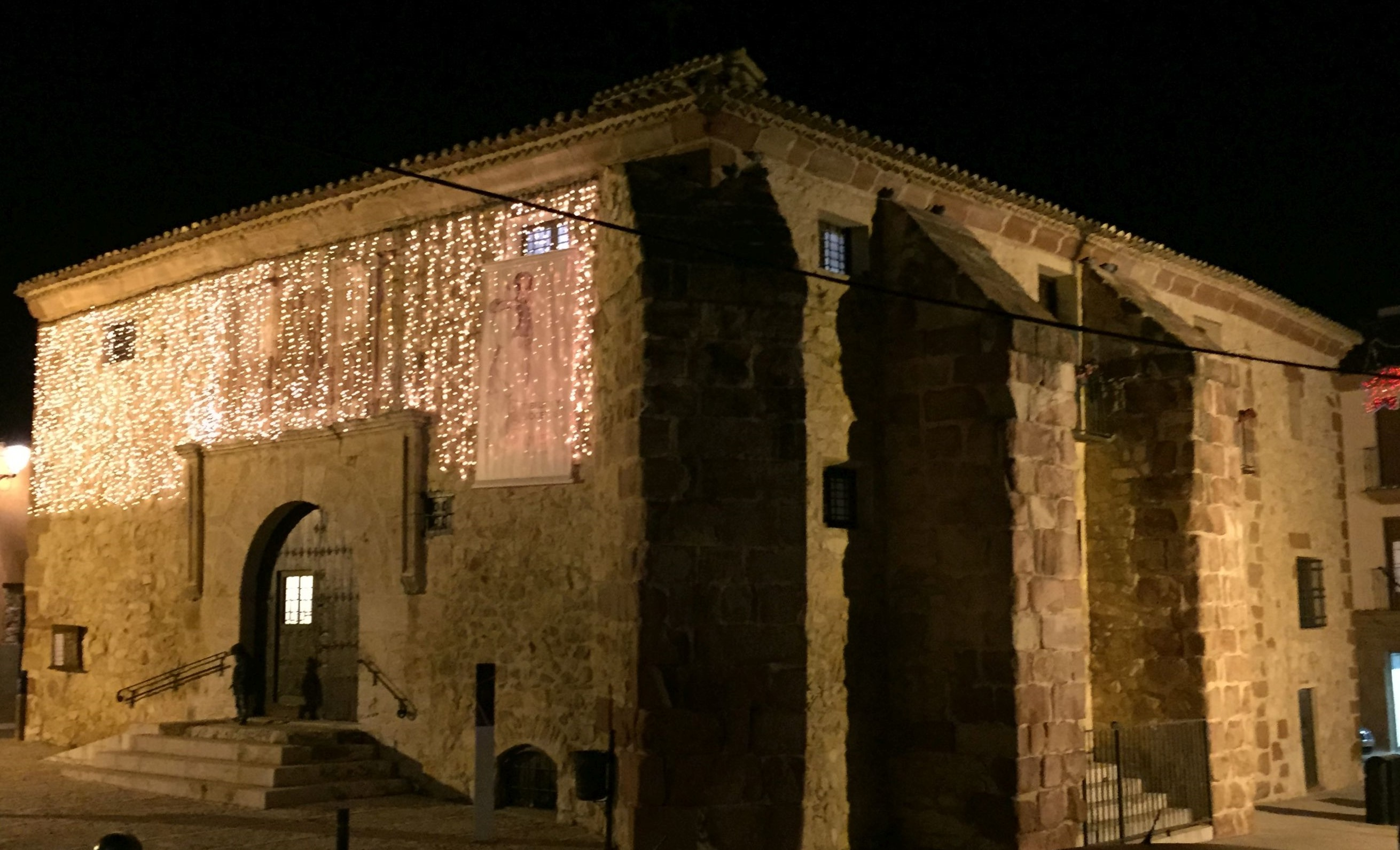
Estampa navideña del Pósito municipal de Campo de Criptana. Esta institución fue obligada a hacer contribuciones extraordinarias para sufragar la Guerra Carlista.

Tras la muerte del rey el 29 de septiembre de 1833, se desató una disputa sucesoria entre los partidarios de su hija Isabel II y los de su hermano Carlos. Esta cuestión desató una guerra civil —la I Guerra Carlista (1833–1840)— durante la que La Mancha se convirtió en teatro de operaciones debido a la actuación de grupos rebeldes. Ciudad Real fue una de las provincias de España que, con mayor rapidez, alistó soldados para luchar contra estas partidas: 2296 hombres en 1835 de los que 48 eran de Campo de Criptana. Los grupos carlistas fueron apoyados por parte del clero y un fraile de la localidad se alistó en ellos. La población fue pronto —en 1835— objeto de ataque por uno de estos contingentes, el cual fue puesto en fuga por la actuación de las fuerzas isabelinas. También quedó afectada su economía ya que el coste del esfuerzo bélico hizo que la Hacienda Real obligase a los Pósitos Municipales a prestarle dinero, imponiendo al criptanense una cuota de 9116 reales en 1836.
En 1837, los carlistas lanzaron una ofensiva durante la que, en febrero vencieron a los isabelinos en Bolaños, en septiembre atacaron la capital y posteriormente incendiaron Pozuelo de Calatrava. La Diputación clamó entonces a la Reina por la situación de desamparo de la provincia. El siguiente año 1838, a pesar de que las fuerzas anti-isabelinas se redujeron por los indultos, la actividad bélica continuó y se tuvo que seguir alistando soldados en la provincia.

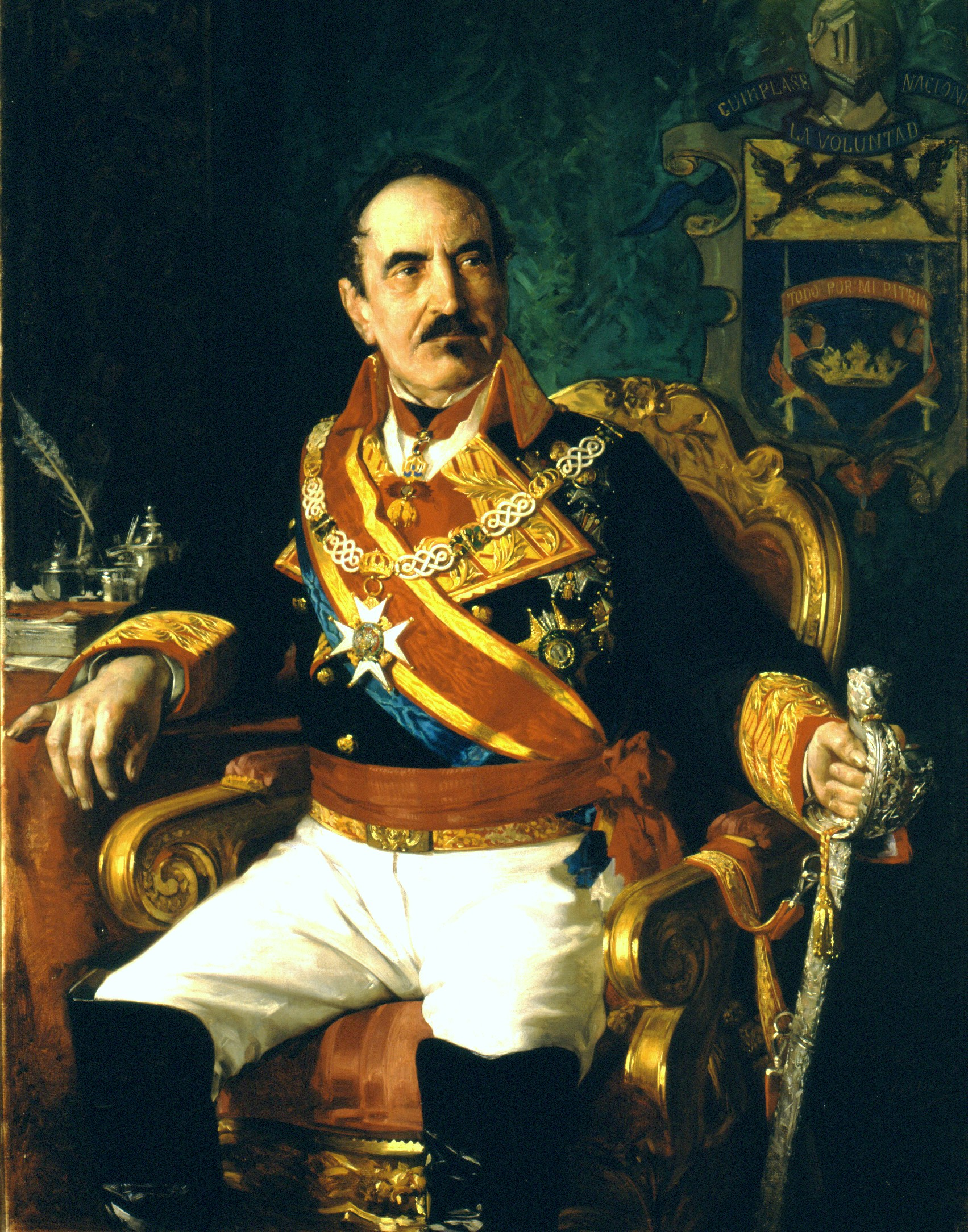
Baldomero Espartero, regente del Reino. En su juventud pasó algunas temporadas en Campo de Criptana, en casa del conde de las Cabezuelas.

En 1839 Campo de Criptana fue objeto de nuevos ataques por los carlistas quienes intentaron, sin éxito, apoderarse de la villa y perpetraron bastantes robos en las quinterías del término llegando a secuestrar a tres vecinos. Por la libertad de los prisioneros exigieron un importante rescate, dándose la circunstancia de que alguno de ellos era familiar del conde de las Cabezuelas. A pesar de que en septiembre de ese año se había declarado oficialmente finalizada la guerra en la provincia, la inseguridad continuó en la zona por la acción de cuadrillas rebeldes que no depusieron sus armas. Se crearon entonces las partidas de «seguridad pública» que —ayudándose de antiguos carlistas— persiguieron a los insurrectos convertidos ahora en bandoleros.
Tras la guerra, Baldomero Espartero fue nombrado regente de España en sustitución de la madre de Isabel, María Cristina de Borbón-Dos Sicilias. Espartero era natural de La Mancha —de Granátula de Calatrava— y tras su participación en la Guerra de la Independencia fue un protegido de la esposa del conde de las Cabezuelas en cuya casa pasó algunas temporadas —llegó a ser profesor de baile de sus hijas— antes de trasladarse a Madrid con el fin de alistarse para luchar en América. Durante este periodo de regencia, la aldea adscrita a Campo de Criptana, denominada «El Altillo» y que se había creado a inicios del siglo XVII, fue segregada y añadida a la vecina población de Tomelloso.

##### Mayoría de edad (1843–1868)
El 23 de julio de 1843, Isabel II fue declarada mayor de edad con 13 años y finalizó la regencia de Espartero.
En esta época central del siglo fue cuando se comenzó a implantar el ferrocarril en España. En 1844 se adjudicó a José de Salamanca la línea que conectaría a Campo de Criptana; esta era el ferrocarril entre Aranjuez y Almansa, prolongación del inicial Madrid—Aranjuez y que posteriormente continuaría hasta Alicante.
Durante estos años de mediados de siglo, Campo de Criptana era una villa con 4910 habitantes dedicada principalmente a la agricultura. El uso de la tierra era mayoritariamente para cereal y a un nivel superior al resto del país, algo que no hacía presagiar el gran cambio que se produciría pocas décadas más tarde. El porcentaje de cultivos en comparación con el total nacional era en esos años:
| Tipo de cultivo | Porcentaje de cultivo nacional en 1860 | Porcentaje de cultivo en Campo de Criptana en 1850 |
| --------------- | -------------------------------------- | -------------------------------------------------- |
| Cereal          | 87,25 %                                | 94,37 %                                            |
| Viñedo          | 7,42 %                                 | 2,67 %                                             |
| Olivo           | 5,31 %                                 | 2,95 %                                             |

Todavía funcionaban 14 molinos de viento —lejos de la cifra superior a 30 de un siglo antes— y ya, en esta temprana época, un diputado manchego pidió en el Congreso de los Diputados que se declarasen monumento nacional.  Por otro lado, también existía un pequeño molino de chocolate. En las elecciones a Cortes Nacionales de 1851, el sufragio censitario permitió el voto de 74 vecinos, un 1,5 % de la población, mientras que en las elecciones municipales de ese año pudieron votar 171 de los 1192 vecinos que tenía el pueblo quienes eligieron a 16 concejales con las siguientes ocupaciones:
| Profesión | Concejales | Profesión    | Concejales | Profesión  | Concejales |
| --------- | ---------- | ------------ | ---------- | ---------- | ---------- |
| Abogado   | 1          | Propietarios | 5          | Labradores | 4          |
| Carretero | 1          | Confitero    | 1          | Boticario  | 1          |
| Molinero  | 1          | Sastre       | 1          | Herrero    | 1          |

La población contaba con la que se consideraba como la iglesia más alta de la provincia. En el ámbito educativo tenía dos escuelas municipales para niños y una para niñas a las que se sumaba una escuela privada. Su presupuesto municipal ascendía a 49 711 reales de los que la mitad se obtenían del rendimiento de sus bienes propios y el resto se cubría con impuestos.
En el verano de 1854 tuvo lugar el pronunciamiento militar denominado «La Vicalvarada» tras el que la Reina ofreció el gobierno a Espartero, quién lo aceptó a condición de que se convocasen Cortes Constituyentes. Pocos días después de formar su gobierno, el general recibió en audiencia a una delegación de Campo de Criptana para felicitarle en nombre de la población y confirmarle su adhesión.
Durante ese mismo año y el siguiente 1855 España sufrió graves epidemias de cólera a las que los habitantes de la localidad respondieron —a pesar de estar prohibido— estableciendo un cordón sanitario alrededor de la población con el fin de impedir la entrada a individuos sospechosos de portar la enfermedad.

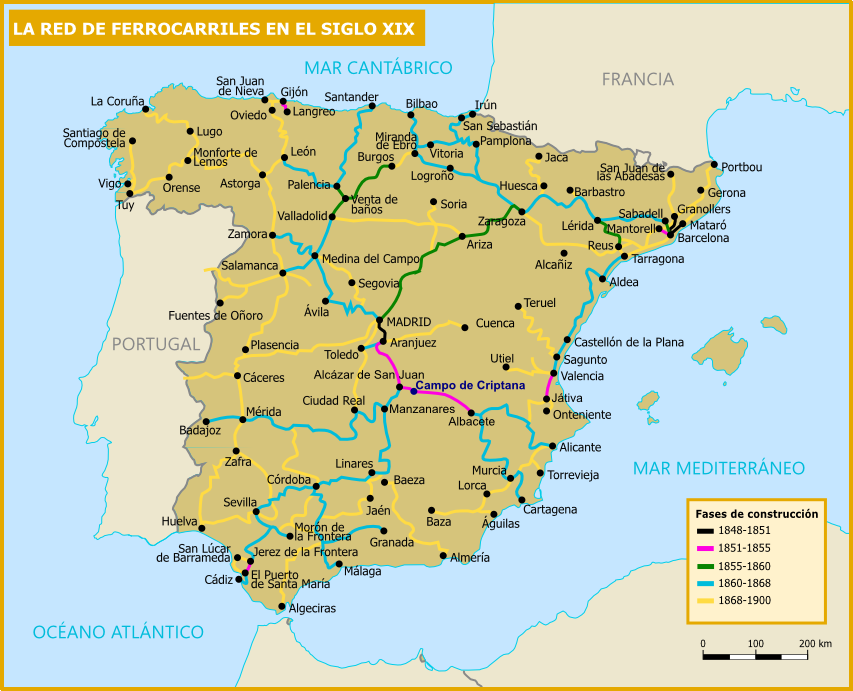
Avance de la red de ferrocarriles en España durante el. Campo de Criptana (en azul) se benefició de una de las primeras líneas puestas en marcha: la conexión Madrid – Albacete que años más tarde continuaría hasta Alicante.

Finalmente, en 1855, el ferrocarril llegó a Campo de Criptana al ir poniéndose en marcha los sucesivos tramos de la línea Aranjuez – Almansa adjudicada a José de Salamanca en 1844. Al siguiente año 1856 la línea llegaría hasta Alicante con lo que la localidad quedó conectada con la capital y un puerto marítimo, algo que algunas décadas más tarde sería de vital importancia para el desarrollo del viñedo y la aparición de grandes bodegas, muchas de ellas creadas por inversores madrileños, vascos y levantinos.
Fue durante este periodo cuando se aprobó, en 1855, la llamada «desamortización de Madoz» que puso en subasta los bienes de los ayuntamientos.
A este denominado «Bienio Progresista» (1854–1856) le sucedieron desde 1856 hasta 1863 los gobiernos de la Unión Liberal. En 1857, una ley impulsada por Claudio Moyano declaró obligatoria la educación primaria hasta los 12 años lo que hizo que, en la población, se impulsase la enseñanza tanto de niños como de adultos. Cuatro años más tarde —en 1861— se cifró la asistencia a las escuelas públicas de la localidad en 333 niños, 278 niñas y 171 adultos. También, en 1857, se formalizó la organización de una Sociedad Filarmónica en la villa. Esta agrupación de músicos era fruto de una afición bastante extendida y fue el inicio de la existencia de una serie de bandas musicales que funcionarían a lo largo de los años en Campo de Criptana hasta la actualidad.
Durante esos años —entre 1859 y 1860— se libró la denominada «Primera Guerra de Marruecos» en la que lucharon y murieron varios habitantes de la localidad.

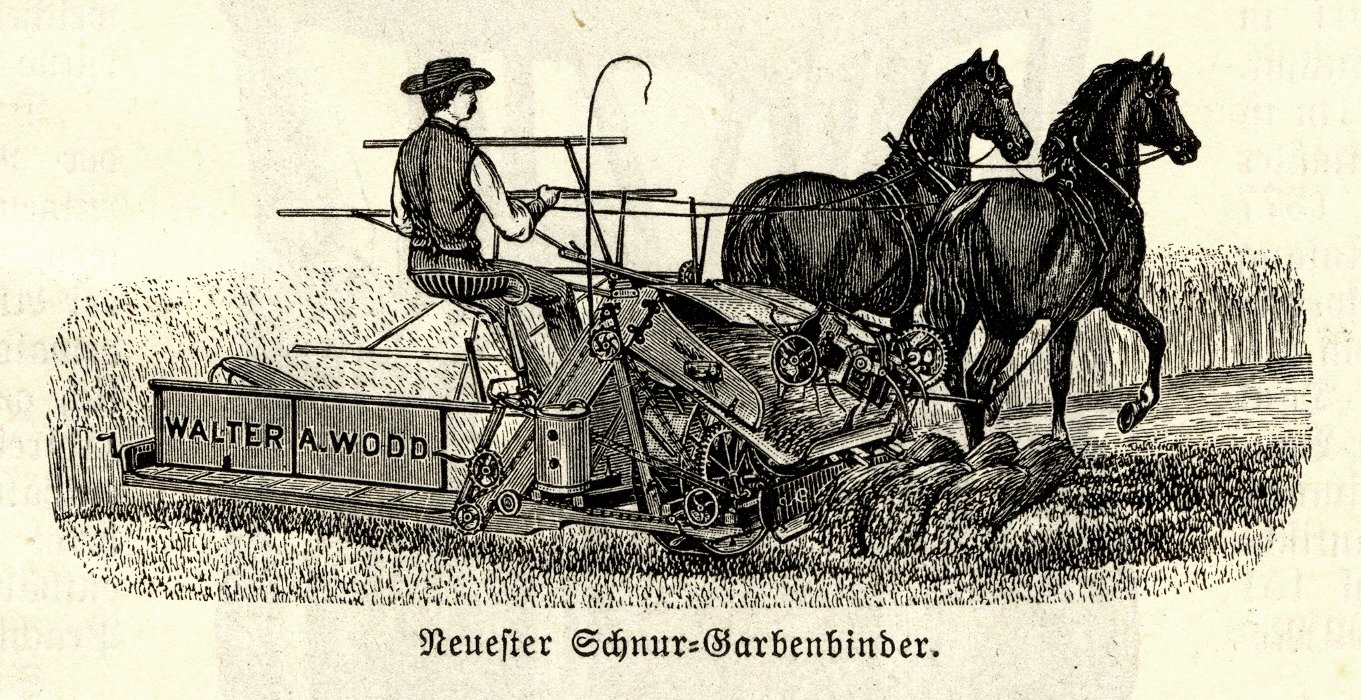
Máquina segadora de Wood. Una de los primeros modelos que aparecieron de esta invención. Fue probada en Campo de Criptana en 1863.

Por otro lado, la conexión ferroviaria hasta Alicante, que ya se encontraba en servicio, propició una breve visita en 1860 de la Reina durante uno sus viajes a la ciudad portuaria. Esta conexión también facilitó la llegada de novedades tecnológicas y así, en 1863, se pudo probar en cultivos de la localidad una de las primeras máquinas segadoras.
La provincia de Ciudad Real sufrió —entre 1866 y 1877— varias de las denominadas «crisis de subsistencia» durante las que una pobreza extrema afectó a gran parte de la población. El Ayuntamiento recurrió a varias medidas para intentar paliar esta situación: realización de obras públicas; instar a los mayores propietarios del municipio a emplear a más personas en sus explotaciones; usar el grano almacenado en el Pósito municipal para poder distribuir a los más necesitados pan por debajo del precio de mercado; sembrar con patatas tierras municipales y donadas por particulares así como la utilización de bienes municipales para obtener dinero con el que conceder préstamos a agricultores.

#### Sexenio Democrático (1868–1874)
Dentro de esta situación de crisis —iniciada en 1866— se produjo, en septiembre de 1868, el levantamiento revolucionario conocido como «La Gloriosa» que, iniciado con éxito en Cádiz, se fue extendiendo por el resto del país.

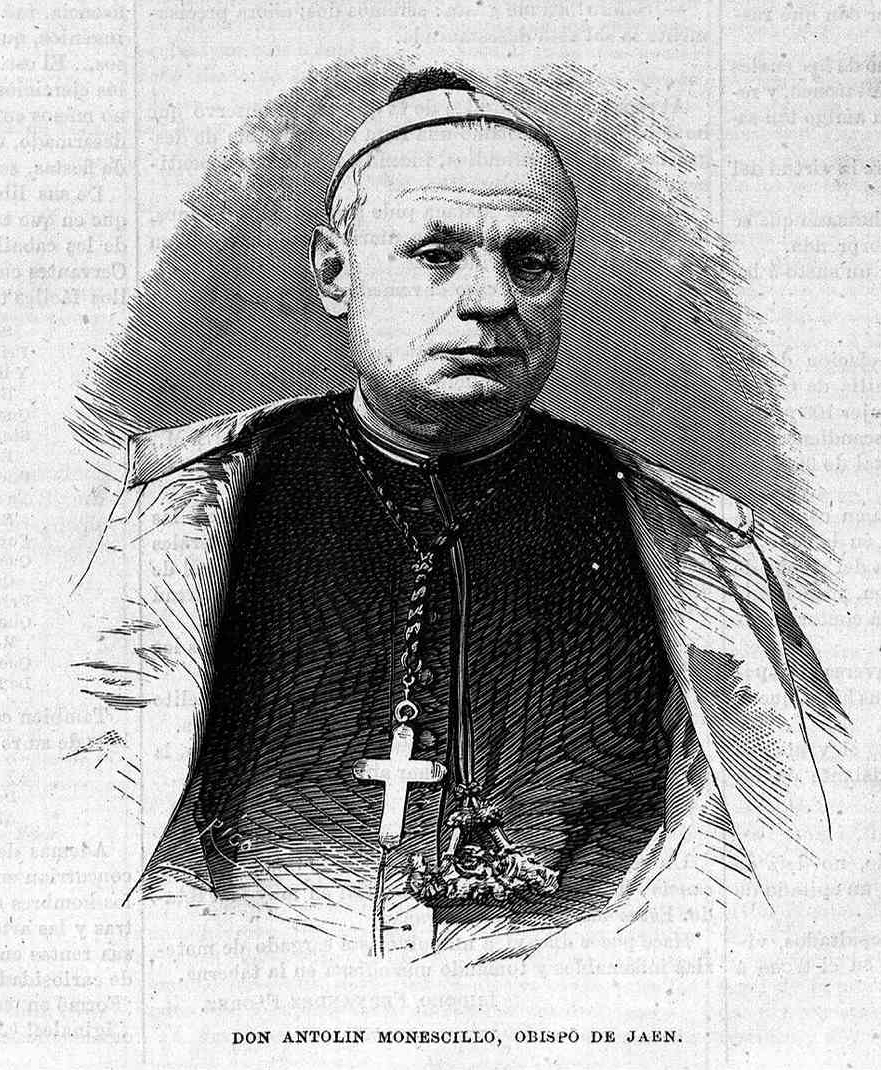
Antolín Monescillo. Curas partidarios de este candidato carlista intentaron convencer a los criptanenses de que los liberales eran enemigos de la religión.

En enero del siguiente año 1869 se celebraron las elecciones a Cortes Constituyentes con sufragio universal masculino (por primera vez). Varios religiosos locales recorrieron la población para hacer campaña por el candidato absolutista de la alternativa carlista —el obispo de Jaén, Antolín Monescillo— intentando convencer a los vecinos de que los liberales eran enemigos de la religión. No sirvió de mucho esta campaña ya que la coalición monárquica formada por el Partido Progresista, la Unión Liberal y el Partido Demócrata  ganó ampliamente las elecciones en la provincia.
Tras la formación de las Cortes se procedió al desarrollo de una nueva Constitución durante los primeros meses del año, periodo en el que se produjo una notable agitación política. En la localidad esto se reflejó en el secuestro de un cura local o en disputas sobre la fórmula monárquica como tipo de estado; con manifestaciones contra la adopción de la misma o peticiones a favor de Amadeo I que llegaron a ser leídas en el Congreso. Este rey se detendría, al igual que Isabel II, en la localidad en 1871 durante uno de sus viajes en tren junto a su esposa.
La posterior abdicación del rey condujo a la proclamación de la Primera República Española en febrero de 1873. El Ayuntamiento se unió a esta proclamación y manifestó su adhesión, aunque no accedió a traspasar el poder al Comité republicano local. Estos hechos no estuvieron libres de incidentes ya que se produjeron cargas policiales contra manifestantes republicanos.
La situación económica del Ayuntamiento se mantuvo favorable en ese periodo ya que los gastos municipales se cubrían en gran parte con los recursos generados por sus bienes propios sin que fuese necesario recurrir a impuestos locales sobre el consumo. En 1873, hombres y mujeres de la localidad formaron una sociedad recreativa para fomentar las representaciones teatrales denominada «Teatro Cervantes». El consistorio les cedió un local con aforo para 180 personas en lo que había sido el Convento de Carmelitas Descalzos; esto permitió que durante las siguientes décadas fuese habitual la actuación de varias compañías de teatro. Estos años también fueron importantes para la localidad por un motivo administrativo pues se acabó de deslindar el límite del término municipal con la vecina Alcázar de San Juan.

Gráfico de evolución para salarios y precios del trigo en las poblaciones que forman el partido judicial de Alcázar de San Juan. La crisis de precios en el cereal durante la segunda mitad del provocó una drástica caída de la rentabilidad para las grandes explotaciones que necesitaban ingentes cantidades de mano de obra.

Fue en este periodo cuando se comenzó a producir un cambio trascendental en la localidad. Durante el último cuarto de siglo el cultivo extensivo del cereal manchego sufrió una importante crisis. La causa fue doble: por un lado, la entrada masiva de cereal procedente de América y este de Europa favorecida por la implantación del ferrocarril y por otro, el aumento constante en los costes salariales. Esta crisis provocó una caída drástica en la rentabilidad de las grandes explotaciones e hizo que grandes propietarios se fuesen desprendiendo de tierras mediante su venta. De esta manera se formó un importante grupo de pequeños agricultores quienes emplearon sus nuevas explotaciones para el cultivo de la vid. Aprovecharon para ello la experiencia que les daba la larga tradición vitícola existente en algunos pueblos —como Campo de Criptana— de esta comarca manchega.
La situación anterior, junto a la pérdida de grandes extensiones de viñedo en Francia por la filoxera así como la conexión ferroviaria con los puertos de levante, causó una notable expansión de este cultivo que se prolongaría durante las siguientes décadas hasta 1930 en que el insecto apareció finalmente en la región. Junto a este aumento en la superficie plantada de viña se formó un importante tejido industrial para la transformación de la uva —bodegas— y del vino —fábricas de alcohol— con mayoritario capital foráneo al principio —desde mediados de la década de 1860— y posteriormente con capitales locales —primeros años del siglo XX— gracias a la reinversión que se hizo de los beneficios conseguidos con los viñedos.
| Evolución del número de hectáreas plantadas con viñedo en el término municipal de Campo de Criptana |
| |
| El cultivo del viñedo experimentó una notable expansión durante la segunda mitad del siglo XIX y las primeras décadas del XX. Inicialmente como respuesta a la crisis del cereal y posteriormente al abrigo de las buenas condiciones del mercado motivadas por la plaga de filoxera en los cultivos franceses. |

#### Reinado de Alfonso XII y regencia de María Cristina (1874–1902)

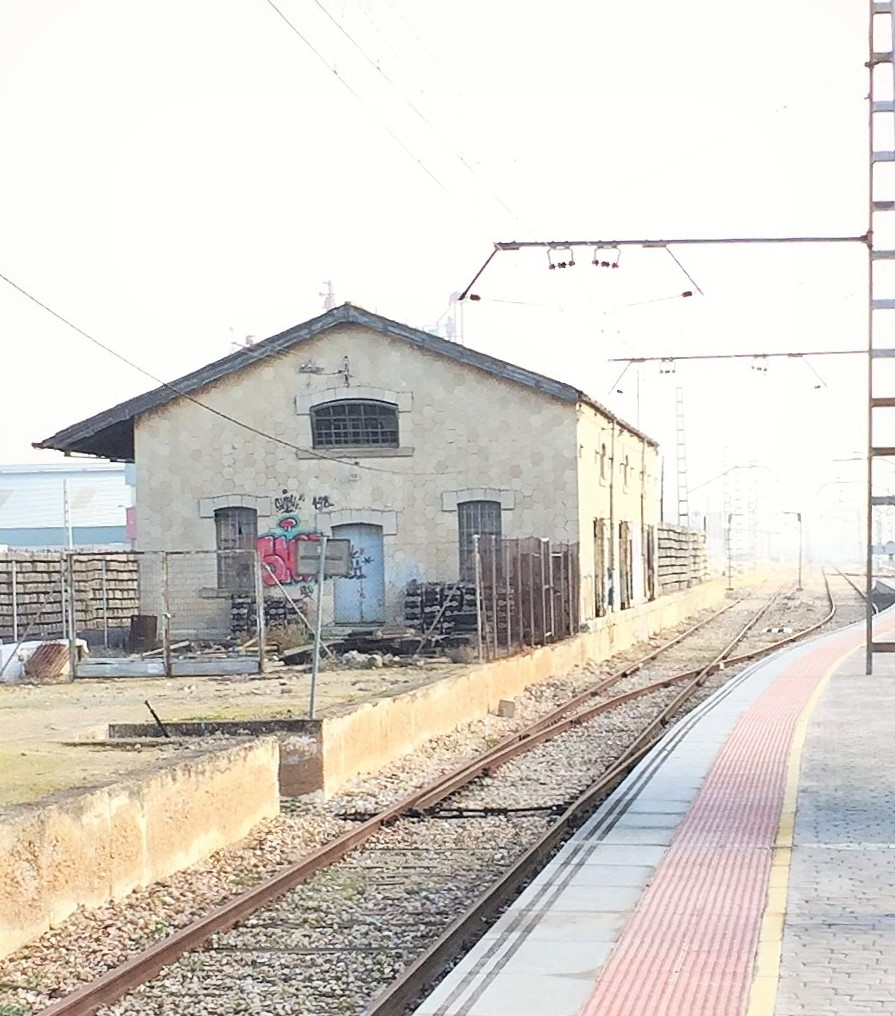
Antiguo muelle de carga en la estación de Campo de Criptana. La conexión ferroviaria contribuyó de manera importante a la expansión de la industria vinícola.

La Primera República discurrió por varios periodos hasta finales de 1874 cuando se produjo la restauración monárquica en la persona del Borbón Alfonso XII.
Durante estos años se dio la polémica entre librecambio y protección en la que grandes cerealistas locales abogaron por el proteccionismo, aunque los finalmente beneficiados fueron los viticultores por el acuerdo comercial con Francia en 1882 que abrió un periodo de gran prosperidad en este sector. Empresarios locales iniciaron, en este tiempo, su participación en ferias internacionales como la de Ámsterdam en 1883. Inversores forasteros de la más diversa tipología —desde financieros madrileños hasta el Canónigo magistral de la catedral de Burgos— se instalaron en la localidad creando modernas y grandes empresas vinícolas además de producir brandy en tres fábricas. A la vez, buena parte de los vecinos participaron también en la elaboración de vino con sus propias bodegas llegándose en 1893 a la cifra de 279 elaboradores censados por el Ayuntamiento.
El funcionamiento del consistorio municipal fue accidentando durante algunos años y se dieron casos de concejales abandonando plenos, acusaciones de falta de transparencia, polémicas con los vecinos durante colectas benéficas y finalmente la suspensión del mismo en 1885 junto a otros consistorios del país. Con todo, en estos años fueron tomadas importantes decisiones que perdurarían en el tiempo como renombrar un buen número de calles; cambiar la fecha de las fiestas patronales para no hacerla coincidir con la vendimia o fundar la preceptiva biblioteca municipal en consonancia con la campaña del Ministerio de Fomento siendo la de Campo de Criptana la n.º 739 de las creadas en el territorio nacional.

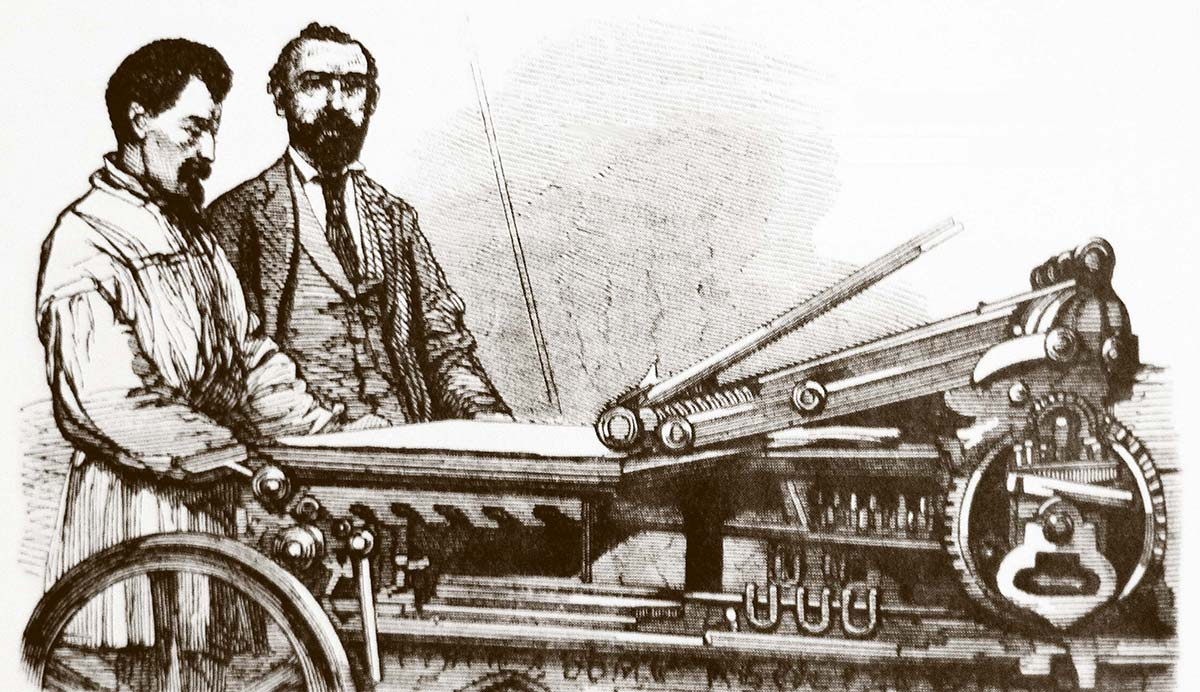
El misionero evangélico galés George Lawrence fundó la primera congregación en la localidad durante 1889.

En 1889 George Lawrence —un misionero galés— fundó la primera congregación evangélica en Campo de Criptana ayudado por el alemán Friedrich Fliedner. Para entonces, ya existían varias familias que procesaban esta fe convertidas desde la misión de la cercana Camuñas. Sus primeras celebraciones religiosas intentaron ser impedidas con tumultos y la Guardia Civil tuvo que intervenir para proteger a los evangélicos. Tras los disturbios, el Ayuntamiento obligó al cierre de su local por lo que los fieles continuaron sus celebraciones reuniéndose en la casa del pastor. El Ayuntamiento, entonces, les multó alegando que sus cantos molestaban a los vecinos. No cesaron los ataques por alguna parte de los vecinos —parece ser que alentados por el conde y el cura local— hasta que, a petición personal de Cánovas del Castillo, el Gobernador provincial intervino y prácticamente desaparecieron los tumultos.
Esta centuria finalizó con la llegada a la localidad de un adelanto fundamental: la electricidad. En 1900 se constituyó la primera sociedad encargada de dar alumbrado eléctrico a la villa y cuatro años más tarde ya eran dos las compañías suministradoras que daban servicio al municipio.

### SiglosXXyXXI
Campo de Criptana continuó creciendo durante la primera mitad del siglo XX y consiguió duplicar el número de habitantes que tenía en el inicio de la centuria. Esta evolución se truncó en los años 50 cuando comenzó a experimentar un retroceso debido a la emigración y quedó estancada en las últimas décadas sin conseguir incrementarse hasta el inicio del siglo XXI.
| Evolución de la población en Campo de Criptana durante el siglo XX y actual siglo XXI |
|                                                                                       |
| Cifras en número de habitantes. Fuente: INE.                                          |

#### Reinado de Alfonso XIII (1902–1923)
En 1902 asumió el trono español Alfonso XIII al cumplir 16 años. Se intentó impulsar un proceso modernizador de la nación que hiciese frente a la incipiente revolución obrera, eliminase el caciquismo y procurase una cierta descentralización del país.
En este proceso modernizador se enmarcó la creación de cooperativas y en 1902 se fundó en Campo de Criptana la segunda del país y primera del sector agropecuario: La cooperativa vinícola «Virgen del Carmen» —hoy día todavía en funcionamiento— que fue puesta como ejemplo en algún tratado de economía nacional.

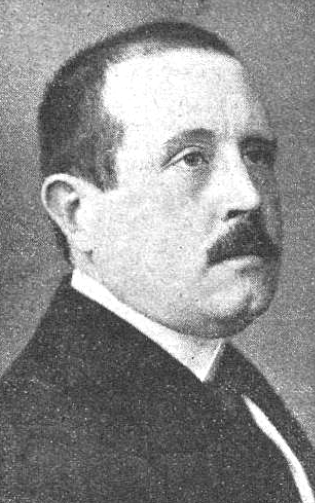
Azorín. Este escritor visitó la localidad en 1905 y reflejó sus impresiones en su obra La Ruta del Quijote.

La villa vivió, también, un notable impulso cultural. En el plano educativo, se cifraron en 1500 los niños que acudían a las seis escuelas municipales, si bien, el estado físico de sus instalaciones dejaba mucho que desear. En 1907, el Ayuntamiento mejoró la infraestructura que venía utilizando el teatro Cervantes desde 1873 y le dotó de un local en condiciones situado en la plaza Mayor. La nueva sala de teatro mejoró la celebración de acontecimientos culturales y facilitó la llegada a la localidad de espectáculos de variedades. Se crearon varios periódicos locales: Sancho Panza, El Sarmiento y El Pueblo, aunque un redactor de este último, sufrió prisión en 1904 debido a las opiniones vertidas en sus artículos.
Por otro lado, en 1905 se conmemoró el 300 aniversario de la publicación de El Quijote lo que propició la visita a la villa de personajes como Azorín quien reflejo sus vivencias e impresiones en los capítulos XI y XII  de su ensayo La Ruta del Quijote.

He llegado a Criptana hace dos horas; a lo lejos, desde la ventanilla del tren, yo miraba la ciudad blanca, enorme, asentada en una ladera, iluminada por los resplandores rojos, sangrientos, del crepúsculo. Los molinos, en lo alto de la colina, movían lentamente sus aspas; la llanura bermeja, monótona, rasa, se extendía abajo.

La actividad vitivinícola continuó su desarrollo y facilitó una notable prosperidad a la población. Nuevos inversores valencianos y franceses se instalaron en la localidad donde construyeron modernas fábricas de alcohol y comenzaron la elaboración de vinos espumosos. Reflejo de esta situación, el Ayuntamiento contaba en 1912 con un presupuesto bastante saneado así como una buena cantidad de bienes propios que le procuraban importantes ingresos.

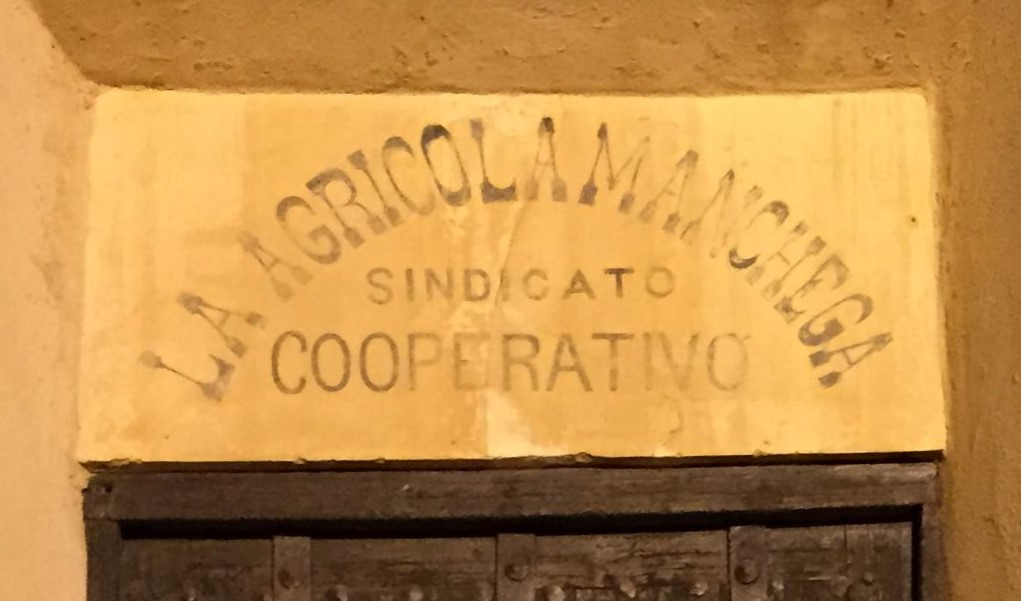
Cartel de «La Agrícola Manchega» organización patronal de carácter cooperativo surgida en 1913.

En este periodo aparecieron las primeras organizaciones sindicales de diverso signo: en 1912 se formó la «Sociedad Obrera La Esperanza» vinculada al PSOE y que fue el germen de la U.G.T. local. En 1913 se constituyó el «Sindicato La Agrícola Manchega» de inspiración católica y como organización patronal que también hacía funciones de cooperativa de producción y consumo. Ya en 1925 se formó el «Sindicato Agrícola Católico» de corte interclasista que integraba en él a propietarios, colonos y jornaleros; con el lema «Unos por otros y Dios por todos», tenía una bolsa de trabajo donde los socios propietarios daban preferencia en la contratación a socios jornaleros en paro.
Con todo, no faltaron las dificultades políticas en la población. Abusos de autoridad del Ayuntamiento que obstaculizaba la actuación de los partidos o por parte de agentes municipales de seguridad, cuya actuación llegó a provocar algún motín entre parte de los vecinos. El caciquismo seguía actuando en las elecciones comprando votos y atemorizando a los opositores. El anticlericalismo, por su parte, se extendía entre parte de los habitantes organizando actos para ampliar su influencia y hacerse notar.
La guerra también hizo sus estragos en parte de los vecinos debido a las dificultades que sufrieron las familias de los soldados destinados a la guerra de Melilla, las cuales tuvieron que ser ayudadas por el Ayuntamiento y parte de la población.

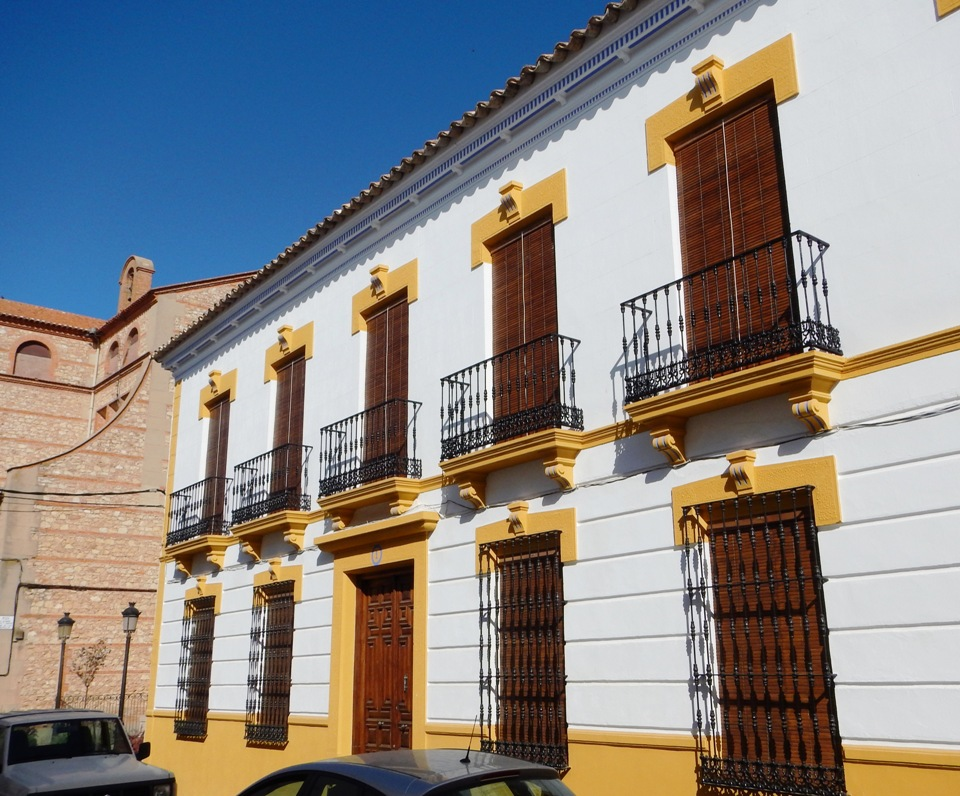
Típica casa solariega en Campo de Criptana. Reflejo de la bonanza económica que vivió la localidad a finales del y principios del.

En 1916, durante los años de la I Guerra Mundial, España prosperaba gracias, en gran parte, a su posición neutral. La localidad participaba en esta coyuntura y presentaba una notable pujanza económica que se vería truncada cuando, tras la finalización de la contienda, se inició una etapa económica desfavorable en la zona. Esto fue debido a varios factores: malas cosechas de uva en 1918 y 1919;  plaga de langosta de 1920; inicio de la plaga de filoxera en la comarca así como convenios comerciales con Francia en los que se buscó proteger a la industria textil catalana y que resultaron muy desfavorables para el vino.
A los anteriores males económicos se unió la epidemia de gripe española de 1918 que llegó a Ciudad Real en septiembre cuando se constataron los primeros focos en Campo de Criptana, Tomelloso, Daimiel y Porzuna. Tras una visita a las localidades afectadas, el gobernador civil y el inspector de sanidad consideraron fantasiosas e infundadas las informaciones sobre la pandemia. A pesar de estos intentos de enmascarar la realidad, la Junta Provincial de Sanidad no tuvo más remedio que declarar oficialmente, el 18 de octubre, la existencia de una epidemia de gripe en la provincia. Se prohibió, entonces, la asistencia a los cementerios el día de todos los santos y se recomendó el cierre los locales públicos como escuelas, teatros e iglesias.
Estos difíciles años tuvieron, sin embargo, un lado positivo al llegar a la localidad otra de las grandes invenciones de ese siglo: el teléfono, el cual comenzó a funcionar en la población en 1922.

#### Dictaduras de Primo de Rivera y Berenguer (1923–1931)
El 13 de septiembre de 1923 se produjo la toma del gobierno por el general Primo de Rivera mediante un golpe de Estado que, aunque contó con la aquiescencia del rey y de buena parte de la población, generó rechazo en sectores de la sociedad. El teniente de alcalde en Campo de Criptana —médico de profesión— arrancó el bando que declaraba el estado de guerra y procedió a romperlo públicamente.

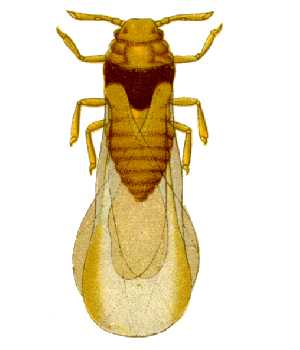
La plaga de filoxera afectó gravemente a los viñedos locales a partir de 1927 si bien, los situados en tierras arenosas consiguieron resistir.

A pesar de que los grandes terratenientes de la zona —principalmente el conde de las Cabezuelas— mantuvieron un buen porcentaje de la propiedad rústica, el grupo de los pequeños propietarios había logrado un notable avance en la comarca durante los últimos 40 años y llegado 1925 acaparaba una mayor parte de la riqueza rústica: el 40 %. Estos pequeños agricultores buscaron hacerse con más propiedades sobre la base de su ahorro acumulado y llegaron, en varios casos, a poder invertir en los sectores vinícolas y alcoholeros si bien, a partir de 1927, sufrieron unos años difíciles debido a la filoxera que comenzó a extenderse por los viñedos de la región y a la crisis internacional que, a partir de 1929, condujo a una caída generalizada de los precios. En la localidad se instaló a iniciativa municipal un vivero de planta americana que permitió en los años siguientes reponer los viñedos y restablecer la producción. La recuperación de precios, por su parte, fue más difícil al depender de factores externos tales como acuerdos comerciales que perjudicaron al sector.
La educación se vio favorecida por un importante impulso a nivel nacional que aumentó de 27,000 a 32 000 las escuelas en las áreas rurales. En la localidad se construyeron dos nuevos grupos escolares —Pozohondo y Virgen de Criptana— dotados con biblioteca y que han seguido en funcionamiento hasta la actualidad.
El final de este periodo se vio marcado por acusaciones de mal funcionamiento y corrupción dentro del Ayuntamiento que llevaron a que el de Campo de Criptana fuese el único consistorio a nivel nacional que se disolvió por orden gubernamental tras caer Primo de Rivera, algo que fue celebrado por la población con un simulacro de entierro.
También de esta época data la creación —en 1925— del equipo de fútbol local: la «Unión Criptanense» y por otro lado, se comenzaron a alzar voces clamando por el estado de abandono en que habían caído los molinos de viento, los cuales habían dejado de funcionar algunos años antes.

#### Segunda República (1931–1936)
La victoria en la mayoría de las capitales de provincia de las candidaturas republicanas en las elecciones municipales de 1931 hizo que el rey marchase al exilio y se proclamase la Segunda República Española. En la localidad, el resultado electoral permitió obtener trece concejales a la conjunción de republicanos y socialistas mientras que los monárquicos alcanzaron siete.

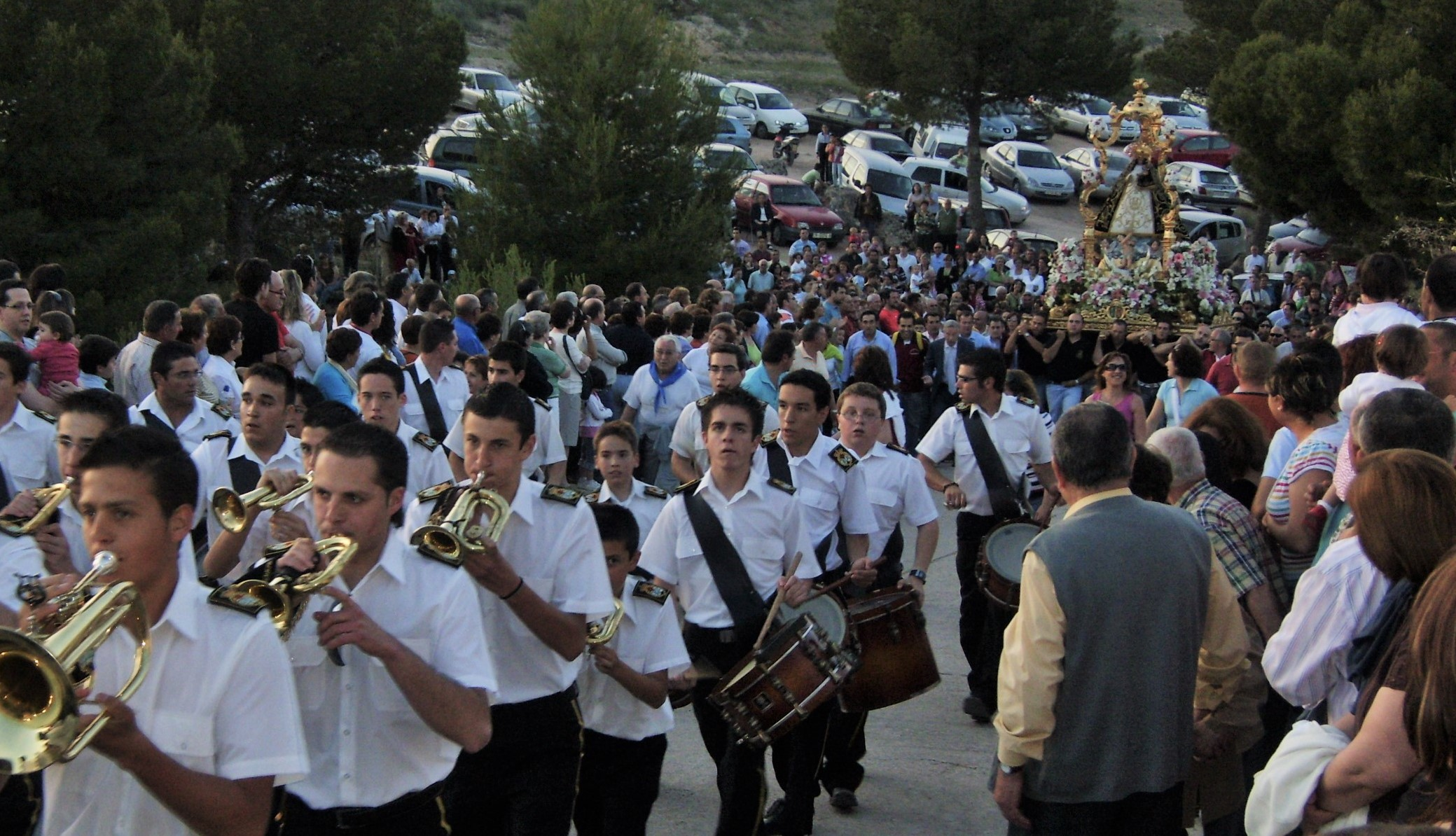
Traslado de la Virgen de Criptana a su santuario en la actualidad. En 1932 el alcalde impuso multas a los vecinos que vitorearon la imagen durante esta procesión.

Uno de los principios republicanos fue el de laicidad. En Campo de Criptana, el alcalde comenzó a enfrentarse con el párroco y posteriormente, prohibió diversas manifestaciones públicas de carácter religioso llegando a imponer cerca de un centenar de multas a los vecinos que desobedecieron. La falta de pago de estas sanciones condujo al encarcelamiento de varias personas con la protesta de parte del vecindario. Ante el cariz que tomó la situación, el gobernador civil envío a la población fuerzas del orden de la capital y prohibió la formación de grupos superiores a tres personas. El siguiente año 1933, el alcalde prohibió las procesiones de Semana Santa —a pesar de que las cofradías habían obtenido el obligatorio permiso del Gobierno Civil— y organizó diversos actos alternativos como bailes, carreras de bicicleta, proyecciones de películas y reparto de limosnas. Por otro lado, miembros del sindicato UGT intentaron impedir algún evento celebrado por la Juventud Católica en el teatro municipal.
En 1932 se puso en marcha uno de los proyectos más ambiciosos de la República: La reforma agraria. En la provincia de Ciudad Real se seleccionaron propiedades que cumplían una serie de requisitos para ser expropiadas y cuya cabida total sumó el 15% de la superficie provincial. Campo de Criptana resultó ser una de las poblaciones con menor superficie declarada como expropiable: 168  ha que suponían el 0,53 % de su término municipal y que eran propiedad del duque de Pastrana quien no era natural de la localidad ni residente en la misma.
El asociacionismo durante esos años conoció un notable auge gracias al establecimiento de la Casa del Pueblo y surgieron una serie agrupaciones integradas en la UGT: «La Defensa» para pequeños arrendatarios; «El Trabajo» para albañiles; «El Progreso» para obreros del sector vinícola; «La Verdad Social» para carpinteros; «La Constancia» para gañanes; así como una asociación femenina, «La Aurora del Porvenir», que propugnaba la prohibición del empleo de mujeres mientras hubiese hombres en paro.
Durante 1933 fueron varios los incidentes que se registraron en la localidad protagonizados por los pequeños propietarios agrícolas: en enero fue ocupada por 200 personas una finca mediana que en su día había sido propiedad municipal antes de ser desamortizada por la ley Madoz y en septiembre ocurrió el suceso más grave debido al bajo precio de la uva, deprimido por la abundante cosecha recogida la campaña anterior. Los viticultores se amotinaron por este motivo y llevaron por la fuerza al Ayuntamiento a los bodegueros compradores de uva donde les hicieron firmar el compromiso de subir los precios. Estos disturbios fueron tan graves que fuerzas del orden de localidades vecinas tuvieron que acudir a la población para restaurar el orden público.
El funcionamiento del Ayuntamiento en ese año 1933 fue en ocasiones tumultuoso con prohibiciones de mítines e insultos entre los concejales que llevaron a que parte de ellos abandonasen los plenos.  Esta conflictividad condujo finalmente a la disolución del consistorio por parte del gobernador civil quien tuvo que volver a enviar fuerzas del orden a la localidad. En las elecciones generales de 1933, la coalición formada por CEDA, PRR, PRC, PRP, denominada «Antisocialistas, Radicales y Progresistas» obtuvo 8 de los 10 escaños correspondientes a la provincia de Ciudad Real. El PSOE y el Partido Agrario Español consiguieron, por su parte, 1 diputado cada uno.
Aparte de los altercados locales protagonizados por los pequeños propietarios criptanenses, varios conflictos de nivel nacional fueron secundados en la localidad. Así, al iniciarse la siega del cereal en 1934, se produjo una huelga en treinta y ocho provincias españolas que en Campo de Criptana fue seguida por los afiliados a la Casa del Pueblo. Esta huelga pudo finalizar en pocos días gracias a la consecución de un pacto entre las partes. En octubre de ese mismo año tuvo lugar en España la denominada «revolución de octubre» a raíz de la entrada en el gobierno de varios miembros de la CEDA. En la comarca, el foco se centró en Alcázar de San Juan y Campo de Criptana donde los revolucionarios acumularon armas y explosivos en los meses anteriores con intención de actuar de forma coordinada. La noche del 5 al 6 se recibió un telegrama con la contraseña que marcaba el inicio de las operaciones: «Tu hermano grave. Julián». las primeras acciones consistían en cortar la línea ferroviaria Madrid—Alicante a su paso por ambas poblaciones. El grupo alcazareño no tuvo éxito en su intento por la actuación de la Guardia Civil y el grupo criptanense se disolvió sin intervenir ante el fracaso de los del pueblo vecino.

Resultados provinciales en las elecciones generales de 1936. En la provincia de Ciudad Real se impusieron las candidaturas de la derecha (provincias azules).

Durante los siguientes dos años la localidad fue testigo de las opciones políticas menos moderadas: Un mitin en el que se reivindicó la pasada revolución de Asturias y que fue disuelto o un discurso de José Antonio Primo de Rivera que fue posteriormente publicado en algún periódico. A pesar del éxito obtenido por el Frente Popular en las elecciones de 1936, en Campo de Criptana estos comicios dieron una ligera ventaja a la derecha, en línea con el total provincial cuyos resultados fueron:
- 52% de votos para el partido de la derecha
- 41% de votos para el Frente Popular
- 5% de votos para el centro-progresista.

Tras la asunción del poder nacional por parte del Frente Popular se procedió a restituir en sus cargos a los concejales destituidos en 1934.

#### Guerra Civil (1936–1939)

Evolución territorial de los contendientes durante la Guerra Civil. Campo de Criptana permaneció durante toda la contienda en territorio republicano y alejada de los frentes de combate.
Leyenda
Zona sublevada inicial - julio de 1936
Avance sublevado hasta septiembre de 1936
Avance sublevado hasta octubre de 1937
Avance sublevado hasta noviembre de 1938
Avance sublevado hasta febrero de 1939
Última zona bajo control republicano

A pesar de que en el municipio no existió ningún movimiento conspirativo a favor de la rebelión militar, en los días siguientes a ésta, se efectuaron alrededor de 250 detenciones preventivas de personas a causa de su militancia política. En la comarca, se dio un pequeño foco sublevado en Villarrobledo a donde se dirigieron milicias populares que incluían vecinos de Campo de Criptana. A la vuelta de este grupo —tras sofocar con éxito la intentona— se produjeron las primeras muertes en el pueblo: un sacerdote y tres militantes de Falange.
En agosto, milicianos locales participaron en un enfrentamiento contra los rebeldes en Miajadas (Cáceres) que se saldó con una desbandada de los milicianos. Al regresar estas tropas a Campo de Criptana se desencadenó una ola de violencia: el día 18, los nueve templos existentes en la localidad fueron arrasados uno a uno con especial saña en la iglesia parroquial, para la que —en un caso único dentro de la provincia— se empleó dinamita. En esa misma jornada, se produjo una saca de once presos a los que se dio muerte en las carreteras que salían del pueblo. El miércoles 19 se destruyeron las ermitas de los patrones locales que se situaban fuera del casco urbano y el jueves 20 se arrasó la capilla del cementerio municipal. El sábado 22 se envió a veintiocho presos a la «checa» de Ciudad Real donde todos murieron al día siguiente excepto dos; uno de los cuales fue salvado por una conocida miliciana de la ciudad llamada Ángela Rodríguez y apodada «La Pinocho».
En las jornadas del 19 y 23 de septiembre, se volvieron a efectuar nuevas sacas con más muertos y durante ese mes, milicianos locales se trasladaron a Madrid donde buscaron y dieron muerte a criptanenses que vivían en la ciudad. Siguieron produciéndose más víctimas durante los siguientes meses hasta que en diciembre, un propietario local fue muerto en una acción «de despedida» por milicianos antes de marcharse al ejército. La última víctima se registró al siguiente año 1937: un adolescente de Juventudes Católicas llamado Juan Ferrán Huertas que fue muerto en la puerta de su casa. No se volvieron a registrar más asesinatos a pesar de que la gobernadora provincial, Julia Álvarez, se quejó en 1937 de la relajación de los comités locales en su actividad depuradora ya que —en su opinión— «dada la tradición genuinamente derechista» en los pueblos manchegos no era posible que estuviesen «limpios de elementos peligrosos».
Se registró un total de 82 víctimas de la localidad a las que hay que sumar 5 individuos que no eran vecinos de la misma y 6 desconocidos.
La gestión del municipio se llevó a cabo por los partidos de izquierda incluyendo al Partido Comunista a pesar de ser éste de reciente creación y escaso número de miembros. Los sindicatos UGT y CNT también ejercieron un importante papel y se dio el caso que, en el anarquista CNT, se afiliaron varios individuos que posteriormente, tras la guerra, fueron importantes miembros de Falange. Se realizaron incautaciones a los grandes propietarios mientras que, por impulso de UGT y el Partido Comunista, las propiedades rústicas fueron colectivizadas. Estos años de guerra fueron, por lo demás, difíciles en la localidad: en 1937 se sufrió un bombardeo de la aviación rebelde que causó 2 muertos; se llevaron a cabo varias movilizaciones para luchar en el frente con frecuentes bajas y la escasez fue cada vez mayor, hecho agravado por la llegada de un gran número de refugiados desde Extremadura y Andalucía.

#### Dictadura del general Franco (1939–1975)

##### Posguerra y autarquía (1939–1959)
Campo de Criptana permaneció en zona republicana durante toda la contienda y a la finalización de la misma, se produjo la violencia contra los del bando perdedor. Se distinguen dos fases: una primera, breve e inmediata, a cargo de vecinos represaliados en busca de venganza y otra posterior —más dilatada— con prisión y ejecuciones de sentencias.
El mismo día que fue anunciado por Franco el final de la guerra, se produjeron los seis primeros muertos a manos de los vecinos quienes los maniataron, maltrataron y fusilaron en la tapia del cementerio para enterrarlos después en una fosa común.
Tres meses después, en junio de 1939, se comenzaron a producir las primeras ejecuciones tras sentencias dictadas por un tribunal militar que se formó en la vecina Alcázar de San Juan. Entre 1939 y 1943 se dio muerte en esta población y en la capital provincial a cincuenta y dos criptanenses de los que diez de ellos habían sido miembros del consistorio municipal durante la contienda. Aparte de estas ejecuciones, nueve criptanenses fallecieron en prisión debido a las deplorables condiciones de la misma y al hambre que azotó la comarca en 1941. Por otro lado, durante la Segunda Guerra Mundial, dos naturales de la localidad murieron también en campos de concentración nazis en Alemania.
Los vencidos no solo sufrieron esta violencia física, también tuvieron que soportar, algunos de ellos, la pérdida de sus trabajos y en ocasiones la obligación de abandonar la localidad. Como caso notorio se puede citar el de Domingo Miras, un maestro de escuela local que perdió su puesto y fue desterrado. Por otro lado, para cualquier trámite que un ciudadano quisiera hacer con la Administración se exigía un certificado de conducta que daba cuenta, entre otras cosas, de su filiación política durante la República y la Guerra Civil o de su pertenencia o no a la Falange.

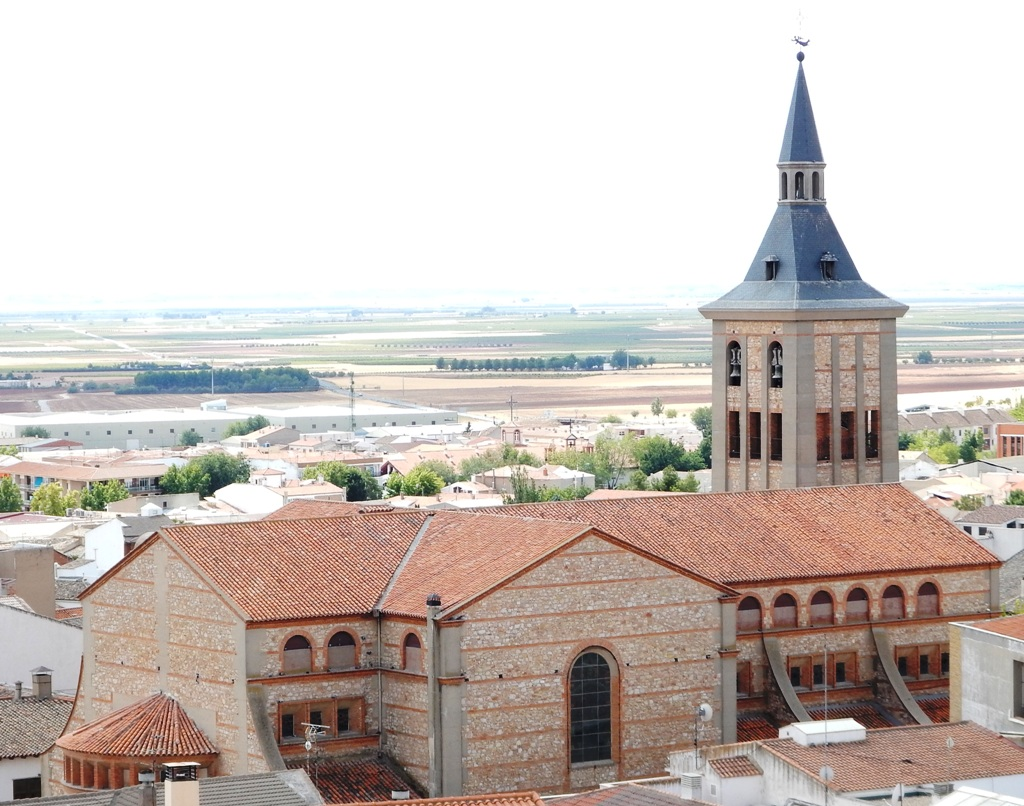
Iglesia parroquial Ntra. Sra. de la Asunción. Se construyó durante las décadas de los 40 y 50 inaugurándose en 1958.

El gobierno local lo asumió inicialmente una gestora que, presidida por un médico, tuvo que afrontar los graves problemas que azotaban a la localidad: el hambre, la escasez de comida y un importante brote de tifus; además de tener que sanear la Hacienda municipal. Por el consistorio se acometieron varias obras públicas: construcción de un mercado de abastos, arreglo de calles y de manera destacada, el parque municipal. También se creó —en 1940— una escuela municipal de música.

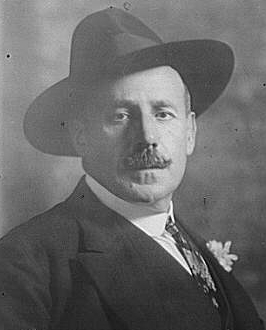
Ignacio Zuloaga. Este pintor adquirió uno de los molinos de viento de la localidad.

En 1942, Azorín volvió a visitar Campo de Criptana tras lo que se hizo eco del pobre estado de sus molinos de viento de los cuales solo quedaban en pie seis u ocho, uno de ellos comprado recientemente por el pintor Ignacio Zuloaga quién lo visitaba regularmente.
En los años 50 se inició la mecanización a gran escala de la agricultura lo que supuso una menor demanda de mano de obra y el comienzo de la emigración hacia las ciudades. Este movimiento migratorio fue menor en las poblaciones con mayor superficie vitícola —como Campo de Criptana— debido a la gran cantidad de jornales que generaba el cultivo del viñedo y que permitió la fijación en la localidad de buena parte de sus habitantes. Los pequeños y medianos viticultores continuaron organizándose y en 1954 se creó la segunda gran cooperativa vinícola:  Ntra. Sra. de Criptana.
A finales de este periodo —en 1958— pudo concluirse la construcción de la nueva iglesia parroquial que sustituyó a la que había sido destruida durante la Guerra Civil. Se diseñó con una variada influencia de estilos arquitectónicos incluyendo «el clasicista» que fue muy utilizado para las construcciones en España durante esas décadas.

##### Desarrollismo económico (1960–1974)

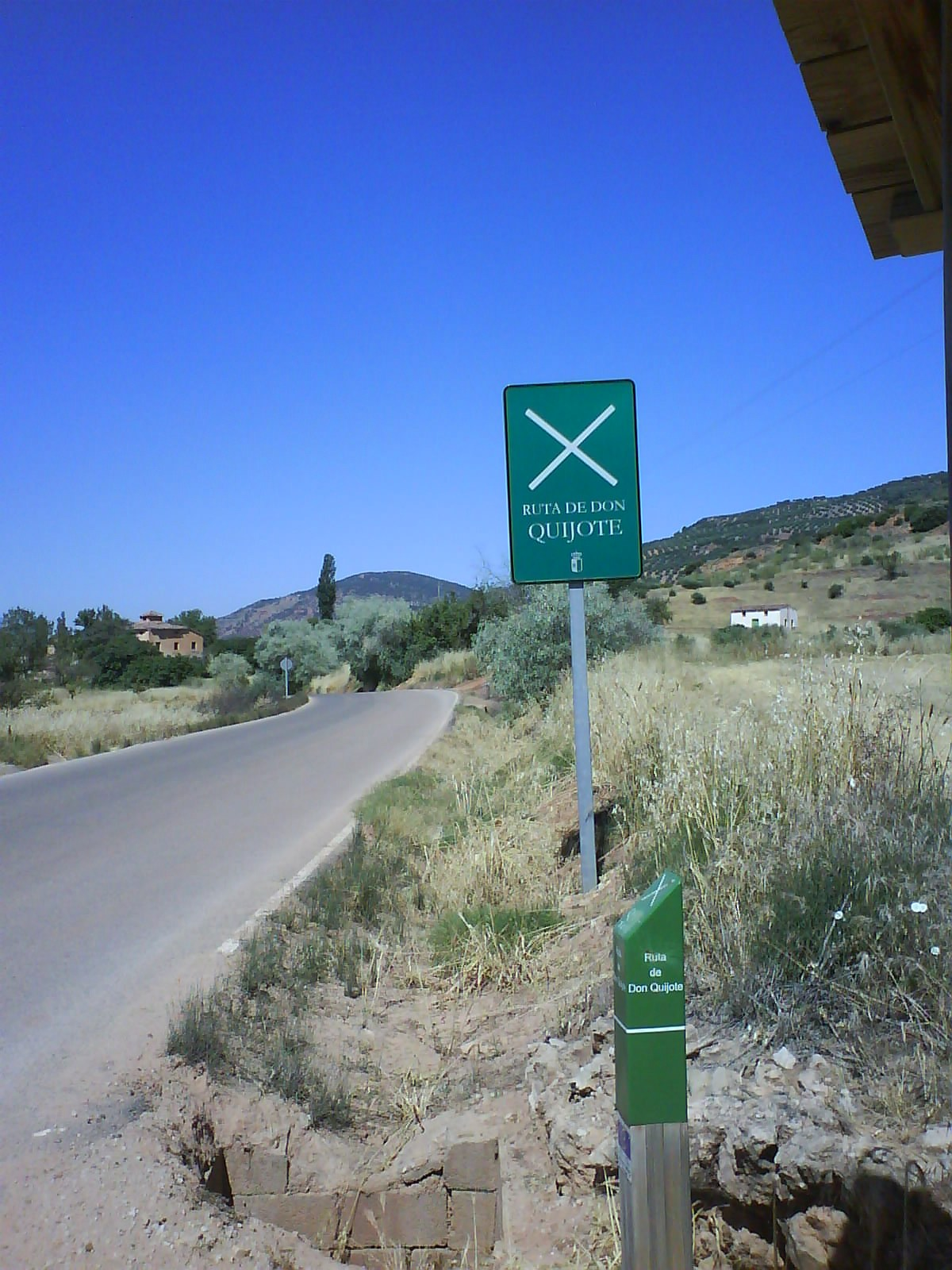
Señalización de la actual ruta de Don Quijote. Los primeros intentos de establecer esta red de senderismo se hicieron en 1961.

Tras el periodo denominado de «autarquía» fue necesario acometer una estabilización de la economía nacional y se inició el «desarrollismo económico» durante el cual, el país experimentó un destacado crecimiento económico. Esta evolución positiva, sin embargo se centró en zonas concretas del país y generó en otras áreas un importante éxodo rural tal y como sucedió en Campo de Criptana donde se incrementó notablemente la emigración iniciada en los años 50.
La localidad, junto a otras poblaciones, participó en 1961 en un proyecto destinado a potenciar el turismo con la creación de una «Ruta del Quijote» a la manera del Camino de Santiago que no tuvo más desarrollo y no fue hasta hace recientes años cuando se acabó de poner en marcha. Al estar la economía local basada, en buena parte, en la agricultura, quedó afectada por los diversos planes económicos de intervención del mercado y en este contexto se construyó, en 1965, un silo para almacenamiento de cereales similar a los existentes en las principales poblaciones productoras del país.
Durante 1971 recaló en Campo de Criptana una de las personalidades más destacadas de su historia reciente: Rogelio Sánchez Ruiz. Este profesor creó, en 1974 junto a varias familias de la localidad, la fundación ASPANA que fue la base desde la que se puso en marcha, por iniciativa privada, el Centro de Educación Especial "María Auxiliadora" que desde esos años hasta la actualidad ha proporcionado educación, apoyo y atención a discapacitados de la comarca. La trayectoria de Rogelio Sánchez durante los siguientes décadas le llevaría a ser merecedor de la Medalla de Oro al Mérito en el Trabajo por acuerdo del Consejo de Ministros el 1 de diciembre de 2006. El ministro de Trabajo y Asuntos Sociales viajó a la localidad para entregársela en persona.
En el plano cultural se pusieron en marcha un Ateneo Musical y una escuela municipal de pintura, en 1973 y 1974 respectivamente.

#### Periodo democrático actual

Evolución del casco urbano de Campo de Criptana hasta la actualidad.
Leyenda
Recinto fortificado de San Cristóbal (hoy denominado como «cerro de la Paz»), núcleo originario de la población en el.
Extensión del casco urbano en 1885.
Avance del casco urbano hasta 2014.

Tras el inicio del periodo democrático, el gobierno local siguió en buena medida la evolución política del país: a un inicial periodo de gobierno por UCD y AP, le siguieron tres legislaturas donde el alcalde fue del PSOE para, después, ser sucedido desde 2003 por gobiernos del PP hasta la actualidad —2017—. A partir de 1986 fue posible iniciar la recuperación de su población —que había descendido a 13 049 habitantes en 1983— y después de tres décadas se consiguió superar los 15 000 habitantes de los que cerca de 2000 son originarios de otros países.
El asilo de ancianos de la localidad fue protagonista involuntario en 1990 de una colecta a nivel nacional impulsada por el diario ABC porque su propietaria, la congregación de las Hermanitas de los Ancianos Desamparados, perdió una subvención destinada a su reforma debido a un problema burocrático.
En 1999 tuvo lugar la segregación de una parte del término municipal al constituirse como municipio independiente la pedanía de Arenales de San Gregorio. Esta población había surgido como «colonia rural» durante la primera mitad del siglo XIX aglutinando a una serie casas con huerta que suministraban hortalizas a Campo de Criptana.
La estructura económica ha ido derivando en décadas recientes hacia el sector secundario dentro del cual, la construcción ha absorbido gran parte del nuevo empleo creado mientras que la industria vinícola ha mantenido su importancia tradicional. El turismo, por su parte, ha conocido un constante desarrollo ayudado por la recuperación de los molinos de viento y otros elementos monumentales de la villa. A esta evolución contribuyó de manera importante la celebración en 2005 del Cuarto Centenario del Quijote que propició la visita de 134 000 turistas a la localidad.